# 神谷浩史
神谷浩史（日语：／ Kamiya Hiroshi；1975年1月28日—），日本男性聲優兼歌手，所屬經紀公司為青二製作，唱片公司為Kiramune。 身高167公分，星座為水瓶座，血型為A型。

## 簡介
- 愛稱「Hiro C」。為神谷浩史、小野大輔的DearGirl～Stories～廣播中的暱稱募集活動時，聽眾配合小野大輔的愛稱「Ono D（小野D）」所取的。

### 成長過程
- 出生於千葉縣松戶市，老家位於茨城縣牛久市。
- 幼稚園時期寫下的未來的夢想，是要當一名公車司機。小學時被家人帶去朋友的道場學習空手道，當時參加的動力是單純想著「能在假日去體育館玩」，持續練到高中，並取得黑帶資格，高中時在老師的勸誘下成立空手道部，擔任副部長。
- 高中三年級時從空手道社團引退後，在朋友的拜託之下到朋友創立的戲劇社幫忙，卻意外在比賽中擔任男主角並一舉拿下個人演技獎，從此志願成為一名演員，報考大阪藝術大学舞台藝術科卻不幸落榜。
- 落榜後在演劇雜誌上看到青二塾的廣告，在不知道青二塾其實是聲優培訓學校的情形下，成為了青二塾聲優培訓學校東京校區第十四期生，於1994年出道。

### 個性
- 愛貓成癡，養了一隻俄羅斯藍貓名叫「喵咪老師」（ニャンコ先生），愛稱「娘桑」（ニャさん），名字源自動畫いなかっぺ大将中的虎斑貓，曾說很希望自己的貓能用動畫裡那種聲音和自己對話。之後接到了夏目友人帳的配音通知後發現故事裡頭也有叫喵咪老師的角色而感到很開心。
- 喜歡的食物有漢堡、牛舌、炸蝦、壽司、甜甜圈及鯛魚燒等，豆沙派，喜歡的牌子是Mister Dounts。喜歡的車型為红色的Volkswagen New Beetle。
- 個性嚴謹的工作狂人，一有機會就會隨時隨地練習台詞，「雖然會玩遊戲，但覺得太浪費時間還是去練習台詞。」，只要是工作都來者不拒，連經紀人也表示神谷的行程表滿到可怕。帶病出演也是常有的事，親友小野坂昌也曾說過神谷是「用了死過一次的身體拼命的努力。」
- 個性非常消極多疑、自我評價很低，表示自己因為太容易被騙反而變得不相信任何人，即使聽到了100句讚美都不會當真，但只要有1句負面批評就會為此沮喪。當連續五年獲得聲優獎最佳得票獎、並成為首位進入殿堂的得獎者時，神谷發表的感言仍是「覺得回首過去沒有任何一件事值得與人炫耀、過著不怎麼值得被稱讚的人生。」。但唯有在事務所的人員稱讚他說「這次神谷先生能接到某某角色真是太好了！」、「對我來說，神谷先生是我的驕傲喔！」如此在工作場合上被工作人員稱讚時才會真的覺得自己受到肯定。
- 對於絕望先生中演出的糸色望角色非常有共鳴，並表示完全不知道這個角色哪裡吸引人。
- 對後輩相當溫柔，會將衣服送給有經濟壓力卻要出席活動場合的後輩們，入野自由就常常穿著神谷的衣服，所以回顧以前的照片時常常會發現以前穿著的衣服已經一件不剩了。也曾有明明請事務所分送給需要的後輩之後，卻發現事務所的工作人員都穿著神谷送出的貴重衣服，自己全身上下卻只穿著便宜的Uniqlo，覺得無奈又好笑。另外私服的顏色很豐富，不會特定偏好某種顏色的衣服，曾建議總是穿得一身黑的小野大輔可以學他從穿一些自己角色顏色的衣服開始改變穿衣風格，並舉例提到自己會穿著紅色的衣服去黑子的籃球的配音現場。
- 多次透露自己很喜歡籌備活動的過程，享受過程中充實快樂的感覺，但只要活動一開始，就會覺得「一切已經開始邁向結束」的感覺很寂寞。
- 神谷多次說到自己志願成為“一生聲優”，非常喜歡聲優這份工作。若有露臉的工作時，若神谷不是以「聲優」的身份出場，那神谷就會把這份案子讓給其他人做，神谷很看重“自己和聲優”的連結。

## 簡歷

### 聲優活動

#### 出道前期
- 剛出道時神谷的聲音被認為很適合配旁白，因此接了許多的旁白工作。1997年開始於富士電視台的周日直撥情報節目擔任直播旁白配音，並持續了8年之久，為當時史上最年輕的直撥旁白配音員（當時年僅23歲）。但在動畫配音方面遲遲沒有成名，曾表示在自己還在接路人角色時，看到同為青二塾十四期的同期生丹下櫻已經接下主役角色，相當敬佩與欣羨。
- 2002年演出了「數碼寶貝最前線」的源輝二時，還在聲優雜誌上被稱為新人聲優，但此時他已出道8年。自認對自己重要的角色是「辣妹當家」中的乙幡麗，神谷表示這是自己接到第一個算是主角群的角色。後因為扮演「熱拳本色」的河井武士、「Fate/stay night」的間桐慎二、「數碼寶貝最前線」的源輝二這類和主人公對峙的角色而獲得良好的評價。
- 2005年在「蜂蜜與四葉草」裡飾演與以往出演角色性質完全相反的角色竹本祐太，展露其溫柔演技並贏得更多好評。然而當神谷正要開始嶄露頭角之際，隔年8月卻不幸遭逢嚴重車禍入院，當時的配音工作全部由別人接手代為演出。

#### 鋼彈系列
- 2007年神谷復出後，得知機動戰士鋼彈00正在進行選角，極力拜託事務所為他爭取試音的機會，想將參加這次的試音會作為復出後的第一個目標，但事務所表示這次選角是由製作團隊指名試音，無法主動申請。神谷表示這是自己第一次在工作上，有意識地主動去爭取自己想要的工作的經驗。
- 隨後有幸得到黑田洋介的推薦（蜂蜜與四葉草與機動戰士鋼彈00構成及編劇）[2]，出席了試音會後，順利擔任動畫「機動戰士鋼彈00」內之重要角色提耶利亞．厄德，2008年更憑此角色獲得第二回聲優獎男聲優部門配角賞。
- 神谷相當喜歡鋼彈系列作品，2004年於《SD鋼彈FORCE》中因為演出鋼彈隊長而能「成為鋼彈」是讓他覺得因為成為聲優遇到最棒的事之一。2006年於動畫「機動戰士GUNDAM SEED C.E.73 STARGAZER」裡擔任了駕駛員沙姆斯·科薩的角色也實現了他從小想要駕駛鋼彈的願望。

#### ONE PIECE
- 1999年出演ONE PIECE第一話中的海賊A，之後也出演過幾次路人角色，直到2009年才接到托拉法爾加·羅一角，並於2013年再次登場成為了王下七武海，晉升超人氣角色，連製作人都沒預期到這角色到後期能這麼活躍，所以神谷本人常喜歡開玩笑說自己從海賊A晉升為王下七武海了。
- 因為很喜歡托拉法爾加·羅的回憶篇故事，無論如何都想出演幼年托拉法爾加·羅的角色，便拜託製作人讓他也擔任幼年托拉法爾加·羅的配音，當時回憶篇的單行本尚未發行，神谷拿著影印的周刊少年JUMP進行了只有自己一個候選人的試鏡，最後順利得到製作人的肯定拿到角色。

#### 新房昭之
- 與監督新房昭之有多次合作，締結了不淺之緣，在月詠（2004）、絕望先生（2007）、化物語（2009）、荒川爆笑團（2010）中皆擔任主角，其中所役的絕望先生糸色望和化物語阿良良木曆均為新房監督未試音直接指名，而荒川爆笑團神谷則是從20名試鏡者中成功脫穎而出拿下主角一席。
- 曾經透露自己很羨慕如同「魯邦三世」的動畫中，能在片頭出現名字的聲優待遇，並期許自己能達到這個高度。原本在絕望先生中說好了能幫神谷在片頭打上名字，但因為工作人員的疏忽卻沒有成功，於是新房昭之在荒川爆笑團撥出時實現了他的夢想，放送當晚神谷看到自己的名字出現在片頭中後，激動地在凌晨兩點發了郵件給新房表達自己的喜悅，新房則是隔天早上回覆神谷說“能讓你感到開心我也很高興。”，之後兩人合作的作品「物語系列」之片頭，也都會打上神谷的名字。
- 新房曾多次表態對神谷的欣賞與喜愛，曾說過“神谷來演繹我所指名的角色時，除了如我所想的演出以外，必定給我帶來的意外驚喜，這是我最期待的地方”、“我確信神谷是能給我超越想像以上的高品質演出的人”並且說過“自然的演技就是神谷的魅力”，可見這位鬼才監督對神谷的疼愛器重。

#### 夏目友人帳
- 2008年由夏目友人帳原作者綠川幸從聲音樣本之中選中神谷的聲音，指名他擔任男主角夏目貴志的配音[3]。
- 原作者綠川幸於動畫播出後曾表示“看了動畫後覺得，夏目除了神谷先生之外沒有第二人選。能讓神谷先生來配音實在是太幸福了。”。
- 於夏目友人帳中以纖細的演技及恰到好處的情感拿捏，將夏目貴志的形象塑造得相當完美，也因此讓夏目友人帳成為只要提及神谷便不得不提的重要代表作品。

### 歌手活動
- 2007年起以神谷浩史、小野大輔的DearGirl～Stories～的節目主題曲，出版DGS第一張迷你專輯，至2018年共發行了11張單曲、1張迷你專輯及2張專輯。
- 2009年加入Kiramune，同年8月26日發行第一張迷你專輯「ハレノヒ」以歌手出道。
- 2009年到2023年持續參加Kiramune的年度音樂Live盛會Kiramune Music Festival（開設至今惟2011年未舉辦Kiramune Music Festival）。
- 2010年因與入野自由聲線意外地適合而組成KAmiYU，目前發行2張單曲及3張專輯，並以KAmiYU名義於2010年到2018年間舉辦過四場Talk & Live event “KAmiYU in Wonderland”。
- 2012年個人名義第3單曲「Such a beautiful affair」 首次進入Oricon銷量榜週榜TOP5。
- 2013年與小野大輔等4名DGS工作人員共同組成搖滾空氣樂團MASOCHISTIC ONO BAND，至2018年共發行2張單曲及1張專輯，並於2015年以MOB名義舉辦四場巡迴演唱會。
- 2015年在日本千葉幕張展覽館舉辦個人首次演唱會。
- 2015年個人名義5th mini album「ハレロク」拿下Oricon銷量榜第2名，創下聲優界中上榜最高名次。
- 2016年於日本千葉幕張展覽館舉辦第二場個人演唱會「LIVE THEATER」。
- 2017年於「Count down TV」中舉辦的「CDTV Artist-最喜歡的男性聲優歌手」排名中拿下第三名。
- 2021年於日本大阪オリックス劇場及神奈川ぴあアリーナMM舉辦第三場個人演唱會「SUNNY BOX」

## 受獎紀錄

### 聲優獎
- 2008年榮獲第二回聲優獎之男配角賞。（代表角色：提耶利亞·厄德）
- 2009年榮獲第三回聲優獎之主演男聲優賞。（代表角色：夏目貴志）（此獎若無更換事務所便無法再次獲得。）
- 2009年榮獲第三回聲優獎之最佳主持賞。（代表聲優廣播節目：「神谷浩史、小野大輔的DearGirl～Stories～」、「マクロスF○※△」及「さよなら絶望放送」。）
- 2010年榮獲東京國際動畫博覽會2010「聲優獎」。（代表角色：阿良良木曆）
- 2012年榮獲第六回聲優獎之最多得票賞。
- 2013年榮獲第七回聲優獎之最多得票賞。
- 2014年榮獲第八回聲優獎之最多得票賞。
- 2015年榮獲第九回聲優獎之最多得票賞。
- 2015年榮獲第九回聲優獎之最佳主持賞。（代表聲優廣播節目：「神谷浩史、小野大輔的DearGirl～Stories～」，此次與小野大輔共同得獎。）
- 2016年榮獲第十回聲優獎之最多得票賞，為首位於聲優獎獎項蟬連五連霸的聲優，同時進入殿堂，也因其五連霸的殊榮，最多投票賞常被戲稱為「神谷浩史賞」。

（而2017第十一回及2018年第十二回聲優獎之最多投票賞則是因此未頒布，因進入殿堂後無法再次獲得最多得票獎，若無人票數超過神谷，此獎便會從缺。）。
- 2019年榮獲第十三回聲優獎之MVS賞（Most Valuable Seiyu）。
- 2020年榮獲第十四回聲優獎之MVS賞（Most Valuable Seiyu）。

### 其他
- 2016年榮獲第2回《AniRadi Award》之年度最佳廣播大賞（RADIO OF THE YEAR）。（代表聲優廣播節目：「神谷浩史、小野大輔的DearGirl～Stories～」）
- 2016年榮獲第2回《AniRadi Award》之最佳男廣播賞（BEST MALE RADIO）。（代表聲優廣播節目：「神谷浩史、小野大輔的DearGirl～Stories～」，此次與小野大輔共同得獎。）

## 交通事故

### 事件
- 2006年8月7日，因為遭逢交通事故而住院治療。雖然事故的詳細原因事務所並沒有公佈，但根據業界人士情報和本人在復出後的訪談，是騎乘機車時為閃躲大貨車而導致自摔的嚴重車禍。曾在廣播節目中提到自己因為被送入急診室時的情況太過嚴重，加上後來送來了足以淹沒病房的千紙鶴，當時在醫院裡變得很有名。
- 事件發生之前與友人安元洋貴約好當天與鳥海桑三人一起去錄音室附近的店吃咖喱，但當天聯絡不到神谷，鳥海桑也因此沒來錄音室，剩安元洋貴一人在店裡獨自吃著咖喱，後來收到通知時才知道神谷發生事故，去看病時調侃神谷「我們不是約好當天要一起吃咖喱嗎？」然而神谷溫柔的回著「對不起啊，為了能再一起演出而繼續努力吧。」，然而在隔年的廣播節目神谷浩史、小野大輔的DearGirl～Stories～吐槽了神谷「為什麼這傢伙要說多餘的話啊…當時都快哭了。」
- 在廣播節目「集まれ昌鹿野編集部」內聲優小野坂昌也表示「事故後的一個禮拜是關鍵期」。期間醫院曾下多次病危通知，一度心跳停止。接受了氣切手術，鎖骨中間至今都留有凹坑形狀的疤痕，非常兇險地度過了危險期，車禍後半個月才恢復意識。
- 醫生曾說神谷必須住院至少一年才能出院，但神谷在加護病房裡待了一個半月後，便開始復健，剛開始復健時因過久臥病床肌肉萎縮，連走路都相當蹣跚吃力，但在車禍後兩個月以令人驚訝的恢復速度出院。同年與於友人杉田智和的生日活動上發表「為了在今年回歸工作崗位，現在正在持續復健中。」。
- 入院期間，好友朴璐美與野島裕史曾合送給神谷一條十字架項鍊以祈禱神谷的康復，這條項鍊在受傷期間給了神谷心靈上很大的支持，因此神谷相當重視它，即使是出院後也幾乎天天隨身攜帶著項鍊作為護身符，即使沒有配戴在身上也會將項鍊放在隨身的包包中。

### 復出
- 同年12月參加「BLACK BLOOD BROTHERS」放送廣播最終回，宣佈復出，12月25日於「爆球Hit！轟烈彈珠人」出演最終話正式回歸。在BBB廣播最終回中提到，病床上的神谷一直在想工作的事，非常害怕因為自己出車禍的緣故導致角色經營的失敗，並一直想著“如果以後做不了聲優了該怎麼辦呢”，復出了之後也一直道歉“落下了這麼多工作真是非常抱歉”、“對不起讓大家擔心了”。
- 因為自己消極的個性，曾說過自己在昏迷一個半月醒來後完全沒有過“能得救真是太好了”的想法，甚至有過“是不是沒有被救回來反而會比較輕鬆”的想法，直到復出後在工作現場遇到其他聲優及工作人員，對他說“神谷桑能得救真是太好了”之後，才開始真正開始有了慶幸自己活下來的想法。
- 當時因車禍造成肺部嚴重受傷，業界甚至曾有過質疑即使神谷活下來也無法繼續當聲優的惡劣言論，但是神谷出院後第一次見到事務所工作人員時，他們不但沒有擔心地問“能不能回到原本的水準呢？”，而是對他說“能活下來比什麼都還重要！”，讓神谷相當感動，也用復出後的優異表現證明神谷的實力不僅不受影響，反而在神谷的努力之下更加出色。

### 代演情形
神谷入院期間，其當時的配音工作由其他聲優代為配音。
- 「蜂蜜與四葉草II」電視播放版最後一集的男主角竹本祐太、「爆球Hit！轟烈彈珠人」的神岡照間及京都動畫版「Kanon」的久瀬改由野島健兒代替演出，後來「蜂蜜與四葉草II」DVD版則是由神谷重新收錄，「爆球Hit！轟烈彈珠人」電視播放版最後一集則由神谷復出收錄。
- 「機動戰士鋼彈SEED C.E.73 STARGAZER」的沙姆斯·科薩在STAGE-3及DVD版則是由宮野真守代替演出。
- 「TSUBASA翼」第二季的在由菊池正美代替演出。
- 「BLACK BLOOD BROTHERS」動畫版中的男主角望月ジロー則是緊急更改成由櫻井孝宏代替演出。

## 演出作品
※粗體字為主要角色。

### 電視動畫
1994年
- 阿強加油（情侶男）※動畫出道作品
- 橘子醬男孩（學生丙）※第24話
- 足球風雲（新矢巧）

1995年
- 奇天烈大百科（工作人員）
- 櫻桃小丸子（ひろしくん）※第103、116、144、146、332、537話。(備註：此角色第70話以少年初登場，由石田彰出演；第920話更名為武田洋，由日比愛子出演。)
- 足球小將J（浦邊反次-青年期、喬爾）※第38話

1996年
- 奇天烈大百科（野野花明彥、小男孩）
- 七龍珠GT（ポペル、ロンゲ）※第1話，第25話
- 秀逗魔導士（男）
- 無家可歸的孩子蕾米（男孩子B）
- 近所物語（男學生）

1997年
- 超魔神英雄傳（阿塔爾）※第3話

1998年
- 炸彈人 彈珠人爆外傳（槍手波恩）
- 槍神Trigun（薩吉·THE·野獸）※第22話
- 遊戲王（幹部）※第19話
- MAICO2010（日语：アンドロイド·アナ MAICO 2010）（潤發）
- DT戰士（日语：DTエイトロン）（凌）

1999年
- 網路安琪兒（富士隆）
- 魔術士歐菲（學生乙）
- 格鬥小霸王（凱）
- 危險調查員（船瀬慎介） ※第19話
- 週刊 Story Land（日语：週刊ストーリーランド）（拓也）
- ONE PIECE 第一部 東海篇（海賊A）※第1話

2001年
- 戰鬥陀螺 布拉德、不良A）
- 地球防衛家族（八代敦志）
- NOIR（多米尼）※第8、9話
- 少年足球（日比野勝彥）
- 辣妹當家（乙幡麗）

2002年
- 炎之蜃氣樓 伊達小次郎）
- Kanon（久瀨）
- 數碼寶貝04無限地帶（源輝二、野狼獸、銀狼獸、戰狼獸、鎧甲加魯魯獸）
- 寶貝婆婆（日语：ベイベーばあちゃん）（神宮寺英樹）
- 我們這一家（高田）※初登場第31話

2003年
- 戰鬥陀螺G（葛倫·傑徳巴爾特）
- L/R -Licensed by Royal-（日语：L/R -Licensed by Royal-）（布萊恩）
- ONE PIECE 第一部 空島篇（艾迪）※第146話、第149~151話
- 坦克王（阿飛）
- 音速小子X（S隊成員）
- 魔法少年賈修（窪塚泳太）
- 戀愛小魔女（架地哲士）
- 青青校樹（堀田健一）
- 魔法咪路咪路 Golden（桐生拓海）
- 神奇寶貝超世代（浩己）※第32話

2004年
- 鼻毛真拳（ヤシの実マン、狗、加油站員工、占卜師）
- SD鋼彈FORCE（鋼彈隊長、阿修-成人、おたまザコ、ザコブッシA 他）
- 馳風!競艇王V（日语：モンキーターン (漫画)）（沖田龍一郎）
- 科幻特攻 BURN-UP SCRAMBLE（不錯的人）
- 北方戀曲～Diamond Dust Drops～（日语：北へ。〜Diamond Dust Drops〜）（神宮司實）
- 火鳥（大友皇子）※第10話
- 哈姆太郎（トシオ）※第182話
- 魔法咪路咪路 Wonderful（桐生拓海）
- 殺戮都市（北條政信）
- 阿嘉莎·克莉絲蒂的名偵探白羅與瑪波（約翰）※第1話
- 狂砂小子（蛙誠）
- 洛克人EXE Stream（納爾西·秀）
- 月詠（森丘耕平）
- 武士鎗（日语：サムライガン）（市川義修、蛇蔵）
- 熱拳本色（河井武士）

2005年
- 笨笨森林日記（日语：だめっこどうぶつ）（天馬之助）
- B傳說！戰鬥彈珠人 炎魂（牙）
- 植木的法則（馬力奧）
- TSUBASA翼（キーファ）
- 蜂蜜幸運草（竹本祐太）
- 青少棒揚威記（相木）
- 嬉皮笑園（犬神劍、貓神、店長、外星人部下）
- 高機動交響曲（岩崎仲俊）
- Canvas2～彩虹色的圖畫～（鳳仙彰悟）
- CLUSTER EDGE（羅德·克羅賽特）
- ONE PIECE 年末特別企畫! 草帽小子魯夫捕頭傳（老闆）

2006年
- Keroro軍曹（オロー·カニンガム、00星人）
- 洛克人EXE BEAST（納爾西·秀）
- Fate/stay night（間桐慎二）
- 爆球Hit! 轟烈彈珠人（神岡照間）※錄製期間因發生車禍，由野島健兒代配，最終話回歸
- 死亡代理人（研究員）
- 學園天堂（西園寺郁）
- 變身公主（有定修也）
- ZEGAPAIN（早瀨透也、ネコニャン）
- 熱拳本色 日美決戰篇（河井武士）
- 蜂蜜幸運草ll（竹本祐太）※錄製期間因發生車禍，最終話由野島健兒代配
- 和·和·和 WAPPI妹妹（トノくん）

2007年
- 銀魂（伍丸貳號）
- 銀河鐵道物語～通向永遠的分歧點～（克勞斯）
- 帝托拉傳奇（歐洛克）
- 交響情人夢（木村智仁）
- 魔女獵人（人妖A）
- 數碼寶貝拯救隊（顱骨獸）
- 神曲奏界（塔塔拉·佛隆）
- 機神大戰（大黑真人）
- 絶望先生（糸色望、糸色命、久米田康治）
- CODE-E（亞特魯·布林貝爾格）
- 月亮的距離 第2季 -Touch down-（日语：MOONLIGHT MILE）（マイク）
- 機動戰士鋼彈00（提耶利亞·厄德）
- 棋靈少女（小林）
- 向陽素描 特別篇（チョコ山）
- ONE PIECE 第一部 司法島篇（船長）※第305話

2008年
- 俗·絕望先生（糸色望、糸色命、久米田康治、糸色大、糸色倫、木津千里、藤吉晴美、時田）
- 幻影少年（淺村賢吾）
- 超時空要塞 Frontier（米海爾·布朗）
- 向陽素描×365（チョコ山）
- 夏目友人帳（夏目貴志）
- Mission-E（亞特魯·布林貝爾格）
- 伯爵與妖精（保羅·法曼）
- 機動戰士鋼彈00 第二季（提耶利亞·厄德）
- 泰坦尼亞（ルイ·エドモン·パジェス）

2009年
- ONE PIECE 第一部 夏波帝諸島篇（托拉法爾加·羅）※第392話、第396~399話、第403~404話
- 續 夏目友人帳（夏目貴志）
- 神曲奏界crimson S（塔塔拉·佛隆）
- 懺·絕望先生（糸色望、糸色命）
- 化物語（阿良良木曆）
- 奇蹟少女KOBATO.（堂元崇）

2010年
- 無頭騎士異聞錄 DuRaRaRa!!（折原臨也）
- 動物環境會議（兔博士拉比）
- 熱拳本色 影道篇（河井武士）
- Angel Beats!（音無結弦）
- 荒川爆笑團（市之宮行<リクルート招兵買馬>）
- WORKING!!（相馬博臣）
- 無法掙脫的背叛（蓬莱黒刀）
- 妖怪少爺（千羽大人）※第18話
- 荒川爆笑團×2（市之宮行<リクルート招兵買馬>）
- ONE PIECE 第一部 馬林福特篇（托拉法爾加·羅）※第474話、第487~491話、第513話

2011年
- Dragon Crisis ～龍之界點～（奧尼基斯）
- 碎之星（科林）
- 召喚惡魔（貝西卜優一）
- 青之驅魔師（梅菲斯特·費雷斯）
- 世界一初戀（柳瀬優）※初登場第5話
- 熱拳本色 世界大會篇（河井武士）
- 夏目友人帳 參（夏目貴志）
- WORKING'!!（相馬博臣）
- 認真和我談戀愛！（直江大和）
- 世界一初戀2（柳瀬優）

2012年
- BRAVE10（海野六郎）
- 夏目友人帳 肆（夏目貴志）
- 偽物語（阿良良木曆）
- 白熊咖啡廳（企鵝）
- 光明之心 ～幸福的麵包～（李克·愛伍德、亞爾文）
- 影子籃球員（赤司征十郎）
- 天才黃金腦～神之謎 第二季（普利謝爾）
- 聖鬥士星矢Ω（瞬）
- 武裝神姬（神堂）
- 最強學生會長（宗像形）
- IXION SAGA DT（艾樂庫派爾·杜卡基斯）
- 機動戰士鋼彈AGE（哲哈特·加列特）
- 貓物語（黑）（阿良良木曆）

2013年
- 魔王勇者（青年商人）
- 八犬傳－東方八犬異聞－（里見莉芳）
- ONE PIECE 第二部 龐克哈薩特篇（托拉法爾加·羅）※第584~589話、第591~628話
- 成年女性的動畫時間 人生Best Ten（日语：大人女子のアニメタイム）（有作）
- 召喚惡魔Z（貝西卜優一）
- 黑色嘉年華（花礫）
- 惡魔倖存者2（久世響希）
- 進擊的巨人（里維·阿卡曼）
- 兄弟鬥爭（朱利）
- 魔界王子 devils and realist（米迦勒）
- 八犬傳－東方八犬異聞－ 第二季（里見莉芳）
- 貓物語（白）（阿良良木曆）
- 物語系列 第二季（阿良良木曆）
- 影子籃球員 第二季（赤司征十郎）
- 天才黃金腦～神之謎 第三季（普利謝爾）
- 伽利略少女（西西勞）
- 魯邦三世 princess of the breeze 〜隐藏的空中城市〜（シオン·アーデル·ビクロビュート）

2014年
- 流浪神差（夜斗）
- ONE PIECE 第二部 多雷斯羅薩篇（托拉法爾加·羅）※第629~630話、第635話、第639~643話、第645話、第647~648話、第652~656話、第661~662話、第666話、第673話、第677話、第679~709話、第721~726話、第728話、第731~746話、第749~750話
- HAMATORA ─超能偵探社─（亞特）
- T寶的悲慘日常 覺醒篇（D寶）
- 地球隊長（嵐徹平）
- 英雄銀行（日语：ヒーローバンク）（天野流）
- 破刃之劍（傑斯）※2010年劇場公開
- 諸神的惡作劇（巴德爾·靈舡）
- 排球少年！！（武田一鐵）
- 刀劍神域II（XEXEED〈茂村保〉）
- 宇宙浪子（強尼）※第20、26話
- Re:␣ 超能偵探社（亞特）
- 花物語（阿良良木曆）
- Fate/stay night [Unlimited Blade Works]（間桐慎二）
- 鑽石王牌（真田俊平）
- 憑物語（阿良良木曆）
- 喵音符 ※貓聲唱歌
- 七大罪（海爾布萊姆〈妖精姿態〉）

2015年
- 美男高校地球防衛部LOVE！（草津錦史郎）
- 鑽石王牌 -SECOND SEASON-（真田俊平）
- 影子籃球員 第三季（赤司征十郎）
- 無頭騎士異聞錄 DuRaRaRa!!×2 承（折原臨也）
- Fate/stay night [Unlimited Blade Works] 第二季（間桐慎二）
- 電波教師（鑑純一郎）
- Baby Steps ~網球優等生~（艾力克斯）
- 監獄學園（藤野清志）
- WORKING!!!（相馬博臣）
- 那就是聲優!（神谷浩史）※第2、10話
- 單色小姐 -The Animation- 2（小露）
- T寶的悲慘日常 夢幻篇（D寶、D寶Mk-II）
- 無頭騎士異聞錄 DuRaRaRa!!×2 轉（折原臨也）
- ONE PIECE 薩波特別篇 〜三兄弟的羈絆 奇蹟的再會和被繼承的意志〜（托拉法爾加·羅）
- 進撃！巨人中學校（里維）
- 流浪神差 ARAGOTO（夜斗）
- 終物語（阿良良木曆）
- 排球少年！！Second Season（武田一鐵）
- 阿松（輕松、菊松、輕子）

2016年
- 夢幻之星Online2（カスラ）
- 無頭騎士異聞錄 DuRaRaRa!!×2 結（折原臨也）
- 曆物語（阿良良木曆）
- 文豪Stray Dogs（江戶川亂步）
- 蠟筆小新（肥嘟嘟左衛門）※接替已故青二前輩鹽澤兼人出演，第894、895、902話，播出中～
- 私立獅子學園（日语：らいよんチャン）（四天王寺光）※播出中～
- 齊木楠雄的災難（齊木楠雄）
- 美男高校地球防衛部LOVE!LOVE!（草津錦史郎）※第1話、第11話~12話
- 吸血鬼僕人（狼谷吊戲）※第5話
- ONE PIECE 第二部 佐烏篇（托拉法爾加·羅）※第751~755話、第757話、第766話、第768~776話
- 夏目友人帳 伍（夏目貴志 ）
- 文豪Stray Dogs 第2期（江戶川亂步）
- 排球少年！！烏野高中VS白鳥澤高中（武田一鐵）
- 啟航吧！編舟計畫（西岡正志）

2017年
- 青之驅魔師 京都不淨王篇（梅菲斯特·費雷斯）
- élDLIVE宇宙警探（維加）※第10~12話
- 進擊的巨人 Season 2（里維·阿卡曼）
- 夏目友人帳 陸（夏目貴志）
- 終物語下（阿良良木曆）
- 便利商店情人（日语：コンビニカレシ）（明日海夏）
- 18if（神長明人）
- 阿松（第2期）（輕松）
- 泥鯨之子們在沙地上歌唱（修安）
- 一直以來我們的戀愛是十公分。（瀬戸口優）

2018年
- 全力貓（PiyoPiyo）
- 齊木楠雄的災難 續篇（齊木楠雄）
- Fate/EXTRA Last Encore（間桐慎二）
- 沒有心跳的少女 BEATLESS（渡來銀河）
- 閃電十一人 戰神的天秤（灰崎凌兵）
- 衛宮家今天的餐桌風景（間桐慎二）
- DEVILSLINE 惡魔戰線（牧村武史）
- 美男高校地球防衛部HAPPY KISS!（學生）※第7話
- 銀河英雄傳說Die Neue These 邂逅（安德魯·霍克）
- 進擊的巨人 Season 3 Part.1（里維·阿卡曼）
- 魔法律事務所（圓宙繼）
- 深夜！天才傻鵬（神谷浩史）※第7話
- 寄宿學校的茱麗葉（斯考特·佛爾德）
- Overlord 第三季（恐怖公）
- 續‧終物語（阿良良木曆）
- 閃電十一人 俄里翁的刻印（灰崎凌兵）
- 七大罪 戒律的復活（海爾布萊姆）

2019年
- 傀儡馬戲團（クピディアー）※第21話
- 咯咯咯鬼太郎（石動零）※第六季50話初登場
- 卡羅爾與星期二（塔奧）
- 文豪Stray Dogs 第3期（江戶川亂步）
- 進擊的巨人 Season 3 Part.2（里維·阿卡曼）
- ONE PIECE 第二部 和之國篇（托拉法爾加·羅）※第901話、第903~906話、第908~909話、第912~915話
- 七大罪 眾神的逆鱗（海爾布萊姆）
- 非洲的動物上班族（獰貓）※第5集初登場

2020年
- 異世界四重奏2（恐怖公）
- 隱瞞之事（後藤可久士）
- 排球少年！！TO THE TOP（武田一鐵）
- 阿松（第3期）（輕松）
- 體操武士（リュウ·リュウショウ）
- 進擊的巨人 The Final Season Part.1（里維·阿卡曼）
- ONE PIECE 第二部 和之國篇（托拉法爾加·羅）※第916話、第923~925話、第929話、第931話、第934話、第936話、第943話、第944話、第951話、第955話

2021年
- 花樣滑冰Stars（篠崎怜鳳）
- 文豪Stray Dogs 汪！（江戶川亂步）
- 七大罪 憤怒的審判（海爾布萊姆）
- 後空翻少年！！（亘理光太郎）
- SSSS.DYNAZENON（玖迦）
- 魔法水果籃 The Final（神）
- 寶可夢 旅途（阿劍）
- 陰晴不定的體操哥哥（表田裏道）
- 數碼寶貝大冒險：（流光獸）
- 死神少爺與黑女僕（札英）
- 暖暖日記（ロッシ）
- SAKUGAN（DJ K）
- 特斯拉筆記（奧利佛·索頓）
- ONE PIECE 第二部 和之國篇（托拉法爾加·羅）※第977~984話、第988話、第992~993話、第996~997話 、海賊A ※第1000話
- 鍵等（音無結弦）

2022年
- ONE PIECE 第二部 和之國篇（托拉法爾加·羅）※第1010話起~
- 進擊的巨人 The Final Season Part.2（里維·阿卡曼）
- 組長女兒與保姆（真白悠莉[5]）
- BLUE LOCK 藍色監獄（繪心甚八）
- 福星小子（諸星當[6]）

2023年
- 文豪Stray Dogs 第4期（江戶川亂步[7]）
- 進擊的巨人 The Final Season 完結篇（里維·阿卡曼）
- 死神少爺與黑女僕 第2期（札英[8]）
- 文豪Stray Dogs 第5期（江戶川亂步）
- MF GHOST 燃油車鬥魂（米哈伊爾·貝肯鮑爾[9]）

2024年
- 青之驅魔師 島根啓明結社篇（梅菲斯特·費雷斯[10]）
- 福星小子 第2期（諸星當）
- 逃走中 THE GREAT MISSION（雪之丞[11]）
- 死神少爺與黑女僕 第3期（札英[12]）
- 黑執事 寄宿學校篇（約翰·布朗）
- 金肉人 完美超人始祖篇（阿修羅人[13]）
- 異世界失格（老師[14]）
- 四處貼上吧！小狗（マル・チーズ店長[15]、遊戲聲音）
- 我的英雄學院 第7期（ALL・FOR・ONE〈青年期〉[16]）
- BLUE LOCK 藍色監獄 VS. U-20 JAPAN（繪心甚八[17]）
- 青之驅魔師 雪之盡頭篇（梅菲斯特·費雷斯[18]）
- MF GHOST 燃油車鬥魂 第2期（米哈伊爾·貝肯鮑爾[19]）
- 夏目友人帳 漆（夏目貴志[20]）
- 唯願來世不相識（周防薊[21]）
- BLEACH千年血戰篇（休伯特·亚历山大·克莱希）

2025年
- 青之驅魔師 終夜篇（梅菲斯特·費雷斯[22]）
- 戰隊大失格 2nd season（薄久保藥師[23]）
- 阿松 第4期（輕松[24]）
- 桃源暗鬼（無陀野無人[25]）
- 我的英雄學院 FINAL SEASON（ALL・FOR・ONE〈青年期〉[26]）

### OVA
1995年
- 三隻眼 〜聖魔傳說〜 鍵之章

1996年
- 湘南爆走族 花開爭吵的畢業旅行（班長）

1997年
- 魔獸狩獵 魔性菩薩（日语：サイコダイバー·シリーズ）（作業員B）
- 魔法少女砂沙美（魔己斗）

1998年
- 銀河少女警察 The Animation（魯弗斯）

2002年
- 夢幻高手（日语：I'll）（柊仁成）
- 青青校樹（堀田健一）

2003年
- 櫻花大戰 Ecole de Paris（巴黎市警） ※第2話

2005年
- 伊里野的天空、UFO的夏天（水前寺邦博）
- 聖鬥士星矢 冥王篇（天琴座 歐路菲）
- 蜂蜜幸運草 羅麥亞學長特別篇（竹本祐太） ※DVD初回限量版第5集
- 蜂蜜幸運草 藤原設計事務所特別篇（竹本祐太） ※DVD初回限量版第7集

2006年
- CLUSTER EDGE Secret Episode（羅德·克羅賽特）

2007年
- 鋼彈 EVOLVE../11 RB-79 BALL（ヒデン）
- 櫻花大戰 紐約篇（茶色的青年、圖坦卡門）

2008年
- 獄·絕望先生（糸色望、漫畫家）

2009年
- 懺．絕望先生 番外地（糸色望、漫畫家）
- 聖鬥士星矢 THE LOST CANVAS 冥王神話（雙魚座 阿爾巴菲卡）
- 交響情人夢 Lesson79（木村智仁〈沙悟淨〉）

2010年
- 無頭騎士異聞錄 DuRaRaRa!! 天網恢恢（折原臨也）※收錄DVD第7卷
- 無頭騎士異聞錄 DuRaRaRa!! 天下太平（折原臨也）※收錄DVD第13卷
- 模型戰士鋼彈模型製作家 起始G（松本光治）
- 召喚惡魔（貝西卜優一）

2011年
- 幻想嘉年華（間桐慎二）

2013年
- 機動戰士鋼彈AGE MEMORY OF EDEN（哲哈特·加列特）
- 影子籃球員 Tip off（赤司征十郎）※收錄BD、DVD第8卷
- 進擊的巨人 伊爾賽的手冊 某調査軍團員的手記（里維·阿卡曼）※漫畫第12集附贈
- 戰勇。執事長的旅途 其之1（執事長）※收錄BD、DVD第2卷
- 戰勇。第二季 執事長的旅途 其之2（執事長）※收錄BD、DVD第3卷
- 夏目友人帳 與貓咪老師初次跑腿（夏目貴志）※少女漫畫雜誌LaLa、LaLa DX附贈

2014年
- 影子籃球員 能再來一次嗎（赤司征十郎）
- 夏目友人帳 曾幾何時下雪之日（夏目貴志）※BD限量版
- 流浪神差 神附身、神作祟（夜斗）※漫畫第10集附贈
- 流浪神差 春天的約定（夜斗）※漫畫第11集附贈
- 進擊的巨人 無悔的選擇(前篇)（里維·阿卡曼）※漫畫第15集附贈
- ZEPHYR（KAL）※RejetFes.2014活動限定

2015年
- Angel Beats! Hell's Kitchen（音無結弦）※收錄BD BOX
- 進擊的巨人 無悔的選擇(後篇)（里維·阿卡曼）※漫畫第16集附贈
- 無頭騎士異聞錄 DuRaRaRa!!×2承 我的心是火鍋的形狀（折原臨也）※劇場先行上映
- 流浪神差 夜斗神連續殺人事件（夜斗）※漫畫第15集附贈
- 無頭騎士異聞錄 DuRaRaRa!!×2轉 戀愛故事鏗鏗鏗（折原臨也）※劇場先行上映
- 影子籃球員 這是最棒的禮物（赤司征十郎）

2016年
- 監獄學園（藤野清志）※漫畫第20集附贈
- 流浪神差 一起拍照吧（夜斗）※漫畫第16集附贈

2017年
- 宇宙戰艦大和號2202 愛的戰士們（クラウス·キーマ）
- 美男高校地球防衛部LOVE!LOVE!LOVE!（草津錦史郎）
- 夏目友人帳 一夜盃（夏目貴志）※收錄BD、DVD第4卷
- 夏目友人帳 遊戲之宴（夏目貴志）※收錄BD、DVD第5卷
- 文豪Stray Dogs 第2期（江戶川亂步）※漫畫第13卷限定版附贈

2018年
- 泥鯨之子們在沙地上學習（修安）

2018年
- Fate/kaleid liner Prisma Phantasm（间桐樱的哥哥）

### 劇場動畫
2002年
- 數碼寶貝04無限地帶 古代數碼寶貝復活！！（源輝二）

2005年
- 玻璃兔（日语：ガラスのうさぎ）（江井恒夫）

2008年
- BLEACH Fade to Black 呼喚你的名字（雫(弟)、黑暗露琪亞）※黑暗露琪亞由神谷浩史、折笠富美子、平野綾共同出演

2009年
- 超時空要塞Frontier 虛空歌姬（米海爾·布朗）

2010年
- Fate/stay night UNLIMITED BLADE WORKS（間桐慎二）
- 破刃之劍 覺醒之刻（傑斯）
- 破刃之劍 訣別之路（傑斯）
- 機動戰士鋼彈00 -A wakening of the Trailblazer-（提耶利亞·厄德）
- 破刃之劍 凶刃之痕（傑斯）
- 破刃之劍 慘禍之地 傑斯）
- 閃電十一人 最強軍團王牙來襲（帕達普·史利托）

2011年
- 爺爺的煤油燈 （巳之助）
- 破刃之劍 死線之涯（傑斯）
- 超時空要塞Frontier 戀離飛翼 （米海爾·布朗）
- 破刃之劍 慟哭之寨（傑斯）
- Xi AVANT（日语：Xi AVANT）（篁薫）
- 永久之久遠 泡沫之花瓣（久遠）
- 永久之久遠 混沌之蘭舞（久遠）
- 永久之久遠 夢幻之連坐（久遠）
- 永久之久遠 紅蓮之焦心（久遠）
- 永久之久遠 雙絕之來復（久遠）
- 永久之久遠 永久之久遠（久遠）

2012年
- 血戰-C The Last Dark（殯蔵人）
- 超時空要塞FB7 銀河流魂 聽我唱歌吧！（米海爾·布朗）
- 伏 鐵炮娘的捕物帳（日语：伏 鉄砲娘の捕物帳）（馬加）
- 青之驅魔師―劇場版―（梅菲斯特·費雷斯）

2013年
- 蠟筆小新：超級美味！B級美食大逃亡！（松露）

2014年
- 閃電十一人 超次元夢幻比賽（帕達普·史利托）
- 樂園追放 -Expelled from Paradise-（弗隆提亞·賽格）
- 進擊的巨人 前篇～紅蓮的弓矢～（里維·阿卡曼）

2015年
- PSYCHO-PASS心靈判官 劇場版（尼古拉斯·王）
- 進擊的巨人 後篇 ～自由之翼～（里維·阿卡曼）
- Fw:HAMATORA／劇場版 迷你濱虎 （亞特）
- 排球少年！！ 前篇～結束與開始～（武田一鐵）
- 排球少年！！ 後篇～勝者與敗～（武田一鐵）

2016年
- 傷物語 I 鐵血篇（阿良良木曆）
- 同級生（草壁光）
- 從好久以前就喜歡你～告白實行委員會～（瀬戸口優）
- 傷物語 II 熱血篇（阿良良木曆）
- 影子籃球員 第一部 光與影（赤司征十郎）
- 影子籃球員 第二部 涙的前方（赤司征十郎）
- 影子籃球員 第三部 門的另一側（赤司征十郎）
- 喜歡上你的那瞬間～告白實行委員會～（瀬戸口優）

2017年
- 傷物語 III 冷血篇（阿良良木曆）
- 影子籃球員 LAST GAME（赤司征十郎）
- 春宵苦短，少女前進吧！（學園祭事務局長）
- 劇場版 Fate/kaleid liner 魔法少女☆伊莉雅 雪下的誓言 Assassinのカード使用者）
- 劇場版Fate/stay night [Heaven's Feel]（間桐慎二）

2018年
- 進擊的巨人 覺醒的咆哮（里維·阿卡曼）
- 文豪Stray Dogs DEAD APPLE（江戶川亂步）
- 夏目友人帳 緣結空蟬（夏目貴志）
- K SEVEN STORIES（羽張迅）

2019年
- 阿松 劇場版（輕松）
- 劇場版 精靈寶可夢 超夢的逆襲 EVOLUTION（空男）
- 航海王：奪寶爭霸戰（托拉法爾加·羅）

2021年
- 夏目友人帳 喚石與可疑訪客（夏目貴志）
- 劇場編輯版 隱瞞之事 -秘密之事是什麼-（後藤可久士）
- 言語如汽水般湧現（紘一）
- 劇場短篇 超時空要塞F ～時之迷宮～（米海爾·布朗）

2022年
- 七龍珠超 超級英雄（伽瑪1號超時空要塞Frontier
- 阿松～希皮波族與閃耀果實～（輕松）
- 航海王劇場版：紅髮歌姬（托拉法爾加·羅）
- 電影版 後空翻少年！！（亘理光太郎）

2023年
- 金之國 水之國（薩拉丁·穆萊特）
- 名偵探柯南：黑鐵的魚影（艾德）
- 阿松～靈魂的章魚燒派對與傳說的夜宿活動～（輕松）

2024年
- 傷物語 -曆·吸血鬼-（阿良良木曆[27]）
- 劇場版 排球少年！！ 垃圾場的決戰（武田一鐵[28]）
- 劇場版 BLUE LOCK 藍色監獄 -EPISODE 凪-（繪心甚八[29]）
- 劇場版 物怪 唐傘（賣藥郎[30]）

2025年
- 美男高校地球防衛部ETERNAL LOVE！（草津錦史郎[31]）
- 劇場版 物怪 第二章 火鼠（賣藥郎[32]）

2026年
- 劇場版 物怪 第三章 蛇神（賣藥郎[33]）

### 網路動畫
2002年
- 煌羅萬象（日语：サイキックアカデミー煌羅万象）（ゼロダイム・キュプラ・バ・アザラク・ブァイル・ルア・ダログ〈汐見勇〉）

2006年
- 機動戰士鋼彈 SEED C.E.73 STARGAZER（沙姆斯·科薩）

2010年
- Starry☆Sky（宮地龍之介、同學1）

2012年
- 神奇寶貝 黑2·白2（N）※SP電影簡介

2014年
- 神羅萬象〜天地神明之章〜（日语：神羅万象チョコ 天地神明の章）（莫比斯）

2016年
- 弱酸性百萬亞瑟王（日语：弱酸性ミリオンアーサー）（蘭斯洛特）※第31話

2019年
- 齐木楠雄的灾难 再啟动篇（齐木楠雄）※Netflix独占作品

2024年
- 物語系列 第外季&第怪季（阿良良木曆[34]）

### 遊戲
1996年
- COBRA THE SHOOTING（日语：コブラ (漫画)）（マーティン、ダック）

1997年
- 心動美麗同盟（日语：ドキドキプリティリーグ）（ナレーター）
- MARICA 〜真實的世界〜（日语：マリカ 〜真実の世界〜）（大岩剛）
- 惑星攻機隊（中士）
- 夢幻模擬戰IV（麥克萊恩）

1998年
- 兵蜂RPG（日语：ツインビーRPG）（マスタード）
- 夢幻模擬戰V 〜The End of Legend〜（麥克萊恩）
- 孃樣特急（日语：お嬢様特急）（望月將斗）

1999年
- 勇者之光（綠拉雷・阿魯格雷）
- 正邪幻想史 AD（日语：ブラックマトリクス）（阿貝爾）
- 神奇傳說 遠征奧德賽（日语：ファーランドシリーズ）（凱因）

2000年
- 青澀之戀2（木村良介）
- Kanon（久瀨）
- 靈刻 -池田貴族心靈研究所-（日语：霊刻 -池田貴族心霊研究所-）

2001年
- Final Fantasy X（ガッタ）
- 青青校樹（堀田健一）

2002年
- 星のまほろば（鮎川空見
- 正邪幻想史2（日语：ブラックマトリクス）（レイジ）
- 王子殿下Lv1（日语：王子さまLV1）（リグナム王子、羅伊）
- 渾沌世代（日语：ジェネレーションオブカオス）（リファイア）
- 天使之翼 黄金世代的挑戰（日语：キャプテン翼 (ゲーム)）（艾爾・西多・皮埃爾）

2003年
- 神魔預言錄（日语：ヴィーナス&ブレイブス〜魔女と女神と滅びの予言〜）（ディー）
- 白詰草話 -EPISODE OF THE CLOVER-（日语：白詰草話 -EPISODE OF THE CLOVER-）（倉見公太）
- one〜世界でただひとり ぼくのきみはひとりだけ〜（美山賴）
- 誓血龍騎士（盟軍士兵）
- 激鬥職棒 水島新司VS職棒明星（日语：激闘プロ野球 水島新司オールスターズVSプロ野球）（里中智、荒木新太郎）
- 學園天堂（西園寺郁）
- 惡魔城 無罪的嘆息（尤亞希姆・艾姆斯特）
- 極速快感：飆風再起（チャド）

2004年
- 正邪幻想史00（日语：ブラックマトリクス）（ベイル・ペレンデール）
- 異域傳說二部曲：善惡的彼岸（迦南）
- 學園天堂 Type B（西園寺郁）
- ACE COMBAT 5 THE UNSUNG WAR（レジスタンス）
- SD鋼彈Force:次元海盜（日语：SDガンダムフォース 大決戦! 次元海賊デ・スカール!!）（鋼彈隊長）
- 魔法少年賈修 激戰!最強的魔物們（日语：金色のガッシュベル!! 激闘!最強の魔物達）（泳太）
- 全民高爾夫 攜帶版（日语：みんなのGOLF）（シン）
- 決戰III（浅井長政、三好長逸）

2005年
- 學園天堂 再來一份!（西園寺郁）
- 殺戮都市（北條政信、冰川）
- 於是我們.......and he said（白雨）
- ひとつや物語（蓮）

2006年
- 高機動交響曲GPO 白之章～青森企鵝傳說～（岩崎仲俊）
- 戰國無雙2（浅井長政）
- 異域傳說I・II（迦南）
- 菜鳥偵探～管家偵探羅曼史～（高屋晴）
- .hack//G.U. Vol.1 再誕（比賽主持人）
- 女神戰記2 希爾梅莉亞（クラッド、ゼノン、セルヴィア、ダレス、魔智、ローランド）
- 異域傳說三部曲：查拉圖斯特拉如是說（迦南）
- THE 激鬥!製作機器人（日语：THE ロボットつくろうぜっ! 激闘!ロボットファイト）（草壁ケン）
- 克拉斯特學園 ～未來之證～（ロード・クロサイト）
- .hack//G.U. Vol.2 君想之聲（比賽主持人）
- 變身公主 公主們危險的放學後（有定修也）
- 戰國無雙2 Empires（浅井長政）

2007年
- 光明與黑暗續戰篇 EXA（日语：シャイニング・フォース イクサ）（菲利普）
- .hack//G.U. Vol.3 以步行速度前進（比賽主持人）
- 聖鬥士星矢：冥王十二宮篇（日语：聖闘士星矢 冥王ハーデス編）（歐路菲）
- 無雙OROCHI 蛇魔（浅井長政）
- 花札道中記（間桐慎二）
- Fate/stay night Réalta Nua（間桐慎二）
- Panic Palette（日语：Panic Palette）（白原尋也）
- 光明之風（シュマリ）
- 機動戰士鋼彈 MS戰線0079（日语：機動戦士ガンダム MS戦線0079）（アラン・アイルワード）
- 戰國無雙KATANA（日语：戦国無双KATANA）（浅井長政、島津豊久・豊臣秀頼などのモブ、新武将<冷静>、主人公男）
- 戰國無雙2 猛將傳（浅井長政）
- 親親我兒！！～育子狂想曲～（日语：DEAR My SUN!!〜ムスコ★育成★狂騒曲〜）（吉良雅伸）
- FATE/猛虎競技場（間桐慎二）
- 黑暗行動（愛德華・凱爾）

2008年
- 粉紅劇毒（オリフェン）
- 人中之龍 登場！（寶蔵院胤舜）
- 機動戰士鋼彈00（提耶利亞・厄德）
- 無雙OROCHI 蛇魔 魔王再臨（浅井長政）
- StreetGears（日语：StreetGears）（ルーキー）
- 咎狗之血 True Blood（ユキヒト）
- drastic Killer（日语：drastic Killer）（セイン＝ドルアージュ）
- Panic Palette Portable（日语：Panic Palette）（白原尋也）
- 菜鳥偵探 ～潛入宅邸大作戰！～（高屋晴）
- FATE/猛虎競技場 升級版（間桐慎二）
- 星空漫畫花園（日语：星空のコミックガーデン）（神崎小次郎）
- 超時空要塞 邊疆王牌（日语：マクロスエースフロンティア）（米海爾・布朗）
- 機動戰士鋼彈00 鋼彈尖兵（提耶利亞・厄德）
- 邪念石編年史～紅輝魔石～（グテリアン）
- Scarlett～日常的境界線～（日语：Scarlett）（納賽爾）
- 幻影少年 cross road（浅村賢吾）
- Real Rode（迪賽）
- 心靈傳奇（卡爾塞多尼・亞卡姆）

2009年
- 旋光輪舞DUO（日语：旋光の輪舞DUO）（アンリ・シア・シャオティエン、五島イツカ）
- 惡魔城 審判（艾恩）
- 櫻桃小丸子DS 小丸子的市鎮（武田洋）
- 光明與黑暗續戰篇羽翼（日语：シャイニング・フォース フェザー）（朱利安）
- 無雙OROCHI 蛇魔 Z（浅井長政）
- 機動戰士鋼彈 鋼彈 VS. 鋼彈 NEXT（日语：機動戦士ガンダム ガンダムVS.ガンダムNEXT）（提耶利亞・厄德）
- 電擊學園RPG 女神的十字架（水前寺邦博）
- VitaminZ（日语：VitaminZ）（天童瑠璃彌）
- 伯爵與妖精 ～對著夢與羈絆馳聘思想～（保羅・法曼）
- Starry☆Sky 〜in Summer〜 （宮地龍之介）
- Lucian Bee's 遜男改造大計劃（日语：Lucian Bee's RESURRECTION SUPERNOVA）（內森・布拉德萊恩）
- SD鋼彈G世代 GGENERATION WARS（提耶利亞・厄德）
- 超時空要塞 終極邊疆（日语：マクロスアルティメットフロンティア）（米海爾・布朗）
- 頌歌的聖歌姬～天使樂譜A樂章～（日语：アンティフォナの聖歌姫 〜天使の楽譜 Op.A〜）（ソフィア・ランバルト＝マール）
- STEAL!（日语：STEAL!）（桐生崇征）
- 戰國無雙3（浅井長政、島津豊久・豊臣秀頼などのモブ、新武将<冷静>、主人公男）
- 女王之刃混沌螺旋（吉恩）
- Dear Girl〜Stories〜 響 響特訓大作戦!（HiroC）

2010年
- 戰場女武神2 加利亞王立士官學校（塞利）
- 快感指令：墮天使之甜蜜誘惑（佐久間和斗）
- .hack//Link（數見）
- VitaminZ Revolution（天童瑠璃彌）
- Real Rode PORTABLE（迪賽）
- ラブルートゼロ KissKiss☆ラビリンス（日语：ラブルートゼロ）（アフロディーテ）
- Lucian Bee's 正義之黃（內森・布拉德萊恩）
- Lucian Bee's 邪惡之紫（內森・布拉德萊恩）
- 第一戰士（吉格）
- Fate/EXTRA（間桐慎二）
- TAKUYO 小遊戲集～初次周年紀念～（白原尋也）
- 航海王 大決戰！（日语：ONE PIECE ギガントバトル!）（托拉法爾加・羅）
- 無頭騎士異聞錄 DuRaRaRa!! 三角關係（折原臨也）
- 機動戰士鋼彈 極限 VS.（日语：機動戦士ガンダム エクストリームバーサス）（提耶利亞・厄德）
- Starry☆Sky 〜in Summer〜 Portable（宮地龍之介）
- 無法掙脫的背叛～墮落的祈禱（蓬萊黑刀）
- 光明之心（李克、亞爾文）
- 閃電十一人 3 邁向世界的挑戰 王牙版（帕達普・史利托）
- 咎狗之血 True Blood Portable（ユキヒト）

2011年
- 音樂槍槍2（日语：ミュージックガンガン!）（Cyan）
- 戰場女武神3（傑利）
- 戰國無雙3 Z（浅井長政）
- 戰國無雙3 猛將傳（浅井長政）
- SD鋼彈G世代 新世界（提耶利亞・厄德）
- 戰國無雙 編年史（浅井長政）
- Starry☆Sky 〜After Summer〜（宮地龍之介）
- 第2次超級機器人大戰Z 破界篇（提耶利亞・厄德、米海爾・布朗）
- 最後約定的故事（沃爾夫・斯汀雷）
- 閃電十一人 王牌前鋒（帕達普・史利托）
- 鋼彈 TryAge（日语：ガンダムトライエイジ）（系統聲音）
- 戰國無雙3 Empires（浅井長政）
- BLACK★ROCK SHOOTER THE GAME（日语：BLACK★ROCK SHOOTER）（利利歐）
- 快盜天使～時間與世界迷宮～（オスカー・ヴァイオレット）
- 閃電十一人 王牌前鋒 2012 Xtreme（帕達普・史利托）
- Final Fantasy 零式（馬奇納・庫納基里）
- 七龍傳說 2020（日语：セブンスドラゴン2020）（玩家自選）
- 天啟之王（日语：ロード オブ アポカリプス）（阿爾貝托）
- 航海王 大決戰！2 新世界（日语：ONE PIECE ギガントバトル! 2 新世界）（托拉法爾加・羅）
- 無雙OROCHI 蛇魔2（浅井長政）

2012年
- 超級機器人大戰OG SAGA 魔裝機神II REVELATION OF EVIL GOD（艾蘭・謝諾薩基斯）
- 幻想水滸傳 交織的百年之時（日语：幻想水滸伝 紡がれし百年の時）（主人公）
- 光明之刃（里克）
- 機動戰士鋼彈 極限 VS. 火力全開（日语：機動戦士ガンダム エクストリームバーサス フルブースト）（提耶利亞・厄德）
- 第2次超級機器人大戰Z 再世篇（提耶利亞・厄德、米海爾・布朗）
- 擴散性百萬亞瑟王（蘭斯洛特）
- 青之驅魔師 幻刻迷宮（梅菲斯特・費雷斯）
- Starry☆Sky 〜After Winter〜（宮地龍之介）
- 兄弟鬥爭 PASSION PINK（朱利）
- 夢幻之星Online2（カスラ）
- 十鬼之絆 ～關原奇譚～（千耶）
- 無雙OROCHI 蛇魔2 Special（浅井長政）
- 嫁コレ（日语：嫁コレ）（海野六郎）
- 影子籃球員 奇蹟的比賽（赤司征十郎）
- 化物語 攜帶版（日语：化物語 ポータブル）（阿良良木曆）
- 機動戰士鋼彈AGE 宇宙加速/宇宙驅動（哲哈特・加列特）
- 東京巴別塔（日语：東京バベル）（天道刹那）
- 戰國無雙 編年史 2nd（浅井長政）
- 葬除屋XLORD（日语：葬除屋XLORD）（雨宮優樹）
- 鬼武者Soul（日语：鬼武者Soul）（朝倉景健、蜂屋頼隆、池田恒興、籾井教業…等）
- 聖鬥士星矢 Ω 終極小宇宙（瞬）
- 無雙OROCHI 蛇魔2 Hyper（浅井長政）
- 真・北斗無雙（シャチ）
- 閃電十一人GO 王牌前鋒 2013（帕達普・史利托）

2013年
- 戰國大戰-1590 葵 関八州に起つ-（日语：戦国大戦）（SJ/SR長宗我部元親、真田信幸、北条氏照<1590>、SS大谷吉継）
- VitaminZ|VitaminZ Graduation（天童瑠璃彌）
- Chaos Heroes Online（霧雨の朱鬼）
- 光明之舟（弗里德）
- 超時空要塞30 ～連繫銀河的歌聲～（米海爾・布朗）
- 時空幻境 心靈傳奇 R（卡爾塞多尼・亞卡姆）
- 伊克西翁傳說（英雄B<男性>）
- 超級機器人大戰UX（提耶利亞・厄德、米海爾・布朗）
- 航海王 海賊無雙2（托拉法爾加・羅）
- 嫁コレ（日语：嫁コレ）（糸色望、傑斯、花礫、久世響希、企鵝）
- Starry☆Sky 〜After Winter〜 Portable（宮地龍之介）
- Fate/EXTRA CCC（間桐慎二）
- 七龍傳說 2020-II（日语：セブンスドラゴン2020-II）（ムラクモ、ショウジ＝サクラバ）
- 召喚夜想曲 5（日语：サモンナイト5）（フォルス）
- 真·女神轉生IV（喬納森、清春）
- 神狩 Daemons Trigger（玖保塚秋那）
- 超級機器人大戰Operation Extend（米海爾・布朗）
- 十鬼之絆 花結綴（雪村千耶）
- 超級機器人大戰 OG 傳奇 魔裝機神 3（日语：スーパーロボット大戦OGサーガ 魔装機神III PRIDE OF JUSTICE）（エラン・ゼノサキス）
- JOJO的奇妙冒險：全明星戰鬥（日语：ジョジョの奇妙な冒険 オールスターバトル）（岸邊露伴）
- 兄弟鬥爭 BRILLIANT BLUE（朱利）
- 無雙OROCHI 蛇魔2 Ultimate（浅井長政）
- 聖鬥士星矢 英勇鬥士（日语：聖闘士星矢 ブレイブ・ソルジャーズ）（天琴座 歐路菲）
- 諸神的惡作劇（巴德爾・靈舡）
- 航海王 無限世界：赤紅（日语：ONE PIECE アンリミテッドワールド レッド）（托拉法爾加・羅）
- 巴哈姆特之怒（ロッソ）

2014年
- 航海王 ワンピースキングス（托拉法爾加・羅）
- 巴哈姆特之怒（英仙）
- 影子籃球員 奇蹟的勝利（赤司征十郎）
- そうるん（尼爾）
- 機動戰士鋼彈EXTREME VS. MAXI BOOST（日语：機動戦士ガンダム エクストリームバーサス マキシブースト）（提耶利亞・厄德、哲哈特・加列特）
- 電擊文庫 FIGHTING CLIMA（折原臨也）
- 英雄銀行（日语：ヒーローバンク）（天野流）
- 戰國無雙4（浅井長政）
- 第3次超級機器人大戰Z 時獄篇（提耶利亞・厄德、米海爾・布朗）
- 無頭騎士異聞錄 三角關係 -alley- V（折原臨也）
- 嫁コレ（日语：嫁コレ）（音無結弦）
- 排球少年！！連繫吧！頂端的景色！！（武田一鐵）
- 超級英雄世代（熾天使鋼彈、堅德拉）
- 航海王 超級偉大航路之爭 X（托拉法爾加・羅）
- 英雄銀行2（日语：ヒーローバンク）（天野流）
- 夢幻之星 NOVA（カリスト）
- Fate/hollow ataraxia（間桐慎二）
- 光明之響（基那斯・艾昂）

2015年
- ROOT∞REXX（朝霧仁）
- 無頭騎士異聞錄 Relay（ 折原臨也）
- 惡魔倖存者2 BREAK RECORD（主人公）
- 地球隊長 Captain Earth（嵐徹平）
- 美男高校地球防衛部LOVE! GAME!（草津錦史郎）
- 勇者鬥惡龍 英雄集結 闇龍與世界樹之城（特瑞）
- 航海王 海賊無雙3（托拉法爾加・羅）
- 影子籃球員 未來的羈絆（赤司征十郎）
- 第3次超級機器人大戰Z 天獄篇（提耶利亞・厄德、米海爾・布朗）
- 無頭騎士異聞錄 the Underside（折原臨也）
- 嫁コレ（折原臨也）
- 戰國大戰 -1615 大坂燃ゆ、世は夢の如く-（日语：戦国大戦）（霧隠才蔵、片倉重長<1615>、酒井忠勝）
- BLADE ARCUS from Shining VER.2.0（李克・愛伍德）
- コンタクトMen's（色縁彩世）
- Angel Beats! -1st beat-（音無）
- 電擊文庫 FIGHTING CLIMAX IGNITION（折原臨也）
- 龍族教義（男性主從者）※資料片
- 超級機器人大戰BX（提耶利亞・厄德、米海爾・布朗、哲哈特・加列特）
- Infinite Drive（クロムウェル）
- CLOSERS（カネキ＝ヨサガラ）
- 聖鬥士星矢：鬥士之魂（日语：聖闘士星矢 ソルジャーズ・ソウル）（天琴座 歐路菲）
- 七龍傳說 III code：VFD（玩家自選）
- 末世之蝕（克羅維斯）
- 流浪神差 神與緣（夜斗）
- BLADE ARCUS from Shining EX（李克）
- JOJO的奇妙冒險 天國之眼（岸邊露伴）
- 18～與你相繫的益智遊戲～（神長阿基德）

2016年
- 真‧女神轉生4 FINAL（喬納森、梅爾卡巴）
- 進擊的巨人（里維・阿卡曼）
- 排球少年!!Cross team match!（武田一鐵）
- 機動戰士鋼彈 EXTREME VS. MAXI BOOST ON（日语：機動戦士ガンダム エクストリームバーサス マキシブースト ON）（提耶利亞・厄德、哲哈特・加列特）
- 召喚夜響曲6 消逝的境界（福爾斯）
- 諸神的惡作劇 InFinite（巴德爾・靈舡）
- 勇者鬥惡龍 英雄集結 II 雙子之王與預言的終結（日语：ドラゴンクエストヒーローズII 双子の王と予言の終わり）（特瑞）
- 影子籃球員 CROSS COLORS（赤司征十郎）
- 文豪與鍊金術師（泉鏡花）

2017年
- 蒼藍革命的女武神（蘇萊曼・卡倫博格）
- 原子小金剛：時之邊緣（黑傑克）
- 超級機器人大戰V（提耶利亞・厄德）
- 雙星之陰陽師（賀茂彩人）
- 阿松 THE GAME 瘋狂就職建議 -Dead or Work-（松野輕松）
- 聖火降魔錄 回聲 另一位英雄王（Echoes）
- 人生街道DQ&FF30週年紀念（特瑞）

2018年
- 七大罪 布里塔尼亞的旅人（海爾布萊姆）
- 夢王國與沉睡中的100位王子殿下（ホープ）
- 進擊的巨人2（里維・阿卡曼）
- 無雙OROCHI 蛇魔3（浅井長政）

2019年
- JUMP FORCE（托拉法爾加·羅）
- fire emblem heroes（克雷貝）

2020年
- 食物語（蟹釀橙）
- 寶可夢大師（松葉）

2021年
- 陰陽師Onmyoji（帝釋天）
- 戰國無雙5（淺井長政）

2022年
- 超级七龙珠群雄（伽瑪1號）
- 魔法禁书目录 幻想收束（折原临也）

2023年
- 原神（那維萊特）

2024年
- 碧藍幻想Relink（羅蘭[35]）

2025年
- 無雙深淵（淺井長政）

### 特攝片
1999年
- 得意快獸仔（冰箱聲音）

2001年
- 超人力霸王蓋亞 蓋亞再現（夥伴的聲音）

2005年
- 假面騎士 THE FIRST（電台DJ的聲音）

2008年
- 再見，假面騎士電王 Final Countdown（幽靈異魔神、G良太郎、假面騎士幽汽骷髏形態）

2010年
- 超人力霸王傑洛 THE MOVIE 超決戰！貝利亞銀河帝國（詹巴德、詹伯特）

2011年
- 超人力霸王傑洛外傳 KILLER THE BEAT STAR（日语：ウルトラマンゼロ外伝 キラー ザ ビートスター）（詹伯特）

2013年
- 超級賽羅格鬥 第二部（日语：ウルトラゼロファイト）（詹伯特）

2014年
- 平成騎士對昭和騎士 假面騎士大戰 feat.超級戰隊（假面騎士2號、假面騎士Super1號、假面騎士BLACK、假面騎士KABUTO）

2017年
- 宇宙刑事Gavan VS 特捜戰隊刑事連者（日语：スペース·スクワッド）（旁白）
- 宇宙戰隊九連者（蕭·龍波）※第18話真人出演，遊樂園旋轉木馬上的遊客。撥出中～
- 假面騎士×超級戰隊 超 超級英雄大戰（蕭·龍波）
- 宇宙戰隊九連者 THE MOVIE Goes‧Indaver的逆襲（蕭·龍波）※8月5日劇場上映

2022年
- 假面騎士REVICE（神谷浩史）
- 假面騎士GEATS×REVICE MOVIE Battle Royale（伊贊基）

### 海外重配
1998年
- 電影《瘋狂謀殺計劃（日语：2 days トゥー・デイズ）》 アラン・ホッパー

2000年
- 卡通《超級紅卜卜》 T-Bone(ティーボーン)

2001年
- 電影《毛骨悚然》德魯・泰勒・貝爾(ドリュー・テイラー・ベル)

2006年
- 電影《兩個綠蒂》

2008年
- 電視劇《蜂蜜幸運草》 竹本祐太

2009年
- 電視劇《假面騎士龍騎》 Kit's foster mom(クリス・ラミレス)、假面騎士海瑤(仮面ライダースティング)
- 電視劇《電玩特工（日语：アーロン・ストーン）》 斯坦(スタン<S.T.A.N.>)

2012年
- 電影《淒厲人妻》 エー
- 電影《西游·降魔篇》 空虚公子
- 電影《飢餓遊戲》 比德・梅爾拉克(ピータ・メラーク)

2013年
- 電影《飢餓遊戲：星火燎原》 比德・梅爾拉克(ピータ・メラーク)

2015年
- 電影《飢餓遊戲：自由幻夢Ⅰ》 比德・梅爾拉克(ピータ・メラーク)
- 電影《飢餓遊戲：自由幻夢 終結戰》 比德・梅爾拉克(ピータ・メラーク)

2016年
- 電影《蝙蝠俠對超人：正義曙光》 雷克斯・路瑟(レックス・ルーサー)
- 電影《鯊魚湖泊（日语：ドルフ・ラングレン 処刑鮫）》 彼得・梅斯(ピーター・メイズ)

2020年
- 動畫《暗界神使》 姜爻

2021年
- 動畫《天官賜福》 謝憐
- 電影《唐人街探案3》 秦風

2024年
- 動畫《天官賜福 貳》 謝憐

### 旁白
- 富士電視台《EZ!TV》
- 埼玉電視台《県政ワイド》
- 富士電視台《スーパーナイト》
- 東京電視台《ナンバー12・熱血サッカー宣言（日语：ナンバー12・熱血サッカー宣言）》
- 日本電視台《ダウンタウンのガキの使いやあらへんで!!（日语：ダウンタウンのガキの使いやあらへんで!!）》
- Animax《Animax10周年記念番組 テレビアニメ45年史 なんでアニメは面白い!?》

1998年
- 東京電視台《GameWave（日语：GameWave）》 ※10月-12月

2003年
- 文化放送《テイルズリング（日语：テイルズリング）》 ※1月5日-7月6日

2009年
- Newtype《ラジオCM（日语：ラジオCM）》 ※6月-10年1月

2012年
- 電影《東京スカイツリー 世界一のひみつ》
- AT-X《ウチの夏フェス2012！MASAYA48特番「昌也のドリームウェディング」》 ※9月1日
- 3月的獅子《ライオンの“言の葉”キャンペーン8巻TVCM》 ※12月14日

2013年
- 日本電視台《ST 警視廳科學特搜班》 ※4月10日

2014年
- 電影預告《露西》 ※4月10日
- 每日放送《西川貴教と松井玲奈が突然アニメとマンガとゲームばかりの番組をはじめた件について（日语：アニマゲー）》 ※4月12日
- TBS電視台《預告王》 ※7月8日
- 富士電視台《世界を驚かす！女子バレーWGP2014今夜ロシア戦》 ※8月2日

2015年
- TBS特輯《NEWSな2人（日语：NEWSな2人）》 ※7月3日、10月2日

2016年
- 東京電視台《ありえへん∞世界》 ※4月5日

### 網路電視
2008年7月-10年9月《Fami通TV》 
2010年4月2日-10月1日《第一戰士TV》

### 電視
2006年
- AT-X《櫻井探偵事務所（日语：Club AT-X）》 ※第92回、93回嘉賓
- AT-X《番宣部長（日语：番宣部長）》 ※5月嘉賓，全4回
- Kids Station《アニメぱらだいす!（日语：アニメぱらだいす!）》 ※第618回嘉賓

2008年
- 《歡迎來到聲優旅行社2「1泊2日でもガツンと遊べます! 今回も青二の売れっ子があばれはっちゃけます! SP IN 台湾」（日语：声優旅行社へようこそ。）》
- 《歡迎來到聲優旅行社2.5「青二の売れっ子から残暑お見舞い申しアゲアゲ〜。今回はDVD発売がナッシング？！SP」（日语：声優旅行社へようこそ。）》
- 日本BS放送《第2回聲優獎頒獎典禮（日语：声優アワード）》 ※3月8日
- 東京電視台《あにてれ Presents アニソンぷらす+（日语：アニソンぷらす）》 ※11月嘉賓、旁白

2009年
- 《GUNDAM BIG EXPO 2009 Part2　「ブース探検」》
- Animax《機動戰士鋼彈30周年記念 各位的鋼彈 完全版》
- 日本BS放送《第3回聲優獎頒獎典禮（日语：声優アワード）》 ※3月7日

2013年
- 朝日電視台《獸電戰隊強龍者》 ※7月7日，片尾

2015年
- 毎日放送《REPLAY & DESTROY》 ※4月，Mr.リズミカル・五十嵐(聲音)
- AT-X《オレベスト》 ※8月

2016年
- 《KiramuneカンパニーR》※4月15日，第1集嘉賓
- 東京電視台《Oha Suta》 ※7月1日，宣傳齊木楠雄的災難
- 東京電視台《一夜づけ（日语：一夜づけ）》 ※7月5日，宣傳齊木楠雄的災難

2017年
- 《KiramuneカンパニーR》※2月17日，第10集嘉賓

2018年
- 《KiramuneカンパニーR》※第28集嘉賓

2019年
- NHK《声優Ｘ怪談》※8月13日、8月15日
- 富士電視台《VS嵐》※第505集嘉賓

2021年
- TBS電視台《中居大師說》※5月7日嘉賓

### Live Event
- 2009年11月29日《Kiramune Music Festival 2009》
- 2010年7月18日《KAmiYU in Wonderland》
- 2010年11月6日-11月7日《Kiramune Music Festival 2010》
- 2010年8月7日、8月28日《KAmiYU in Wonderland 2》
- 2011年4月23日《DearGirl～Stories～4 Lovers Only》
- 2012年3月17日-3月18日《Kiramune Music Festival 2012》
- 2013年2月23日《DearGirl～Stories～Festival Carnival Matsuri》
- 2013年4月13日-4月14日《Kiramune Music Festival 2013》
- 2013年11月24日《Dear Girl～Stories～Dear Boy祭》
- 2013年12月15日《KAmiYU in Wonderland 3》
- 2014年3月22日-3月23日《Kiramune Music Festival 2014》
- 2015年5月9日-5月10日《Kiramune Music Festival 2015》
- 2015年6月20日-6月21日《MOB LIVE TOUR 2015 What is Rock？～ロックって何ですか？～in KOBE WORLD HALL》
- 2015年7月11日-7月12日《MOB LIVE TOUR 2015 What is Rock？～ロックって何ですか？～in MAKUHARI MESSE EVENT HALL》
- 2016年6月4日-6月5日《Kiramune Music Festival 2016》
- 2016年6月25日-6月26日《DGS EXPO 2016》
- 2017年3月4日-3月5日《Kiramune Music Festival 2017》
- 2018年3月10日-3月11日《Kiramune Music Festival 2018》
- 2018年4月21日-4月22日《DGS VS MOB LIVE SURVIVE》
- 2018年9月1日-9月2日《KAmiYU in Wonderland 4》

### 電影
- 2010年10月23日《Dear Girl〜Stories〜THE MOVIE》
- 2011年11月19日《神☆音物語 〜THE VOICE MAKES A MIRACLE〜（日语：神☆ヴォイス）》 ※旁白
- 2014年2月15日《Dear Girl～Stories～THE MOVIE2 ACE OF ASIA》
- 2017年11月25日《Dear Girl～Stories～THE MOVIE３ the United Kingdom of KOCHI前編六人の龍馬編》
- 2018年1月6日《Dear Girl～Stories～THE MOVIE３ the United Kingdom of KOCHI後編蒼の継承編》

### 廣播
- 1996年10月-1999年3月JFN《VOICE OF WONDERLAND》 ※助理主持人
- 2005年3月10日-4月14日 音泉《集英学園分校乙女研究部（日语：集英学園インターネットラジオステーション＜音泉＞分校乙女研究部）》 ※主持人，全6回

- 2006年8月3日-2007年9月20日 K'z Station《おしゃべりやってまーす木曜日》 ※嘉賓，第65回、第85-86回、第89-90回、第93-94回、第97-98回、第107-109回、第113-116回、第119-122回
  - 2007年11月8日-2008年2月14日 K'z Station《おしゃべりやってまーす木曜日》 ※助理主持人，第129-130回、第135-137回、第129-130回、第141-143回
  - 2008年4月17日-2014年3月28日 K'z Station《おしゃべりやってまーす第5放送》 ※主持人，更名，第152回開始
  - 2014年4月4日-迄今 K'z Station《おしゃべりやってMAX第5放送》※更名

- 2007年4月7日-迄今 文化放送《神谷浩史、小野大輔的DearGirl～Stories～》 ※主持人
- 2007年8月28日-2011年8月31日 Animate TV《絕望先生放送》 ※主持人，全203回

- 2008年4月4日-9月26日 MBS Radio（日语：MBSラジオ）《超時空要塞F○※△》 ※主持人，全26回
  - 2008年10月3日-2009年3月27日 MBS Radio《超時空要塞F○×△》 ※更名，全26回
  - 2009年4月3日-10月2日 MBS Radio《超時空要塞F○☆△》 ※更名，全27回
  - 2009年10月9日-2010年4月2日 MBS Radio《超時空要塞F○♪△》 ※更名，全26回
  - 2010年4月9日-10月1日 MBS Radio《超時空要塞F○〜△》 ※更名，全26回
  - 2010年10月8日-2011年4月1日 MBS Radio《超時空要塞F○∞△》 ※更名，全26回

- 2008年10月8日-12月31日 音泉《夏目友人帳 〜秋之章〜》 ※主持奇數回，全13回
  - 2011年10月3日-12月26日 音泉《夏目友人帳 〜新・秋之章〜》 ※嘉賓，第3回、第13回

- 2009年12月24日-2010年5月19日 Animate TV《戰場女武神2蘭西爾學院放送部》 ※主持人，全8回

- 2010年4月9日 超!A&G+《神谷浩史的Say!You Young（日语：Say!You Young）》 ※主持人
  - 2011年4月6日 超!A&G+《神谷浩史的Say!You Young》 ※主持人
  - 2017年12月29日 超!A&G+《神谷浩史的Say!You Young》 ※主持人

- 2010年4月16日 日本放送《神谷浩史的全夜日本R（日语：オールナイトニッポンR）》 ※主持人
  - 2010年4月28日 日本放送《神谷浩史のオールナイトニッポンモバイル（日语：オールナイトニッポンモバイル）》 ※4月16日廣播與未放送內容
  - 2011年10月14日 日本放送《糸色望的全夜日本R（日语：さよなら絶望放送）》 ※主持人

- 2010年10月15日 官網《YAMAKING!!》 ※嘉賓，第12回
  - 2011年8月24日 官網《ONOKING&SOKING!!》 ※主持人，YAMAKING!!第17回
  - 2011年11月4日 官網《YAMAKING'!!》 ※嘉賓，第3回
  - 2015年8月7日 官網《YAMAKING!!!》 ※嘉賓，第4回

- 2011年5月22日 HiBiKi Radio Station（日语：HiBiKi Radio Station）《みんなで魔神を倒し魔SHOW!（日语：オールナイトニッポンR）》 ※嘉賓，第6、7、22、23回

- 2012年10月5日-迄今 文化放送《東映公認 鈴村健一・神谷浩史の仮面ラジレンジャー》 ※主持人

- 2012年11月22日 Animate TV《兄弟鬥爭》 ※嘉賓，第1回

- 2013年1月25日　Animate TV《黑色嘉年華Radio》 ※嘉賓，Special第1回
  - 2013年3月1日　Animate TV《黑色嘉年華Radio》 ※嘉賓，Special第3回

- 2013年4月5日 《しろくまカフェのおでかけラジオ》 ※主持人，第2回

- 2013年4月19日　Animate TV《ラジオ世界ふしぎ八犬伝！》 ※主持人，第5回

### 廣播劇
- 《翡翠龍（日语：エメラルドドラゴン）》 龍的少年、魔兵
- 1997年《兵蜂PARADISE3》 マスタード...等
- 2002年《鬥魚》 高雄沙樹
- 2006年《BLACK BLOOD BROTHERS》 望月次郎(望月ジロー)
- 2007年《機神大戰 B@B（日语：真名&うっちぃの ギガンティック☆4U）》 大黒真人
- 2009年《樂園之歌（日语：ポケクリ!ケータイ小説放送局#連続ラジオドラマ『楽園のうた』）》 笹本那智

### 分鏡廣播劇
- 《アイスエイジ》 叶マサキ
- 2010年《最強學生會長》 人吉善吉

### 其他
攜帶
- 2008年《THE STARBOW》 希洛(ヒロ)
- 2008年《12位友情殺手（日语：12人の優しい殺し屋）》 真宮陽介
- 2008年《邊境王子2 〜斑斕的花束〜》 理查德·馬克斯(リチャード·マークス)
- 2010年《幕末新撰組戀浪漫's》 斎藤一
- 2010年《大和彼氏》 結城静也
- 2011年《きらめき!熱血☆ラ部》 向坂伊織
- 2011年《LOVEφSUMMIT》 威廉(ウィリアム)
- 2013年《今晚在你的懷裡》 東山源次 ※CM
- 2013年《葬除屋×LORD》 雨宮優樹

web
- 2009年《奇蹟列車》 中野陸

音頻指南
- 2013年《夏目友人帳原畫展〜綠川幸的世界〜》
- 2015年《進擊的巨人展》
- 2016年《羅浮宮No.9 ～漫畫、第九藝術～》

宣傳影片
- 2016年《隱瞞之事》 後藤可久士

## 專輯

### 個人
| 發售日         | 標題                        | 類型     | Oricon最高名次 | 備註                     |
| -------------- | --------------------------- | -------- | -------------- | ------------------------ |
| 2009年8月26日  | 《ハレノヒ》                | 迷你專輯 | 9位            |                          |
| 2010年12月15日 | 《For myself》              | 單曲     | 6位            |                          |
| 2011年4月6日   | 《虹色蝶々》                | 單曲     | 9位            |                          |
| 2011年12月14日 | 《ハレゾラ》                | 專輯     | 7位            |                          |
| 2012年10月31日 | 《Such a beautiful affair》 | 單曲     | 5位            |                          |
| 2013年4月10日  | 《ハレイロ》                | 迷你專輯 | 5位            |                          |
| 2014年1月29日  | 《START AGAIN》             | 單曲     | 10位           |                          |
| 2014年8月27日  | 《ハレヨン》                | 迷你專輯 | 4位            |                          |
| 2015年7月29日  | 《ハレゴウ》                | 迷你專輯 | 5位            |                          |
| 2016年2月24日  | 《Danger Heaven?》          | 單曲     | 8位            |                          |
| 2015年8月26日  | 《ハレロク》                | 迷你專輯 | 2位            | 創下聲優界中上榜最高名次 |
| 2016年8月24日  | 《Theater》                 | 迷你專輯 | 4位            |                          |
| 2017年10月11日 | 《神樣コネクション》        | 單曲     |                |                          |
| 2018年11月21日 | 《TOY BOX》                 | 迷你專輯 | 6位            |                          |
| 2019年12月25日 | 《CUE》                     | 迷你專輯 | 9位            |                          |
| 2020年4月22日  | 《TP》                      | 迷你專輯 | 6位            |                          |
| 2021年3月24日  | 《Brand New Way》           | 單曲     | 6位            |                          |
| 2022年12月21日 | 《appside》                 | 專輯     |                |                          |
| 2023年8月23日  | 《ワヲ！》                  | 單曲     |                |                          |

### Dear Girl Stories
- 簡稱DGS
- 團體成員：神谷浩史、小野大輔

| 發售日         | 標題                      | 類型     | Oricon最高名次 |
| -------------- | ------------------------- | -------- | -------------- |
| 2007年12月19日 | 《Dear Girl 〜Stories〜》 | 迷你專輯 | 110位          |
| 2009年6月17日  | 《My Dear Girl!》         |          | 15位           |
| 2010年2月24日  | 《熱愛S・O・S! 》         |          | 15位           |
| 2010年9月29日  | 《DearGirlは眠らない》    |          | 13位           |
| 2011年4月6日   | 《Stories》               | 專輯     | 12位           |
| 2011年11月2日  | 《Smiley Time》           |          | 12位           |
| 2012年11月21日 | 《僕達だけの物語》        |          | 16位           |
| 2013年2月23日  | 《Shiny × Shiny》         |          |                |
| 2013年11月20日 | 《Glow My Way》           |          | 14位           |
| 2015年12月9日  | 《Monster's Show》        |          | 9位            |
| 2016年6月25日  | 《TEN-der land》          |          |                |
| 2017年3月15日  | 《Coin toss Drive》       | 專輯     | 5位            |
| 2017年7月12日  | 《ON the AIR》            |          | 17位           |
| 2018年4月21日  | 《タイセツの鍵》          |          |                |
| 2019年5月29日  | 《SPEEDILLUSION》         |          |                |
| 2021年5月28日  | 《土曜日の靴音》          |          |                |
| 2022年6月4日   | 《Master Piece》          |          |                |
| 2023年6月23日  | 《=（イコール）》         |          |                |

### KAmiYU
- 團體成員：神谷浩史、入野自由

| 發售日         | 標題                   | 類型     | Oricon最高名次 |
| -------------- | ---------------------- | -------- | -------------- |
| 2010年12月15日 | 《心の扉》             | 單曲     | 29位           |
| 2011年8月3日   | 《link-up》            | 迷你專輯 | 13位           |
| 2013年5月15日  | 《REASON 》            | 單曲     | 13位           |
| 2013年12月11日 | 《Road to Wonderland》 | 迷你專輯 | 13位           |
| 2018年8月22日  | 《Happy-Go-Lucky》     | 迷你專輯 | 5位            |

### MASOCHISTIC ONO BAND
- 簡稱MOB
- 團體成員：神谷浩史、小野大輔

| 發售日         | 標題                      | 類型     | Oricon最高名次 |
| -------------- | ------------------------- | -------- | -------------- |
| 2014年2月15日  | 《Ace of Asia》           | 單曲     |                |
| 2014年12月10日 | 《Masochistic Over Beat》 | 專輯     | 11位           |
| 2018年2月28日  | 《Mighty Heart 》         | 單曲     |                |
| 2020年6月9日   | 《6.9 》                  | 迷你專輯 |                |

### 動畫歌曲
| 發售日   | 標題 | 演唱者 | 歌名 | 備註                                   |  |
| 1997年   | 1997年                                                                                                   | 1997年 | 1997年 | 1997年                                 |  |
| -------- | --- | --- | --- | -------------------------------------- |  |
| 4月9日   | ツインビーPARADISE3 ボーカルボム!                                                                        | ホワイト（私市淳）、マスタード（神谷浩史） | 「僕らはそれをまちながら」                                                                                        | 『兵蜂PARADISE3』                      |  |
| 1999年   | | | |                                        |  |
| 3月26日  | FAVORITE DEAR キャラクター・ソング・ファイルス I                                                         | 綠拉雷・阿魯格雷（神谷浩史） | 「未来の為に…」                                                                                                   | 『FAVORITE DEAR』                      |  |
| 2002年   | | | |                                        |  |
| 10月2日  | デジモンフロンティア キャラクターソングコレクション「サラマンダー」                                      | 源輝二（神谷浩史） | 「in the blue 〜輝二のテーマ〜」                                                                                  | 『數碼寶貝04無限地帶』                 |  |
| 11月6日  | デジモンフロンティア クリスマススマイル                                                                  | 源輝二（神谷浩史） | 「More More Happy Christmas」 「With The Will」 「スピリット・エボリューション!!〜輝二編〜」                      | 『數碼寶貝04無限地帶』                 |  |
| 12月25日 | デジモンミュージック100タイトル記念作品 We Love DiGiMONMUSiC                                             | 源輝二（神谷浩史） | 「FIRE!」 | 『數碼寶貝04無限地帶』                 |  |
| 2003年   | | | |                                        |  |
| 4月2日   | デジモンフロンティア ベストヒットパレード                                                                | 源輝二（神谷浩史） | 「in the blue 〜輝二のテーマ〜」 「Get The Biggest Fire!!」                                                       | 『數碼寶貝04無限地帶』                 |  |
| 8月27日  | Magical Songs                                                                                            | 架地哲士（神谷浩史） | 「僕だけの…」 | 『戀愛小魔女』                         |  |
| 2004年   | | | |                                        |  |
| 8月25日  | 学園ヘヴン ヴォーカルアルバム〜SONG!MVP〜                                                                | 西園寺郁（神谷浩史） | 「Share the Future」 「BL学園校歌」                                                                               | 『學園天堂』                           |  |
| 12月22日 | 学園ヘヴン マキシシングル〜BITTER CHOCOLATE〜                                                            | 西園寺郁（神谷浩史） | 「Little Wish」                                                                                                   | 『學園天堂』                           |  |
| 12月22日 | 学園ヘヴン マキシシングル〜SWEET CANDY〜                                                                 | 西園寺郁（神谷浩史） | 「WALK UP!」 | 『學園天堂』                           |  |
| 2005年   | | | |                                        |  |
| 6月15日  | リングにかけろ キャラクターソングス                                                                      | 河井武士（神谷浩史） | 「いばらの旋律〜Melody〜」                                                                                        | 『熱拳本色』                           |  |
| 10月26日 | ぱにぽにだっしゅ! ヴォーカルアルバム                                                                     | 犬神劍（神谷浩史）、南條操（生天目仁美） | 「肉球慕情」 | 『嬉皮笑園』                           |  |
| 2007年   | | | |                                        |  |
| 8月22日  | 神曲奏界ポリフォニカ キャラクターソングアルバム                                                          | タタラ・フォロン（神谷浩史） | Way to go」 | 『神曲奏界』                           |  |
| 11月21日 | 絶望歌謡大全集                                                                                           | 糸色望（神谷浩史） | 「絶唱」 | 『絶望先生』                           |  |
| 2008年   | | | |                                        |  |
| 1月9日   | DEAR My SUN!!〜ムスコ★育成★狂騒曲〜 キャラクターソングアルバム                                           | 吉良雅伸（神谷浩史） | 「metamorphose」                                                                                                  | 『親親我兒!!〜育子狂想曲〜』           |  |
| 3月26日  | 俗・絶望劇伴撰集                                                                                         | 糸色望（神谷浩史） | 「完璧艦隊の歌」 「絶望音頭」                                                                                     | 『俗·絕望先生』插入曲                  |  |
| 5月14日  | 絶望大殺界                                                                                               | 糸色望（神谷浩史） | 「絶唱」 | 『絕望放送』                           |  |
| 5月14日  | 絶望大殺界                                                                                               | 糸色望（神谷浩史）、日塔奈美（新谷良子） | 「はっぴぃ☆なんちゃら」                                                                                           | 『絕望放送』片頭曲                     |  |
| 5月28日  | AWAKE〜僕のすべて〜                                                                                      | 二海堂昶（小野大輔）、浅村賢吾（神谷浩史） | 「AWAKE〜僕のすべて〜」                                                                                           | 『幻影少年』片尾                       |  |
| 7月30日  | モノクローム・ファクター キャラクターソング Factor3 浅村賢吾                                             | 浅村賢吾（神谷浩史） | 「The world of tomorrow」                                                                                         | 『幻影少年』                           |  |
| 9月24日  | 夏目友人帳 音楽集「おとのけの捧げもの」                                                                  | 夏目貴志（神谷浩史） | 「暖かい場所」 | 『夏目友人帳』                         |  |
| 10月22日 | 機動戦士ガンダム00 Voice Actor Single 3 神谷浩史 come across ティエリア・アーデ                          | 提耶利亞・厄德（神谷浩史） | 「idea」 「elephant」                                                                                             | 『機動戰士鋼彈00』                     |  |
| 12月17日 | 伯爵と妖精 キャラクターアリア集〜ポールのメヌエット                                                      | 保羅・法曼（神谷浩史） | 「Shining Rose」                                                                                                  | 『伯爵與妖精』                         |  |
| 12月     | 星空のコミックガーデン キャラクターソングCD Vol.2 DREAM Candy                                            | 神崎小次郎 （神谷浩史） | 「上から目線でTalk to You」                                                                                       | 『星空漫畫花園』                       |  |
| 12月     | 星空のコミックガーデン キャラクターソングCD Vol.2 DREAM Candy                                            | 神崎小次郎（神谷浩史）、轟木圭吾（綠川光） | 「〆切合体！GOレンジャー！」                                                                                      | 『星空漫畫花園』                       |  |
| 2009年   | | | |                                        |  |
| 1月7日   | 「モノクローム・ファクター」PERFECT VOCAL COLLECTION                                                     | 浅村賢吾（神谷浩史） | 「The world of tomorrow」 「AWAKE〜僕のすべて〜（賢吾Ver.）」                                                     | 『幻影少年』                           |  |
| 3月18日  | 続 夏目友人帳 音楽集「いとうるわしきもの」                                                               | 夏目貴志（神谷浩史） | 「歩み寄る勇気」                                                                                                  | 『續 夏目友人帳』                      |  |
| 5月6日   | マクロスF ドラマCD 娘ドラ◎ ドラ2                                                                         | 米海爾・布朗（神谷浩史）、格蘭・葛蘭（豐口惠） | 「ランナー」 | 『超時空要塞Frontier』                 |  |
| 5月27日  | 神曲奏界ポリフォニカ クリムゾンS」キャラクターソング#Vol.1 The First Movement「光の旋律/証 -akashi-」    | 塔塔拉・佛隆（神谷浩史） | 「光の旋律」 | 『神曲奏界crimson S』                  |  |
| 6月24日  | 理系男子。 勉強になる!? キャラクターソング VOL.2 He：軽井空也                                            | 輕井空也（神谷浩史） | 「うるわし PERFECT☆BOY（勉強科目：古文）」 「原子分子マイン（軽井空也ソロバージョン）」                           | 『理系男子。』                         |  |
| 6月26日  | Starry☆Sky 〜in Summer〜                                                                                 | 宮地龍之介（神谷浩史） | 「Shoot High」 | 『Starry☆Sky 〜in Summer〜』片頭曲     |  |
| 8月3日   | 佰物語                                                                                                   | 阿良良木曆（神谷浩史）、戰場原黑儀（齋藤千和）、八九寺真宵（加藤英美里）、神原駿河（澤城美雪）、千石撫子（花澤香菜）、羽川翼（堀江由衣）、忍野咩咩（櫻井孝宏）、忍野忍（平野綾）、阿良良木火憐（喜多村英梨）、阿良良木月火（井口裕香）                       | 「思い出のアルバム」 「ありがとうさよなら」                                                                       | 『佰物語』片頭曲                       |  |
| 8月19日  | VitaminZ キャラクターソングCD GTR編                                                                      | 天童瑠璃弥（神谷浩史） | 「I LOVE MY HEART」 「愛の名の下に」                                                                              | 『VitaminZ』                           |  |
| 8月26日  | 暗闇心中相思相愛                                                                                         | 糸色望（神谷浩史） | 「暗闇心中相思相愛」                                                                                              | 『懺·絕望先生』ED                      |  |
| 12月23日 | 乙女耳感〜男子声優ボーカルアルバム〜                                                                     | 保羅・法曼 | 「Shining Rose」                                                                                                  |                                        |  |
| 12月23日 | 乙女耳感〜男子声優ボーカルアルバム〜                                                                     | 二海堂昶（小野大輔）、浅村賢吾（神谷浩史） | 「AWAKE〜僕のすべて〜」                                                                                           |                                        |  |
| 2010年   | | | |                                        |  |
| 3月24日  | 戦国無双3 閃・烈歌奥義                                                                                   | 阿市（前田愛）、浅井長政（神谷浩史） | 「とこしえに咲く花」                                                                                              | 『戰国無双3』                          |  |
| 4月21日  | WORKING!! 主題歌CD                                                                                       | 小鳥遊宗太（福山潤）、佐藤潤（小野大輔）、相馬博臣（神谷浩史） | 「ハートのエッジに挑もう Go to Heart Edge」                                                                       | 『WORKING!!』ED                        |  |
| 6月23日  | 情熱-ワンナイト-バッチョーネ/ロマンティックPuzzle                                                        | GUIDO（遊佐浩二）、NATHAN（神谷浩史）、CROMWELL（大塚明夫）、FREDERICK（福山潤）、DIDIE（鈴木千尋） | 「情熱-ワンナイト-バッチョーネ」 「ロマンティックPuzzle」                                                         | 『Lucian Bee's 正義之黃』OP            |  |
| 11月24日 | 「理系男子。」勉強になる!?キャラクターソング第2弾 VOL.2 軽井空也&輝銀次郎                                | 輕井空也（神谷浩史） | 「At 少しだけ（勉強科目：英語）」 「美人☆美人 花園（勉強科目：漢文）」 「感じて エレメント」                      | 『理系男子。』                         |  |
| 11月24日 | cosmic cuune                                                                                             | 雪露・諾姆 starring May'n & 蘭花・李（中島愛）&frontier stars、阿爾特（中村悠一）、蘭花（中島愛）、雪露（遠藤綾）、米海爾（神谷浩史）、格蘭（豐口惠）、鮑比（三宅健太）、莫妮卡（田中理恵）、拉姆（福原香織）                                                | 「Merry Christmas without You」                                                                                   | 『超時空要塞 Frontier』聖誕專輯        |  |
| 12月22日 | カバーソングコレクションCD「すばらしい日々」                                                             | 折原臨也（神谷浩史） | 「すばらしい日々」                                                                                                | 『無頭騎士異聞錄 DuRaRaRa!!』          |  |
| 2011年   | | | |                                        |  |
| 2月9日   | 王子様と!セレブ♥デート 〜ラブφサミット〜                                                                 | 羅伊（松風雅也）、威廉（神谷浩史） | 「LOVE CONNECTION」                                                                                               | 『LOVEφSUMMIT』                        |  |
| 3月23日  | ドラゴンクライシス! キャラクターソングアルバム『The Scene of DRAGON CRISIS!』                            | 奧尼基斯（神谷浩史） | 「Under the Moon」 「Light and Shadow」 「destiny」 「curtain call 」 「Everlasting Flower -大切な想い-」         | 『Dragon Crisis ～龍之界點～』         |  |
| 8月24日  | WORKING!! きゃらそん☆MENU 5 相馬博臣 starring 神谷浩史                                                   | 相馬博臣（神谷浩史） | 「not so bad」 「ワグナリア賛歌〜a day of 相馬博臣」                                                              | 『WORKING!!』                          |  |
| 9月21日  | 夏目友人帳 参 キャラクターソングCD                                                                       | 夏目貴志（神谷浩史） | 「自転車に乗れた日」                                                                                              | 『夏目友人帳 参』                      |  |
| 10月26日 | 「理系男子。」勉強になる！？キャラクターソング THE BEST                                                  | 輕井空也（神谷浩史） | 「うるわし PERFECT☆BOY（勉強科目：古文）」 「at 少しだけ（勉強科目：英語）」 「美人☆美人 花園（勉強科目：漢文）」 | 『理系男子。』                         |  |
| 11月2日  | WORKING'!! 主題歌CD                                                                                      | 小鳥遊宗太（福山潤）、佐藤潤（小野大輔）、相馬博臣（神谷浩史） | 「いつものようにLOVE&PEACE!!」                                                                                    | 『WORKING!!』片尾曲                    |  |
| 12月22日 | ｢理系男子｡｣勉強になる!?キャラクターソング 第3弾                                                          | 輕井空也（神谷浩史） | 「あいらし Tender♥Girl」                                                                                          | 『理系男子。』                         |  |
| 2012年   | | | |                                        |  |
| 2月22日  | 精霊飛来 / 天下を躍る                                                                                    | 真田幸村（森川智之）、海野六郎（神谷浩史） | 「天下を躍る」 | 『BRAVE10』OP                          |  |
| 3月21日  | 夏目友人帳 肆 キャラクターソングCD                                                                       | 夏目貴志（神谷浩史） | 「手のひらの願い」                                                                                                | 『夏目友人帳 肆』                      |  |
| 8月31日  | ミュージックガンガン!ベストヒットチューン!                                                               | Cyan（神谷浩史） | 「Beat The Sound〜シアンのテーマ〜」                                                                              | 『音樂槍槍2』                          |  |
| 9月8日   | VitaminZ Character Song CD 「百歌繚乱 其の四 〜天童／桐丘／加賀美〜」                                    | 天童瑠璃弥（神谷浩史） | 「狂乱(CRAZY)NARCISSIST」                                                                                         | 『VitaminZ』                           |  |
| 9月19日  | 機動戦士ガンダムAGE キャラクターソングアルバム Vol.2                                                     | 哲哈特・加列特（神谷浩史） | 「理想郷(EDEN) 〜Reason for war〜」                                                                               | 『機動戰士鋼彈AGE』                    |  |
| 10月24日 | 機動戦士ガンダムAGE キャラクターソングアルバム Vol.3                                                     | 哲哈特・加列特（神谷浩史） | 「END OF EDEN 〜理想の果て〜」                                                                                    | 『機動戰士鋼彈AGE』                    |  |
| 11月7日  | DT捨テル／レッツゴーED                                                                                   | Golden Bomber、艾樂庫派爾（神谷浩史）、巴里阿西恩（梶裕貴）、列昂（杉田智和）、古斯塔夫（鈴村健一）、KT（齋賀光希） | 「レッツゴーED」                                                                                                  | 『伊克西翁傳說 DT』片尾曲              |  |
| 11月21日 | エンディングテーマ 第6弾 『ぞっこん!ペン子さん』                                                         | 企鵝（神谷浩史） | 「ぞっこん!ペン子さん」 「しろくまカフェ〜ペンギン〜」                                                            | 『白熊咖啡廳』片尾曲                   |  |
| 2013年   | | | |                                        |  |
| 2月27日  | 「イクシオン サーガ DT」アルバム IXION SAGA DT GOLDEN BEST of EDアルバム IXION SAGA DT GOLDEN BEST of ED | 巴里阿西恩（梶裕貴）、列昂（杉田智和）、KT（齋賀光希）、古斯塔夫（鈴村健一）、艾樂庫派爾（神谷浩史） | 「○○たま」 「Stand Up!ED」                                                                                        | 『伊克西翁傳說 DT』                    |  |
| 6月21日  | 八犬伝―東方八犬異聞― 第4巻 イメージソングCD Vol.4                                                        | 神谷浩史、浪川大輔 | 「選ばれし者のために」                                                                                            | 『八犬傳－東方八犬異聞－』形象歌曲     |  |
| 7月26日  | ONE PIECE Log Collection “SABAODY"                                                                       | 托拉法爾加・羅（神谷浩史） | 「Dr.Heart Stealer」                                                                                              | 『ONE PIECE』                          |  |
| 7月31日  | 14 to 1                                                                                                  | ASAHINA Bros.+JULI【雅臣（興津和幸）、右京（平川大輔）、要（諏訪部順一）、光（岡本信彦）、椿（鈴村健一）、梓（鳥海浩輔）、棗（前野智昭）、琉生（武内健）、昴（小野大輔）、祈織（浪川大輔）、侑介（細谷佳正）、風斗（KENN）、彌（梶裕貴）、朱利（神谷浩史）】 | 「14 to 1」 | 『兄弟鬥爭』ED                         |  |
| 8月11日  | ◯◯たま                                                                                                   | 艾樂庫派爾（神谷浩史） | 「◯◯たま (無修正Ver.)」 「◯◯たま (修正ありVer.)」 「◯◯たま (エレクさまの名ゼリフRemix)」                          | 『伊克西翁傳說 DT』                    |  |
| 8月21日  | カーニヴァル キャラクターソング Vol.5 花礫                                                               | 花礫（神谷浩史） | 「Reach for the sky」                                                                                             | 『黑色嘉年華』                         |  |
| 8月28日  | 神々の悪戯 神曲集 バルドル＆ロキ                                                                         | 巴德爾・靈舡（神谷浩史） | 「I bless you」                                                                                                   | 『諸神的惡作劇』                       |  |
| 10月23日 | TVアニメ「BROTHERS CONFLICT」キャラクターソング コンセプトミニアルバム(2) 「コ☆ド☆モ」                   | 琉生（武内健）、昴（小野大輔）、祈織（浪川大輔）、侑介（[細谷佳正）、風斗（KENN）、彌（梶裕貴）、朱利（神谷浩史） | 「挑発 Machine☆Gun」 「だいすきを守る僕らの唄」                                                                   | 『兄弟鬥爭』                           |  |
| 10月23日 | 八犬伝―東方八犬異聞― キャラクターソングアルバム Vol.2                                                    | 里見莉芳（神谷浩史） | 「Wish Your Hope」                                                                                                | 『八犬傳－東方八犬異聞－』             |  |
| 10月25日 | 八犬伝―東方八犬異聞― 第8巻 イメージソングCD Vol.8                                                        | 藤原啓治、神谷浩史、浪川大輔、明坂聡美 | 「僕らの理由」 | 『八犬傳－東方八犬異聞－』形象歌曲     |  |
| 12月25日 | BROTHERS CONFLICT 第5巻                                                                                  | 琉生（武内健）、朱利（神谷浩史） | 「14 to 1」デュエット歌唱 琉生＆ジュリver.                                                                        | 『兄弟鬥爭』                           |  |
| 2014年   | | | |                                        |  |
| 4月23日  | ハマトラ キャラクターファイルシリーズfile-03 アート                                                      | 亞特 | 「shade」 「辿り着くのは」                                                                                        | 『HAMATORA ─超能偵探社─』              |  |
| 4月30日  | TILL THE END                                                                                             | 阿波羅（入野自由）、黑帝斯（小野大輔）、月人（上村祐翔）、尊（豐永利行）、巴德爾（神谷浩史）、洛基（細谷佳正） | 「TILL THE END」                                                                                                  | 『諸神的惡作劇』OP                     |  |
| 4月30日  | REASON FOR…                                                                                              | 阿波羅（入野自由）、黑帝斯（小野大輔）、月人（上村祐翔）、尊（豐永利行）、巴德爾（神谷浩史）、洛基（細谷佳正） | 「REASON FOR…」                                                                                                   | 『諸神的惡作劇』OP                     |  |
| 8月27日  | TVアニメ「神々の悪戯」神曲集 バルドル＆ロキ                                                              | 巴德爾・靈舡（神谷浩史） | 「HOLIC」 | 『諸神的惡作劇』                       |  |
| 11月26日 | 僕じゃダメですか?〜「告白実行委員会」キャラクターソング集〜                                              | HoneyWorks feat.瀬戸口優（神谷浩史） | 「テレカクシ思春期」 「告白予行練習 -another story-」                                                             | 『告白實行委員會 ～戀愛系列～』        |  |
| 2015年   | | | |                                        |  |
| 1月21日  | I miss you の3メートル                                                                                   | 地球征服部【草津錦史郎（神谷浩史）、有馬燻（福山潤）、下呂阿古哉（寺島拓篤）】 | 「I miss you の3メートル」 「我ら正義のカエルラ・アダマス!!」                                                     | 『美男高校地球防衛部LOVE！』片尾曲     |  |
| 1月28日  | ワンピース ニッポン縦断! 47クルーズCD in 大阪 LOST IN 新世界                                             | 托拉法爾加・羅（神谷浩史） | LOST IN 新世界 | 『ONE PIECE』                          |  |
| 1月28日  | I LOVE YOUが聞こえない                                                                                   | ASAHINA Bros.+JULI【雅臣（興津和幸）、右京（平川大輔）、要（諏訪部順一）、光（岡本信彦）、椿（鈴村健一）、梓（鳥海浩輔）、棗（前野智昭）、琉生（武内健）、昴（小野大輔）、祈織（浪川大輔）、侑介（細谷佳正）、風斗（KENN）、彌（梶裕貴）、朱利（神谷浩史）】 | 「I LOVE YOUが聞こえない」                                                                                        | 『兄弟鬥爭』片尾曲                     |  |
| 2月18日  | 美男高校地球防衛部LOVE! キャラクターソングCD2 カエルラ・アダマス SONGS 〜Conquest!〜                     | 草津錦史郎（神谷浩史） | 「Never Know」 | 『美男高校地球防衛部LOVE！』           |  |
| 4月29日  | 黒子のバスケ 第3期 第2クール 帝光編 キャラクターソング                                                   | 赤司征十郎 | 「REGAL GENERATION -Ver.赤司征十郎-」                                                                             | 『影子籃球員』                         |  |
| 4月29日  | 黒子のバスケ 第3期 第2クール 帝光編 キャラクターソング                                                   | 黑子哲也（小野賢章）、黄瀬涼太（木村良平）、緑間真太郎（小野大輔）、青峰大輝（諏訪部順一）、紫原敦（鈴村健一）、赤司征十郎（神谷浩史） | 「REGAL GENERATION」                                                                                              | 『影子籃球員』                         |  |
| 7月8日   | 黒子のバスケ SOLO SERIES Vol.18 赤司征十郎                                                               | 赤司征十郎（神谷浩史） | 「FINAL EMPEROR」 「DOUBLE CORE」                                                                                 | 『影子籃球員』                         |  |
| 8月5日   | 愛のプリズン                                                                                             | 監獄男子【神谷浩史、小西克幸、鈴村健一、浪川大輔、興津和幸】 | 「愛のプリズン」                                                                                                  | 『監獄学園』片頭曲                     |  |
| 8月5日   | 罪深き俺たちの讃歌                                                                                       | 監獄男子【神谷浩史、小西克幸、鈴村健一、浪川大輔、興津和幸】 | 「罪深き俺たちの讃歌」                                                                                            | 『監獄学園』片尾曲                     |  |
| 8月12日  | WORKING!!! BD・DVD第1巻特典CD                                                                            | 小鳥遊宗太（福山潤）、佐藤潤（小野大輔）、相馬博臣（神谷浩史） | 「まつ毛にLOCK」                                                                                                  | 『WORKING!!!』片尾曲                   |  |
| 12月16日 | 跪け 豚共が                                                                                              | リヴ●イ（神谷浩史） from No Name | 「跪け 豚共が」                                                                                                   | 『進擊！巨人中學校』插入曲             |  |
| 12月16日 | SIX SAME FACES 〜今夜は最高!!!!!!〜                                                                      | 嫌味（鈴村健一） feat.阿松（櫻井孝宏）、空松（中村悠一）、輕松（神谷浩史）、一松（福山潤）、十四松（小野大輔）、椴松（入野自由） | 「SIX SAME FACES 〜今夜は最高!!!!!!〜」                                                                           | 『阿松』片尾曲                         |  |
| 12月20日 | SOLO MINI ALBUM Vol.7 赤司征十郎                                                                         | 赤司征十郎（神谷浩史）、黑子哲也（小野賢章）、緑間真太郎（小野大輔）、高尾和成（鈴木達央）、實渕玲央（羽多野渉）、葉山小太郎（增田俊樹）、根武谷永吉（藤原貴弘）、黛千尋（逢坂良太）                                                                         | 「DEEP FIGHT」 「RESGINATION?」 「ANSWER」 「RETURN」 「FINAL EMPEROR（Remix）」                                  | 『影子籃球員』                         |  |
| 2016年   | | | |                                        |  |
| 1月20日  | Clarity                                                                                                  | リヴ●イ（神谷浩史） from No Name | 「Clarity」 | 『進擊！巨人中學校』                   |  |
| 3月16日  | SIX SHAME FACES 〜今夜も最高!!!!!!〜                                                                     | 魚魚子（遠藤綾） feat.阿松（櫻井孝宏）、空松（中村悠一）、輕松（神谷浩史）、一松（福山潤）、十四松（小野大輔）、椴松（入野自由） | 「SIX SHAME FACES 〜今夜も最高!!!!!!〜」                                                                          | 『阿松』片尾曲                         |  |
| 2017年   | | | |                                        |  |
| 2月22日  | 何度だって、好き。～告白実行委員会～                                                                     | HoneyWorks feat.瀬戸口優（神谷浩史）、榎本夏樹（戸松遙）、望月蒼太（梶裕貴）、早坂燈里（阿澄佳奈）、芹澤春輝（鈴村健一）、合田美櫻（豊崎愛生） | 「東京サマーセッション feat. 瀬戸口優・榎本夏樹・望月蒼太・早坂あかり・芹沢春輝・合田美桜」                       | 『告白実行委員会〜恋愛シリーズ〜』     |  |
| 2月22日  | 何度だって、好き。～告白実行委員会～                                                                     | HoneyWorks feat. 瀬戸口優（神谷浩史） | 「テレカクシ記念日 feat. 瀬戸口優」                                                                               | 『告白実行委員会〜恋愛シリーズ〜』     |  |
| 6月21日  | 進撃の巨人 キャラクターイメージソングシリーズ Vol.06 リヴァイ                                            | リヴァイ（神谷浩史） | 「Dark Side Of The Moon」                                                                                         | 『進擊的巨人』關聯曲                   |  |
| 6月28日  | ミニアルバム 宇宙戦隊キュウレンジャー (2)                                                                | ショウ・ロンポー（神谷浩史） | 「リュウコマンダー龍の道」                                                                                        | 『宇宙戰隊九連者』插入曲               |  |
| 8月23日  | 夏目友人帳 陸 BD&DVD第3巻 完全生産限定版 特典CD                                                          | 夏目貴志（神谷浩史） | 「あやかしえにし」                                                                                                | 夏目友人帳 陸』關聯曲                  |  |
| 11月22日 | ONE PIECE Island Song Collection シャボンディ諸島 キッド&ロー                                            | 基德（浪川大輔）、羅（神谷浩史） | 「HEADLINERS」 | 『ONE PIECE』關聯曲                    |  |
| 12月6日  | レッツゴー！ムッツゴー！〜6色の虹〜                                                                      | ROOTS66 with 松野家6兄弟 | 「レッツゴー！ムッツゴー！〜6色の虹〜 早松66」                                                                    | 『阿松』第2期片尾曲                    |  |
| 12月6日  | レッツゴー！ムッツゴー！〜6色の虹〜                                                                      | ROOTS66 with 松野家6兄弟 | 「レッツゴー！ムッツゴー！〜6色の虹〜 遅松66」                                                                    | 『阿松』第2期片尾曲                    |  |
| 12月6日  | 東京ウインターセッション feat.瀬戸口優・榎本夏樹・望月蒼太・早坂あかり・芹沢春輝・合田美桜               | HoneyWorks feat.瀬戸口優（神谷浩史）、榎本夏樹（戸松遥）、望月蒼太（梶裕貴）、早坂あかり（阿澄佳奈）、芹沢春輝（鈴村健一）、合田美桜（豊崎愛生） | 「東京ウインターセッション」                                                                                      | 『一直以來我們的戀愛是十公分。』片尾曲 |  |
| 2018年   | | | |                                        |  |
| 2月28日  | Ψレントプリズナー                                                                                        | 斉木ックラバー feat.齊木楠雄（神谷浩史）、燃堂力（小野大輔）、海藤瞬（島崎信長） | 「Ψレントプリズナー」                                                                                             | 『齊木楠雄的災難』第2期片頭曲          |  |
| 2月28日  | 大人÷6×子供×6                                                                                            | The おそ松さんズ with 松野家6兄弟 | 「大人÷6×子供×6」                                                                                                 | 『阿松』第2期片尾曲                    |  |
| 5月30日  | Duet♡してくだΨ                                                                                           | 斉木ックラバー feat. 齊木楠雄（神谷浩史）、照橋心美（茅野愛衣）、相卜命（喜多村英梨） | 「Duet♡してくだΨ」                                                                                                | 『齊木楠雄的災難』第2期片尾曲          |  |

### 其他歌曲
| 發售日   | 標題                                                          | 演唱者                                                                             | 歌名                                                     | 備註                                                      |
| 2007年   | 2007年                                                        | 2007年                                                                             | 2007年                                                   | 2007年                                                    |
| -------- | ------------------------------------------------------------- | ---------------------------------------------------------------------------------- | -------------------------------------------------------- | --------------------------------------------------------- |
| 9月21日  | 「鈴村健一の超人タイツ ジャイアント」思い出のヒーローソング集 | 神谷浩史                                                                           |                                                          | 友情出演                                                  |
| 2010年   |                                                               |                                                                                    |                                                          |                                                           |
| 2月24日  | Kiramune Music Festival 2009                                  | CONNECT、入野自由、神谷浩史、浪川大輔                                              | 「EVER DREAM」                                           | 『Kiramune Music Festival 2009』                          |
| 2012年   |                                                               |                                                                                    |                                                          |                                                           |
| 2月22日  | ディズニー・デート 声の王子様                                 | 神谷浩史                                                                           | 「きみも飛べるよ!」                                      |                                                           |
| 9月19日  | ディズニー 声の王子様 第2章 〜Love Stories〜                  | 神谷浩史                                                                           | 「ハイ・ホー」                                           |                                                           |
| 9月19日  | ディズニー 声の王子様 第2章 〜Love Stories〜                  | 石田彰、神谷浩史、下野紘、関智一、櫻井孝宏、緑川光、置鮎龍太郎、岡本信彦、山寺宏一 | 「小さな世界」                                           |                                                           |
| 2013年   |                                                               |                                                                                    |                                                          |                                                           |
| 3月27日  | Disney 声の王子様〜東京ディズニーリゾート(R)30周年記念盤      | 神谷浩史                                                                           | 「アロハ・エ・コモマイ〜スティッチ・エイサー」           |                                                           |
| 3月27日  | Disney 声の王子様〜東京ディズニーリゾート(R)30周年記念盤      | 神谷浩史、梶裕貴                                                                   | 「マジカル・モーメント」                                 |                                                           |
| 11月20日 | 緊急発信!ラジレンジャー                                       | 特撮戦隊ラジレンジャーRX【鈴村健一、神谷浩史、假面騎士GIRLS feat.水木一郎】        | 「緊急発信!ラジレンジャー」 「ELEMENTS radiranger Ver.」 | 『東映公認 鈴村健一・神谷浩史の仮面ラジレンジャー』主題歌 |
| 2016年   |                                                               |                                                                                    |                                                          |                                                           |
| 10月12日 | ザ・ラジレンジャーズ                                          | 神谷浩史、鈴村健一                                                                 | 「Shake Hands」 「気のせいかな」                         | 『東映公認 鈴村健一・神谷浩史の仮面ラジレンジャー』 專輯  |

## 公開活動
| 舉行日   | 標題 | 收錄                                                                             | 備註                                                                    |
| 2001年   | 2001年 | 2001年                                                                           | 2001年                                                                  |
| -------- | --- | -------------------------------------------------------------------------------- | ----------------------------------------------------------------------- |
| 11月18日 | NECインターチャネルちょっとだけスペシャル2 |                                                                                  | Kanon                                                                   |
| 2005年   | |                                                                                  |                                                                         |
| 2月13日  | OVA「イリヤの空、UFOの夏」第1話上映会&トーク&ライブ                                                                                            |                                                                                  | 伊里野的天空、UFO的夏天                                                 |
| 9月4日   | 「集英学園乙女研究部」秋の公開録音～禁じられた遊び～                                                                                           |                                                                                  | 集英學園乙女研究部                                                      |
| 2006年   | |                                                                                  |                                                                         |
| 3月19日  | ライブパステルコレクション2006 | 2006年8月31日發行DVD                                                             | BL聲優見面會                                                            |
| 6月4日   | 堀川りょうと神谷浩史のトークイベント | 2006年發行DVD                                                                    | 堀川亮談話活動                                                          |
| 2007年   | |                                                                                  |                                                                         |
| 3月18日  | 美佳子＠ぱよぱよ公開錄音 |                                                                                  | 美佳子＠ぱよぱよ                                                        |
| 3月25日  | 「東京国際アニメフェア2007」内「『神曲奏界ポリフォニカ』ステージ」                                                                             |                                                                                  | 神曲奏界                                                                |
| 4月29日  | 神谷浩史 トークライブ in 大阪 ～ただいま～ |                                                                                  |                                                                         |
| 6月30日  | 「学園天使☆ラプソディー～天使のささやきBOX～」発売記念イベント                                                                                 |                                                                                  | 学園天使☆ラプソディー 〜天使のささやきBOX〜                             |
| 8月26日  | 夏のポリフェス |                                                                                  | 神曲奏界                                                                |
| 9月1日   | 「機動戦士ガンダム00 全国試写会」 in 東京中野                                                                                                  |                                                                                  | 機動戰士鋼彈00                                                          |
| 9月2日   | BitCashプレゼンツK'z Station夏の公開録音 |                                                                                  |                                                                         |
| 9月9日   | 「機動戦士ガンダム00 全国試写会」 in 愛知鶴舞                                                                                                  |                                                                                  | 機動戰士鋼彈00                                                          |
| 9月16日  | 集英社ドラマCD祭 |                                                                                  | 伯爵與妖精                                                              |
| 9月29日  | 「機動戦士ガンダム00 全国試写会」 in 大阪肥後橋                                                                                                |                                                                                  | 機動戰士鋼彈00                                                          |
| 11月3日  | 早稲田大学に絶望がやってくる さよなら絶望先生 絶望集会                                                                                         |                                                                                  | 絶望先生                                                                |
| 11月25日 | 「電撃15年祭」内「神谷浩史・小野大輔の 『Dear Girl ～Stories～ For Lovers Only』」                                                             |                                                                                  | 神谷浩史、小野大輔的DearGirl～Stories～                                 |
| 11月25日 | 「電撃15年祭」内「神谷浩史・小野大輔の『Dear Girl ～Stories～』 公開録音」                                                                     |                                                                                  | 神谷浩史、小野大輔的DearGirl～Stories～                                 |
| 2008年   | |                                                                                  |                                                                         |
| 1月20日  | 冬のポリフェス |                                                                                  | 神曲奏界                                                                |
| 1月26日  | Gフェスティバル2008 in 東京 | 月刊 新人類2008年4月號                                                           | 機動戰士鋼彈00                                                          |
| 1月27日  | Gフェスティバル2008 in 東京 | 月刊 新人類2008年4月號                                                           | 機動戰士鋼彈00                                                          |
| 2月10日  | DEAR My MOM!! ~ホップ★ステップ★ライブ! ~(昼)                                                                                                   | 2008年5月21日發行DVD                                                             | 親親我兒!!〜育子狂想曲〜                                                |
| 3月8日   | 第二回 声優アワード授賞式 | 2008年10月1日發行DVD                                                             | 聲優獎                                                                  |
| 3月18日  | さよなら絶望放送・ラジオイベント≪賊・さよなら絶望放送～SZBH海賊盤≫                                                                             |                                                                                  | 絕望放送                                                                |
| 3月29日  | 「東京国際アニメフェア2008」内「『機動戦士ガンダム00』 THE LAST MISSION」                                                                      |                                                                                  | 機動戰士鋼彈00                                                          |
| 3月29日  | 「東京国際アニメフェア2008」内「『音声名鑑2007』声優サイン即売会」                                                                             |                                                                                  |                                                                         |
| 3月30日  | 「東京国際アニメフェア2008」内「モノクローム・ファクターTV放送記念スペシャルステージ」                                                         |                                                                                  | 幻影少年                                                                |
| 3月30日  | 「東京国際アニメフェア2008」内「『声のから騒ぎ！マネージャー編』 ～マネージャーが語る 声優業界ホントの話・ウラ話～」                           | 声のから騒ぎ！                                                                   |                                                                         |
| 3月30日  | 「東京国際アニメフェア2008」内「『A＆Gスクールカレンダー2008-2009』神谷浩史さん お渡し会」                                                     | 神谷浩史、小野大輔的DearGirl～Stories～                                          |                                                                         |
| 3月30日  | 「東京国際アニメフェア2008」内「『機動戦士ガンダム00』DVD予約特典お渡し会」                                                                    | 機動戰士鋼彈00                                                                   |                                                                         |
| 3月30日  | 「東京国際アニメフェア2008」内「第二回 声優アワード スペシャルステージ」                                                                       | 聲優獎                                                                           |                                                                         |
| 4月13日  | AT-X 声優旅行社へようこそ2。 DVD発売記念イベント 朝霞であばれはっちゃけ祭！買ってくれてシェイシェイの会                                        |                                                                                  | 聲優旅行社                                                              |
| 6月28日  | READING FOR THE TIES 2008 | 2008年8月20日發行DVD                                                             | 聲優朗讀劇慈善活動                                                      |
| 7月6日   | ヴァンパイア騎士×夏目友人帳スペシャルイベント                                                                                                  | 2008年10月22日夏目友人帳第一卷DVD，只收錄部分                                    | 夏目友人帳                                                              |
| 7月27日  | マクロスF超時空スーパーライブ デビュー！ ランカ・リー with シェリル・ノーム                                                                    | 2009年10月30日超時空要塞 Frontier 銀河之旅 FINAL in 武道館 DVD                   | 超時空要塞 Frontier                                                     |
| 8月15日  | 「ガンダムEXPO東京2008」内「『機動戦士ガンダム00』Blu-ray Disc発売記念 Blu-ray Disc＆DVD購入者特典お渡し会」                                   |                                                                                  | 機動戰士鋼彈00                                                          |
| 8月16日  | GUMDAM 00×CODE GEASS GO! GO! 5! FES '08 in 武道館                                                                                              | 2009年2月20日機動戰士鋼彈00第二季BD&DVD初回映像                                  | 機動戰士鋼彈00                                                          |
| 8月17日  | GUMDAM 00×CODE GEASS GO! GO! 5! FES '08 in 武道館                                                                                              | 2009年2月20日機動戰士鋼彈00第二季BD&DVD初回映像                                  | 機動戰士鋼彈00                                                          |
| 8月30日  | 「C3×HOBBY キャラホビ2008」内「『機動戦士ガンダム00』Blu-ray Disc発売記念 Blu-ray Disc＆DVD購入者特典お渡し会」                                |                                                                                  | 機動戰士鋼彈00                                                          |
| 8月31日  | 「C3×HOBBY キャラホビ2008」内「神谷浩史・小野大輔のDearGirl～Stories～」                                                                       |                                                                                  | 神谷浩史、小野大輔的DearGirl～Stories～                                 |
| 8月31日  | 「C3×HOBBY キャラホビ2008」内「『機動戦士ガンダム00』Blu-ray Disc発売記念 Blu-ray Disc＆DVD購入者特典お渡し会」                                | 機動戰士鋼彈00                                                                   |                                                                         |
| 8月31日  | 「C3×HOBBY キャラホビ2008」内「機動戦士ガンダム00 Mission2312」                                                                                | 機動戰士鋼彈00                                                                   |                                                                         |
| 9月14日  | モノクローム・ファクター DVD発売記念 小野大輔・諏訪部順一・神谷浩史 スペシャルイベント                                                         |                                                                                  | 幻影少年                                                                |
| 9月28日  | 機動戦士ガンダム00 セカンドシーズン第1話 プレミアム試写会                                                                                      |                                                                                  | 機動戰士鋼彈00                                                          |
| 10月4日  | さらば仮面ライダー電王 初日舞台挨拶 in 東京池袋                                                                                                |                                                                                  | 再見假面騎士電王                                                        |
| 10月4日  | さらば仮面ライダー電王 初日舞台挨拶 in 神奈川川崎                                                                                              |                                                                                  | 再見假面騎士電王                                                        |
| 10月4日  | さらば仮面ライダー電王 初日舞台挨拶 in 東京木場                                                                                                |                                                                                  | 再見假面騎士電王                                                        |
| 10月11日 | 「東京ゲームショウ2008」内「PS2『機動戦士ガンダム00』＆『テイルズ オブ』スペシャルステージ」                                                   |                                                                                  | 機動戰士鋼彈00、時空幻境                                                |
| 10月18日 | 「2008 第48回 全日本模型ホビーショー」内「キャラクタープラモを語る」                                                                           |                                                                                  |                                                                         |
| 11月5日  | マクロスF ギャラクシーツアーFINAL こんなサービスめったにしないんだからね in ブドーカン☆                                                        | 2009年11月27日發行BD                                                             | 超時空要塞Frontier                                                      |
| 11月8日  | 夏目友人帳 DVD発売記念イベント |                                                                                  | 夏目友人帳                                                              |
| 2009年   | |                                                                                  |                                                                         |
| 1月11日  | 『ファミ通キャラクターズ DX』公開録音“ファミ通キャラクターズ DX Presents ぼくらのTVゲーム”                                                     |                                                                                  | Fami通                                                                  |
| 1月25日  | 森川智之＆檜山修之トークライブ「おまえらのためだろ！31弾」                                                                                     |                                                                                  | 森川智之＆檜山修之のおまえらのためだろ                                  |
| 3月7日   | 第三回声優アワード 授賞式 |                                                                                  | 聲優獎                                                                  |
| 3月8日   | 星空のコミックガーデン ～おいでよ！ コミット2009春～                                                                                           | 2009年8月26日發行DVD                                                             | 星空漫畫花園                                                            |
| 3月20日  | 「東京国際アニメフェア2009」内「『夏目友人帳』キャストトークイベント」                                                                         |                                                                                  | 夏目友人帳                                                              |
| 3月20日  | 「東京国際アニメフェア2009」内「機動戦士ガンダム00セカンドシーズンBD・DVD発売記念 商品＆購入特典お渡し会」                                     | 機動戰士鋼彈00                                                                   |                                                                         |
| 3月21日  | 「東京国際アニメフェア2009」内「『夏目友人帳』キャストトークイベント」                                                                         |                                                                                  | 夏目友人帳                                                              |
| 3月21日  | 「東京国際アニメフェア2009」内「『A＆Gスクールカレンダー2009-2010』お渡し会」                                                                  | 神谷浩史、小野大輔的DearGirl～Stories～                                          |                                                                         |
| 3月21日  | 「東京国際アニメフェア2009」内「機動戦士ガンダム00セカンドシーズンBD・DVD発売記念 商品＆購入特典お渡し会」                                     | 機動戰士鋼彈00                                                                   |                                                                         |
| 3月21日  | 「東京国際アニメフェア2009」内「第三回 声優アワード スペシャルステージ」                                                                       | 聲優獎                                                                           |                                                                         |
| 3月24日  | さよなら絶望放送 後悔録音イベント ≪日比谷公園大音楽堂～谷怨～≫                                                                                 |                                                                                  | 絶望放送                                                                |
| 3月29日  | 機動戦士ガンダム00 ソレスタルステーション00公開録音                                                                                            |                                                                                  | 機動戰士鋼彈00                                                          |
| 4月5日   | 「機動戦士ガンダム00 セカンドシーズン BD&DVD発売記念 Gフェスティバル2009」 in 愛知榮                                                           |                                                                                  | 機動戰士鋼彈00                                                          |
| 4月19日  | 「機動戦士ガンダム00 セカンドシーズン BD&DVD発売記念 Gフェスティバル2009」 in 北海道薄野                                                       |                                                                                  | 機動戰士鋼彈00                                                          |
| 4月25日  | 「機動戦士ガンダム00 セカンドシーズン BD&DVD発売記念 Gフェスティバル2009」 in 東京新宿                                                         |                                                                                  | 機動戰士鋼彈00                                                          |
| 5月3日   | 「機動戦士ガンダム00 セカンドシーズン BD&DVD発売記念 Gフェスティバル2009」 in 大阪本町                                                         |                                                                                  | 機動戰士鋼彈00                                                          |
| 5月23日  | 『続 夏目友人帳』DVD発売記念 神谷浩史さん特典お渡し会                                                                                          |                                                                                  | 續 夏目友人帳                                                           |
| 5月24日  | 「機動戦士ガンダム00 セカンドシーズン BD&DVD発売記念 Gフェスティバル2009」 in 福岡天神                                                         |                                                                                  | 機動戰士鋼彈00                                                          |
| 6月7日   | VitaminZ～大阪・初夏の陣～ | 2009年9月30日發行DVD                                                             | VitaminZ                                                                |
| 6月13日  | 『続 夏目友人帳』DVD発売記念イベント～キミに名を返そう～                                                                                       |                                                                                  | 續 夏目友人帳                                                           |
| 7月18日  | “ファミ通キャラクターズ DX Presents” ぼくらのTVゲーム Part2                                                                                    |                                                                                  | Fami通                                                                  |
| 7月18日  | ファミ通TV公開収録スペシャル09 |                                                                                  | Fami通                                                                  |
| 8月22日  | 「GUNDAM BIG EXPO」内「SDガンダムアカデミー」                                                                                                  |                                                                                  | 機動戰士鋼彈00                                                          |
| 8月22日  | 「GUNDAM BIG EXPO」内「ガンダム00 ソレスタルステーション00R in BIG EXPO」                                                                      |                                                                                  | 機動戰士鋼彈00                                                          |
| 8月22日  | 「GUNDAM BIG EXPO」内「DVD『ガンダム OP/ED COLLECTION』発売記念商品お渡し会」                                                                  |                                                                                  | 機動戰士鋼彈00                                                          |
| 8月23日  | 「GUNDAM BIG EXPO」内「DVD『ガンダム OP/ED COLLECTION』発売記念商品お渡し会」                                                                  |                                                                                  | 機動戰士鋼彈00                                                          |
| 8月23日  | 「GUNDAM BIG EXPO」内「ガンダム00 NEXT MISSION」                                                                                               |                                                                                  | 機動戰士鋼彈00                                                          |
| 8月29日  | 「キャラホビ2009」内「神谷浩史『ハレノヒ』発売記念握手会」                                                                                     |                                                                                  |                                                                         |
| 8月29日  | 「キャラホビ2009」内「神谷浩史・小野大輔のDear Girl～Stories～公開録音inキャラホビ2009」                                                       | 神谷浩史、小野大輔的DearGirl～Stories～                                          |                                                                         |
| 8月29日  | 「キャラホビ2009」内「ソレスタルステーション00 R～公開録音～」                                                                                 | 機動戰士鋼彈00                                                                   |                                                                         |
| 8月30日  | 「キャラホビ2009」内「Kiramune スペシャルステージ」                                                                                            |                                                                                  | Kiramune                                                                |
| 8月30日  | 「キャラホビ2009」内「神谷浩史『ハレノヒ』発売記念握手会」                                                                                     |                                                                                  |                                                                         |
| 9月6日   | CYBER PHASE Presents朗読劇「風－KAZE－」 |                                                                                  | 角色【Liard(リアード)】(僅聲音出演)                                     |
| 9月26日  | 「東京ゲームショウ2009」内「『戦場のヴァルキュリア2 ガリア王立士官学校』ステージ」                                                             |                                                                                  | 戰場女武神2 加利亞王立士官學校                                          |
| 9月26日  | 「東京ゲームショウ2009」内「ラストランカー スペシャルトークライブ」                                                                            | 第一戰士                                                                         |                                                                         |
| 10月3日  | 「電撃キャラクターフェスティバル2009」内「『デュラララ!!』アニメ化 de デュララランデブー!! in 幕張」                                           | 2010年2月24日無頭騎士異聞錄 DuRaRaRa!!第1卷DVD                                   | 無頭騎士異聞錄 DuRaRaRa!!                                               |
| 10月3日  | 「電撃キャラクターフェスティバル2009」内「『神谷浩史・小野大輔のDear Girl～Stories～』公開録音in電フェス2009」                                 |                                                                                  | 神谷浩史、小野大輔的DearGirl～Stories～                                 |
| 10月11日 | 原画と朗読で綴るサイボーグ009の世界 ～海底ピラミッドの謎を追え！～                                                                             |                                                                                  | 角色【島村喬(島村ジョー)】                                              |
| 10月18日 | ポリフェス クリムゾンS |                                                                                  | 神曲奏界crimson S                                                       |
| 10月31日 | さよなら絶望先生 大槻ケンヂと絶望少女達「絶望葬会in日比谷野音」                                                                                | 2010年2月24日發行DVD                                                             | 絕望放送                                                                |
| 11月29日 | Kiramune Music Festival 2009 | 2010年2月24日發行DVD                                                             | Kiramune                                                                |
| 12月7日  | 西尾維新アニメプロジェクト 特別試写会 |                                                                                  |                                                                         |
| 12月20日 | 「ジャンプフェスタ2010」内「ラストランカー スペシャルトークライブ」                                                                            |                                                                                  | 第一戰士                                                                |
| 12月20日 | 「ジャンプフェスタ2010」内「『リングにかけろ1』トークステージ」                                                                                | 熱拳本色                                                                         |                                                                         |
| 12月31日 | ガンダム00 Festival 2009-2010“a trailer for the trailblazer”                                                                                   | 2010年6月25日發行DVD                                                             | 機動戰士鋼彈00                                                          |
| 2010年   | |                                                                                  |                                                                         |
| 1月11日  | 「KAMEN RIDER DRAGON KNIGHT」SPECIAL EVENT | 2010年7月21日發行DVD                                                             | 假面騎士龍騎                                                            |
| 1月28日  | ファミ通TV公開収録 2010新春スペシャル |                                                                                  | Fami通                                                                  |
| 3月6日   | 戦国武将祭 |                                                                                  | 戰國無雙系列                                                            |
| 3月7日   | 戦国武将祭 |                                                                                  | 戰國無雙系列                                                            |
| 3月13日  | ネオロマンス♥フェスタ11(夜) | 2010年7月21日發行DVD                                                             | 新羅曼史系列 LOVEφSUMMIT                                                |
| 3月20日  | 東京国際アニメフェア2010連動企画「声優フェスタ春～声の大響宴・通～」                                                                           |                                                                                  |                                                                         |
| 3月28日  | さよなら絶望放送・公開録音イベント～惨開～ | 2010年7月21日發行CD                                                              | 絕望放送]]                                                              |
| 4月3日   | 「デュラララ!!」オールナイト de デュララララバイ in 池袋                                                                                       |                                                                                  | 無頭騎士異聞錄 DuRaRaRa!!                                               |
| 4月24日  | 戦場のヴァルキュリア2 ランシール校放送部 公開録音                                                                                              |                                                                                  | 戰場女武神                                                              |
| 5月2日   | Lucian Bee's LIVE ROMANXIA WORLD TOUR 2010 in 橫濱                                                                                             | 2010年9月24日發行DVD                                                             | Lucian Bee's 遜男改造大計劃                                             |
| 5月6日   | 「デュラララ!!」DVD vol.01、vol.02 購入者限定イベント                                                                                          |                                                                                  | 無頭騎士異聞錄 DuRaRaRa!!                                               |
| 5月29日  | 「ブレイク ブレイド 第一章 覚醒ノ刻」初日舞台挨拶                                                                                              |                                                                                  | 破刃之劍                                                                |
| 6月6日   | 「ラストランカー」完成披露会 |                                                                                  | 第一戰士                                                                |
| 6月26日  | 「ブレイク ブレイド 第二章 訣別ノ路」初日舞台挨拶                                                                                              |                                                                                  | 破刃之劍                                                                |
| 6月27日  | ASUKA25周年＆DVD発売記念「裏切りは僕の名前を知っている」イベント―ワルプルギスの宴―                                                             | 2010年12月24日發行DVD                                                            | 無法掙脫的背叛                                                          |
| 7月4日   | 「劇場版 機動戦士ガンダム00 -A wakening of Trailbrazer-」Supporter's meeting 2010 in 靜岡清水                                                  |                                                                                  | 劇場版 機動戰士鋼彈00 -A wakening of the Trailblazer-                   |
| 7月18日  | Kiramune Presents 『KAmiYU in Wonderland』 | 2010年11月26日發行DVD                                                            | KAmiYU                                                                  |
| 7月25日  | ワグナリア ～ 夏の大感謝祭 ～ | 2011年1月26日發行DVD                                                             | WORKING!!                                                               |
| 8月1日   | Angel Beats! Fes. ‐Thousand Bravers‐ |                                                                                  | Angel Beats!                                                            |
| 8月15日  | ギラギラサマー祭 |                                                                                  | 超時空要塞Frontier                                                      |
| 8月22日  | 「劇場版 機動戦士ガンダム00 -A wakening of Trailbrazer-」Supporter's meeting 2010 in 愛知榮                                                    |                                                                                  | 劇場版 機動戰士鋼彈00 -A wakening of the Trailblazer-                   |
| 8月22日  | 「劇場版 機動戦士ガンダム00 -A wakening of Trailbrazer-」Supporter's meeting 2010 in 大阪本町                                                  |                                                                                  | 劇場版 機動戰士鋼彈00 -A wakening of the Trailblazer-                   |
| 8月29日  | 「キャラホビ2010」内「WEBラジオ『ソレスタルステーション00R』 劇場版公開記念！ スペシャルステージ2010夏」                                       |                                                                                  | 機動戰士鋼彈00                                                          |
| 8月29日  | 「キャラホビ2010」内「神谷浩史・小野大輔のDearGirl～Stories～ in キャラホビ2010」                                                              | 神谷浩史、小野大輔的DearGirl～Stories～                                          |                                                                         |
| 8月29日  | ガンダム00 Supporter's Gathering 2010 -A trailer for the trailblazerII-                                                                        | 劇場版 機動戰士鋼彈00 -A wakening of the Trailblazer-                            |                                                                         |
| 9月5日   | 「劇場版 機動戦士ガンダム00 -A wakening of Trailbrazer-」Supporter's meeting 2010 in 北海道札幌                                                |                                                                                  | 劇場版 機動戰士鋼彈00 -A wakening of the Trailblazer-                   |
| 9月12日  | VitaminXtoZ いくぜっ！究極(ハイパー)★エクスプロージョン                                                                                        | 2011年1月27日發行DVD                                                             | VitaminXtoZ                                                             |
| 9月18日  | 劇場版 機動戦士ガンダム00 ‐A wakening of the Trailblazer‐」舞台挨拶 in 東京銀座                                                                |                                                                                  | 劇場版 機動戰士鋼彈00 -A wakening of the Trailblazer-                   |
| 9月18日  | 劇場版 機動戦士ガンダム00 ‐A wakening of the Trailblazer‐」舞台挨拶 in 東京池袋                                                                |                                                                                  | 劇場版 機動戰士鋼彈00 -A wakening of the Trailblazer-                   |
| 9月18日  | 劇場版 機動戦士ガンダム00 ‐A wakening of the Trailblazer‐」キャストトークショー                                                                |                                                                                  | 劇場版 機動戰士鋼彈00 -A wakening of the Trailblazer-                   |
| 9月18日  | 劇場版 機動戦士ガンダム00 ‐A wakening of the Trailblazer‐」舞台挨拶 in 東京龜有                                                                |                                                                                  | 劇場版 機動戰士鋼彈00 -A wakening of the Trailblazer-                   |
| 9月19日  | 劇場版 機動戦士ガンダム00 ‐A wakening of the Trailblazer‐」舞台挨拶 in 京都河原町                                                              |                                                                                  | 劇場版 機動戰士鋼彈00 -A wakening of the Trailblazer-                   |
| 9月19日  | 劇場版 機動戦士ガンダム00 ‐A wakening of the Trailblazer‐」舞台挨拶 in 大阪梅田                                                                |                                                                                  | 劇場版 機動戰士鋼彈00 -A wakening of the Trailblazer-                   |
| 9月26日  | 劇場版 機動戦士ガンダム00 ‐A wakening of the Trailblazer‐」追加舞台挨拶 in 愛知名古屋                                                          |                                                                                  | 劇場版 機動戰士鋼彈00 -A wakening of the Trailblazer-                   |
| 9月26日  | 劇場版 機動戦士ガンダム00 ‐A wakening of the Trailblazer‐」追加舞台挨拶 in 靜岡清水                                                            |                                                                                  | 劇場版 機動戰士鋼彈00 -A wakening of the Trailblazer-                   |
| 10月24日 | 電撃文庫 秋冬の陣 de デュラララヴァーズ in 中野                                                                                                | 2011年4月6日發行DVD                                                              | 無頭騎士異聞錄 DuRaRaRa!!                                               |
| 11月6日  | Kiramune Music Festival 2010 | 2011年2月25日發行DVD                                                             | Kiramune                                                                |
| 11月7日  | Kiramune Music Festival 2010 | 2011年2月25日發行DVD                                                             | Kiramune                                                                |
| 11月14日 | 「荒川アンダー ザ ブリッジ」Blu-ray＆DVD発売記念イベント                                                                                       |                                                                                  | 荒川爆笑團                                                              |
| 12月12日 | 「Angel Beats! SSS(死んだ 世界 戦線)RADIO」公開録音                                                                                            |                                                                                  | Angel Beats!                                                            |
| 12月18日 | 「ジャンプフェスタ2011」内「青の祓魔師」ステージ                                                                                               |                                                                                  | 青之驅魔師                                                              |
| 12月18日 | 「ジャンプフェスタ2011」内「『戦国無双』スペシャルステージ」                                                                                   |                                                                                  | 戰國無雙系列                                                            |
| 12月26日 | 神谷浩史1stシングル「For myself」発売記念イベント                                                                                              |                                                                                  |                                                                         |
| 12月31日 | 劇場版 機動戦士ガンダム00 -A wakening of the Trailblazer-「大晦日特別上映 ～最後の対話～」                                                     |                                                                                  | 劇場版 機動戰士鋼彈00 -A wakening of the Trailblazer-                   |
| 2011年   | |                                                                                  |                                                                         |
| 4月5日   | さよなら絶望放送・後悔録音ラジオイベント「座・さよなら絶望放送」                                                                               | 2011年8月25日發行DVD                                                             | 絕望放送                                                                |
| 4月23日  | DearGirl～Stories～4 Lovers Only | 2011年9月29日發行DVD                                                             | 神谷浩史、小野大輔的DearGirl～Stories～                                 |
| 4月30日  | 映画館で『さよなら絶望先生』をブルーレイで観る会2011                                                                                           |                                                                                  | 絕望先生                                                                |
| 5月8日   | まじこいドラマCD発売＆みなとそふと設立5周年記念イベント「大みなと祭」1                                                                         |                                                                                  | 認真和我談戀愛！                                                        |
| 5月28日  | 『トワノクオン』完成披露試写会 |                                                                                  | 永恆的永遠                                                              |
| 5月29日  | ファミ通TV ステージイベント |                                                                                  | Fami通                                                                  |
| 6月4日   | 「夏目友人帳×蛍火の杜へ ～集い 夏神楽～」 | 2011年10月26日夏目友人帳 参 第三卷BD&DVD                                         | 夏目友人帳 参                                                           |
| 6月11日  | 神谷浩史セカンドシングル「虹色蝶々」発売記念イベント                                                                                           |                                                                                  |                                                                         |
| 6月18日  | 『トワノクオン』舞台挨拶 in 東京新宿 |                                                                                  | 永恆的永遠                                                              |
| 6月18日  | 『トワノクオン』舞台挨拶 in 愛知南大高 |                                                                                  | 永恆的永遠                                                              |
| 6月19日  | 『トワノクオン』舞台挨拶 in 福岡博多 |                                                                                  | 永恆的永遠                                                              |
| 6月26日  | ワグナリア～夏の大大感謝祭～2011 | 2011年11月2日WORKING'!!第一卷BD&DVD前篇 2011年11月23日WORKING'!!第二卷BD&DVD後篇 | WORKING'!!                                                              |
| 7月10日  | 大和彼氏 ON THE STAGE 2011 | 2011年7月24日發行DVD                                                             | 大和彼氏                                                                |
| 8月7日   | KAmiYU in Wonderland 2 in 神奈川 | 2011年11月25日發行DVD                                                            | KAmiYU                                                                  |
| 8月27日  | 「キャラホビ2011」内「神谷浩史・小野大輔のDear Girl～Stories～ 公開録音 in キャラホビ2011」                                                    |                                                                                  | 神谷浩史、小野大輔的DearGirl～Stories～                                 |
| 8月28日  | KAmiYU in Wonderland 2 in 大阪 |                                                                                  | KAmiYU                                                                  |
| 9月10日  | 『トワノクオン 第四章 紅蓮の焦心』初日舞台挨拶                                                                                                 |                                                                                  | 永恆的永遠                                                              |
| 9月19日  | 「青の祓魔師」BLUE NIGHT FES. | 2011年12月14日發行BD&DVD                                                         | 青之驅魔師                                                              |
| 9月24日  | CLAMP FESTIVAL 2011 TOKYO | 2012年2月22日發行DVD                                                             | CLAMP                                                                   |
| 10月1日  | 「トワノクオン」Blu-ray＆DVD発売記念イベント                                                                                                   |                                                                                  | 永恆的永遠                                                              |
| 10月9日  | 『よんでますよ、アザゼルさん。』全巻購入者対象イベント                                                                                         | 2012年3月28日發行DVD                                                             | 召喚惡魔                                                                |
| 10月16日 | 戦国無双 声優奥義 2011秋 | 2012年1月25日發行DVD                                                             | 戰國無雙系列                                                            |
| 10月27日 | 『ファイナルファンタジー零式』発売カウントダウンイベント                                                                                       |                                                                                  | Final Fantasy 零式                                                      |
| 11月13日 | 夏目友人帳 参～雪待月の宴～ | 2012年2月22日夏目友人帳 肆 第一卷BD&DVD                                          | 夏目友人帳 参                                                           |
| 11月19日 | CHEMICAL REACTION!! 理系男子。～ぼくらの文化祭～                                                                                               |                                                                                  | 理系男子。                                                              |
| 11月26日 | 『トワノクオン 第六章 永久の久遠』初日舞台挨拶 in 大阪梅田                                                                                     |                                                                                  | 永恆的永遠                                                              |
| 11月26日 | 『トワノクオン 第六章 永久の久遠』初日舞台挨拶 in 愛知南大高                                                                                   |                                                                                  | 永恆的永遠                                                              |
| 11月26日 | 『トワノクオン 第六章 永久の久遠』初日舞台挨拶 in 東京新宿                                                                                     |                                                                                  | 永恆的永遠                                                              |
| 12月17日 | 「ジャンプフェスタ2012」内「『青の祓魔師』ステージ」                                                                                           |                                                                                  | 青之驅魔師                                                              |
| 12月24日 | 夏目友人帳 ～集い きよしこの夜～ | 2012年5月23日夏目友人帳 肆 第四卷BD&DVD                                          | 夏目友人帳 参                                                           |
| 12月26日 | 「よんでますよ、アザゼルさん。」年末大感謝祭 ふりかえりますよ、アザゼルさん。                                                                  |                                                                                  | 召喚惡魔                                                                |
| 12月30日 | 柿原徹也・森川智之の BRAVE10 on the radio 公開録音＆第1話上映会                                                                                |                                                                                  | BRAVE10                                                                 |
| 2012年   | |                                                                                  |                                                                         |
| 1月8日   | マクロスフロンティア ハッピー娘（ニャン）イヤー フェスティバル in パシフィコ横浜「娘（ニャン）フェス」～こんなステージ、もうないんだからね。～ |                                                                                  | 超時空要塞Frontier                                                      |
| 1月28日  | 神谷浩史『ハレゾラParty』 | 2013年4月10日ハレイロ初回限定豪華盤                                              |                                                                         |
| 2月19日  | まおゆう 魔王勇者 エピソード0「はじまりに至る物語」 夜の部 魔王編「恋慕」                                                                      |                                                                                  | 魔王勇者                                                                |
| 3月4日   | 「バンプレスト博覧会」内「『夏目友人帳』ステージ」                                                                                             |                                                                                  | 夏目友人帳 参                                                           |
| 3月17日  | Kiramune Music Festival 2012 | 2012年8月24日發行DVD                                                             | Kiramune                                                                |
| 3月18日  | Kiramune Music Festival 2012 | 2012年8月24日發行DVD                                                             | Kiramune                                                                |
| 3月20日  | 「2012 NHKアニメ 春まつり」内「『ファイ・ブレイン ～神のパズル～』トークショー＆新キャスト紹介」                                               |                                                                                  | 天才黃金腦～神之謎                                                      |
| 3月30日  | 『しろくまカフェ』制作発表会 | 2012年7月27日しろくまカフェ cafe.1 (アニメイト限定版) DVD                        | 白熊咖啡廳                                                              |
| 3月31日  | 「アニメコンテンツエキスポ2012」内「『夏目友人帳 肆』ステージ」                                                                                |                                                                                  | 夏目友人帳 肆                                                           |
| 3月31日  | 「アニメコンテンツエキスポ2012」内「『偽物語』ステージ」                                                                                       | 偽物語                                                                           |                                                                         |
| 3月31日  | 「アニメコンテンツエキスポ2012」内「春の新アニメ徹底ナビ」                                                                                     |                                                                                  |                                                                         |
| 4月15日  | ワグナリア～春の大大大感謝祭～ | 2012年7月25日發行BD&DVD                                                          | WORKING!!                                                               |
| 4月29日  | Kiramune Fan Meeting in 沖繩 |                                                                                  | Kiramune                                                                |
| 5月12日  | シャイニング ファン フェスタ 2012 Spring |                                                                                  | 光明之刃、光明之心                                                      |
| 5月26日  | ディズニー・デート～声の王子様～ 発売記念イベント                                                                                              |                                                                                  |                                                                         |
| 6月2日   | 「劇場版 BLOOD-C The Last Dark」公開記念舞台挨拶 in 東京新宿                                                                                   |                                                                                  | Blood-C The Last Dark                                                   |
| 6月2日   | 「劇場版 BLOOD-C The Last Dark」公開記念舞台挨拶 in 埼玉新都心                                                                                 |                                                                                  | Blood-C The Last Dark                                                   |
| 6月24日  | 『BRAVE10』スペシャルイベント「勇士絢爛（ブレイブバースト）！運命の宴」                                                                        |                                                                                  | BRAVE10                                                                 |
| 7月29日  | 『きいてますよ、アザゼルさん。』公開録音イベント『いやしますよ、アザゼルさん。』                                                               | 2013年1月23日發行DVD                                                             | 召喚惡魔                                                                |
| 8月10日  | 『東京スカイツリー 世界一のひみつ』ヒット御礼舞台挨拶                                                                                          |                                                                                  | 東京晴空塔中的秘密世界                                                  |
| 9月8日   | VitaminZ 百花繚乱 幕張・炎夏の陣 愛してるZ!!!!!!                                                                                               | 2013年2月28日發行DVD                                                             | VitaminZ                                                                |
| 9月23日  | 「イクシオン サーガ DT」ジャパン・プレミア |                                                                                  | 伊克西翁傳說 DT                                                         |
| 9月23日  | CAPCOM Presents 『イクシオン サーガ』 ジャパン・プレミア                                                                                       |                                                                                  | 伊克西翁傳說 DT                                                         |
| 10月21日 | 「アスキー・メディアワークス創立20周年 電撃20年祭」内「神谷浩史・小野大輔のDear Girl～Stories～公開録音in電撃20年祭」                          |                                                                                  | 神谷浩史、小野大輔的DearGirl～Stories～                                 |
| 10月21日 | 「アスキー・メディアワークス創立20周年 電撃20年祭」内「BROTHERS CONFLICT スペシャルイベント」                                                  | 兄弟鬥爭                                                                         |                                                                         |
| 10月27日 | Kiramune Presents リーディングライブ『鍵のかかった部屋』                                                                                       |                                                                                  | 角色【榎本徑】                                                          |
| 10月28日 | Kiramune Presents リーディングライブ『鍵のかかった部屋』                                                                                       |                                                                                  | 角色【榎本徑】                                                          |
| 11月4日  | Blu-ray『しろくまカフェ』アニメイト限定版 購入者ご招待イベント                                                                                 | 2013年5月24日しろくまカフェ～笹大盛りで!! in よみうりランド～ DVD                | 白熊咖啡廳                                                              |
| 11月10日 | 神谷浩史「Such a beautiful affair」発売記念イベント in 東京                                                                                    |                                                                                  |                                                                         |
| 11月17日 | Disney Love Stories～声の王子様 第2章～ 発売記念イベント                                                                                       |                                                                                  |                                                                         |
| 12月1日  | 神谷浩史「Such a beautiful affair」発売記念イベント in 福島                                                                                    |                                                                                  |                                                                         |
| 12月15日 | 神谷浩史「Such a beautiful affair」発売記念イベント in 大阪                                                                                    |                                                                                  |                                                                         |
| 12月24日 | 「青の祓魔師」劇場版 完成披露試写会 |                                                                                  | 青之驅魔師                                                              |
| 12月29日 | 『青の祓魔師』劇場版／公開記念舞台挨拶 |                                                                                  | 青之驅魔師                                                              |
| 12月29日 | 西尾維新祭2012 『猫物語(黒)』先行プレミア上映会                                                                                                | 貓物語                                                                           |                                                                         |
| 2013年   | |                                                                                  |                                                                         |
| 1月13日  | 神谷浩史「Such a beautiful affair」発売記念イベント in 福岡                                                                                    |                                                                                  |                                                                         |
| 2月8日   | 「しろくまカフェのおでかけラジオ」公開録音 | 2013年9月19日發行CD                                                              | 白熊咖啡廳                                                              |
| 2月10日  | TVアニメ『カーニヴァル』開幕公演 |                                                                                  | 黑色嘉年華                                                              |
| 2月23日  | DearGirl～Stories～Festival Carnival Matsuri                                                                                                   | 2013年9月19日發行BD&DVD                                                          | 神谷浩史、小野大輔的DearGirl～Stories～，第一個登上日本武道館的廣播節目 |
| 3月10日  | ファミ通キャラクターズDX ～ゲーマーだよ全員集合～                                                                                              |                                                                                  | Fami通                                                                  |
| 3月24日  | イクシオン サーガ DTトークイベント『最終回直前！イクサガDTの未来を考える○ンポジウム！』                                                        | Blu-ray&DVD全卷購入特典                                                          | 伊克西翁傳說 DT                                                         |
| 3月31日  | 「アニメ コンテンツ エキスポ 2013」内「【ゆまの部屋】神谷さんと語ってみよう！」                                                                |                                                                                  |                                                                         |
| 3月31日  | 「アニメ コンテンツ エキスポ 2013」内 アニメのお仕事ステージ「企画、制作、放送～アニメはこうして届けられる～」                                 |                                                                                  |                                                                         |
| 3月31日  | 「アニメ コンテンツ エキスポ 2013」内 「『よんでますよ、アザゼルさん。Z』ステージ」                                                            | 召喚惡魔                                                                         |                                                                         |
| 3月31日  | 「アニメ コンテンツ エキスポ 2013」内 「進撃の巨人」                                                                                           | 進擊的巨人                                                                       |                                                                         |
| 4月13日  | Kiramune Music Festival 2013 | 2013年11月6日發行BD&DVD                                                          | Kiramune                                                                |
| 4月14日  | Kiramune Music Festival 2013 | 2013年11月6日發行BD&DVD                                                          | Kiramune                                                                |
| 5月11日  | 神谷浩史「ハレイロ」発売記念イベント in 東京                                                                                                   |                                                                                  |                                                                         |
| 5月18日  | 神谷浩史「ハレイロ」発売記念イベント in 大阪                                                                                                   |                                                                                  |                                                                         |
| 5月18日  | 神谷浩史「ハレイロ」発売記念イベント in 名古屋                                                                                                 |                                                                                  |                                                                         |
| 5月25日  | 『機動戦士ガンダム EXTREME VS. FB』PREMIUM DOGFIGHT 2013 決勝大会                                                                              |                                                                                  | 機動戰士鋼彈00                                                          |
| 6月8日   | 『Disney 声の王子様～東京ディズニーリゾート(R)30周年記念盤』発売記念イベント                                                                   |                                                                                  |                                                                         |
| 6月22日  | Kiramune Fan Meeting in 札幌 |                                                                                  | Kiramune                                                                |
| 7月7日   | 『しろくまカフェ』～七夕だよ！笹に願いを！～                                                                                                   | 2013年12月25日發行DVD                                                            | 白熊咖啡廳                                                              |
| 7月14日  | TVアニメ「カーニヴァル」【サマー☆ペローナ公演】                                                                                                |                                                                                  | 黑色嘉年華                                                              |
| 7月27日  | 「機動戦士ガンダムAGE ～MEMORY OF EDEN～」発売記念イベント                                                                                     |                                                                                  | 機動戰士鋼彈AGE                                                         |
| 8月20日  | 東映公認 鈴村健一・神谷浩史の仮面ラジレンジャー 公開収録夏祭り2013                                                                             | 2014年1月10日發行DVD                                                             | 鈴村健一・神谷浩史の仮面ラジレンジャー                                  |
| 8月21日  | DVD「Cacao王国」公開録音イベント |                                                                                  | おしゃべりやってMAX第5放送                                              |
| 9月1日   | 「キャラホビ2013」内「BROTHERS CONFLICT スペシャルステージ～クライマックスまでエンドレスコンフリクト！～」                                     |                                                                                  | 兄弟鬥爭                                                                |
| 9月7日   | 『DEVIL SURVIVOR 2 the ANIMATION』スペシャルイベント                                                                                           |                                                                                  | 惡魔倖存者2                                                             |
| 9月28日  | SOUND THEATRE x 夏目友人帳～集い 音劇の章～ | 2014年2月5日發行DVD                                                              | 角色【夏目貴志】                                                        |
| 10月13日 | 『よんでますよ、アザゼルさん。Z』Blu-ray&DVD全巻購入者対象イベント                                                                             | 2014年5月21日發行DVD                                                             | 召喚惡魔                                                                |
| 10月26日 | Kiramune Presents リーディングライブ『悪魔のリドル ～escape 6～』(夜)                                                                          |                                                                                  | 角色【番場真晝/真夜】                                                   |
| 10月27日 | Kiramune Presents リーディングライブ『悪魔のリドル ～escape 6～』(夜)                                                                          |                                                                                  | 角色【番場真晝/真夜】                                                   |
| 11月16日 | 「八犬伝―東方八犬異聞―」おいでませ！古那屋 in パシフィコ横浜                                                                                   | 2014年4月4日發行DVD                                                              | 八犬傳－東方八犬異聞－                                                  |
| 11月24日 | Dear Girl～Stories～Dear Boy祭 | 2014年6月26日發行BD&DVD                                                          | 神谷浩史、小野大輔的DearGirl～Stories～，男性限定公演                   |
| 12月15日 | KAmiYU in Wonderland 3 | 2014年5月28日發行DVD                                                             | KAmiYU                                                                  |
| 12月21日 | 「ハンガー・ゲーム２」豪華吹替えキャスト舞台挨拶付上映イベント                                                                                 |                                                                                  | 飢餓遊戲：星火燎原                                                      |
| 12月29日 | ノラハマFes | 2014年4月25日ハマトラ 1 初回生産限定版BD&DVD                                     | 流浪神差(無收錄)、HAMATORA ─超能偵探社─                                 |
| 2014年   | |                                                                                  |                                                                         |
| 1月18日  | 『緊急発信！ラジレンジャー』＆「東映公認 鈴村健一・神谷浩史の仮面ラジレンジャー公開収録夏祭り2013」発売記念イベント                            |                                                                                  | 鈴村健一・神谷浩史の仮面ラジレンジャー                                  |
| 2月15日  | 神谷浩史「START AGAIN」発売記念イベント |                                                                                  |                                                                         |
| 2月22日  | 劇場版「Dear Girl～Stories～THE MOVIE2 ACE OF ASIA」舞台挨拶                                                                                   |                                                                                  | 神谷浩史、小野大輔的DearGirl～Stories～                                 |
| 3月22日  | Kiramune Music Festival 2014 | 2014年12月24日發行BD&DVD                                                         | Kiramune                                                                |
| 3月23日  | Kiramune Music Festival 2014 | 2014年12月24日發行BD&DVD                                                         | Kiramune                                                                |
| 3月29日  | TVアニメ「キャプテン・アース」放送開始直前プレミアムイベント                                                                                   |                                                                                  | 地球隊長                                                                |
| 4月6日   | 「イソギンチャク編」先行上映会「出来たてですよ、アザゼルさん。」                                                                               |                                                                                  | 召喚惡魔                                                                |
| 4月19日  | 「夏目友人帳 いつかゆきのひに」Blu-ray&DVD購入者限定イベント                                                                                   |                                                                                  | 夏目友人帳                                                              |
| 4月29日  | ダイヤのA オールスターゲーム | 2015年1月6日發行DVD                                                              | 鑽石王牌                                                                |
| 6月7日   | TVアニメ「ノラガミ」スペシャルイベント～あなたにご縁があらんことを～                                                                           | 2014年11月7日發行BD&DVD                                                          | 流浪神差                                                                |
| 7月5日   | Kiramune Fan Meeting in 新潟 |                                                                                  | Kiramune                                                                |
| 7月13日  | ハマトラFes 2014.summrer | 2015年2月27日發行DVD                                                             | HAMATORA ─超能偵探社─                                                   |
| 8月5日   | 東映公認 鈴村健一・神谷浩史の仮面ラジレンジャー ラジレンまつり2014                                                                             | 2015年1月9日發行DVD                                                              | 鈴村健一・神谷浩史の仮面ラジレンジャー                                  |
| 8月10日  | 「WORKING!!」「サーバント×サービス」コラボイベント『夏祭りだよ！全員集合』                                                                     | 2014年12月24日發行BD&DVD                                                         | WORKING!!                                                               |
| 8月23日  | 「キャラホビ2014」内「神谷浩史・小野大輔のDear Girl～Stories～ 公開録音 in キャラホビ2014」                                                    |                                                                                  | 神谷浩史、小野大輔的DearGirl～Stories～                                 |
| 8月23日  | サンライズフェスティバル2014湧昇 機動戦士ガンダム00                                                                                            | 機動戰士鋼彈00                                                                   |                                                                         |
| 8月31日  | 神谷浩史3rdミニアルバム『ハレヨン』発売記念イベント                                                                                            |                                                                                  |                                                                         |
| 9月7日   | TVアニメ『キャプテン・アース』スペシャルイベント最終回目前！ミッドサマーズ・カーニバル！                                                       |                                                                                  | 地球隊長                                                                |
| 9月11日  | 楽園追放 - Expelled from Paradise - ゼロ号試写会                                                                                               |                                                                                  | 樂園追放 -Expelled from Paradise-                                       |
| 9月13日  | Kiramune Fan Meeting in 大阪 |                                                                                  | Kiramune                                                                |
| 9月28日  | 『よんでますよ、アザゼルさん。Z』&『きいてますよ、アザゼルさん。Z』Presents『秋祭りですよ、アザゼルさん。Z』                                   | 2015年7月22日發行DVD                                                             | 召喚惡魔                                                                |
| 11月23日 | MBS ANIME FES.2014 |                                                                                  | 進擊的巨人                                                              |
| 10月19日 | TVアニメ 「神々の悪戯」ファンイベント ～箱庭フェス～                                                                                           |                                                                                  | 諸神的惡作劇                                                            |
| 10月25日 | Kiramune Presents リーディングライブ『5コントローラーズ＋1』(昼)                                                                               |                                                                                  | 角色【Hashi】                                                           |
| 10月26日 | Kiramune Presents リーディングライブ『5コントローラーズ＋1』(昼)                                                                               |                                                                                  | 角色【Hashi】                                                           |
| 11月2日  | シャイニング ファン フェスタ 2014 |                                                                                  | 光明之舟、光明之響                                                      |
| 11月15日 | 『楽園追放-Expelled from Paradise-』舞台挨拶 in 東京新宿                                                                                       |                                                                                  | 樂園追放 -Expelled from Paradise-                                       |
| 11月15日 | 『楽園追放-Expelled from Paradise-』舞台挨拶 in 東京池袋                                                                                       |                                                                                  | 樂園追放 -Expelled from Paradise-                                       |
| 11月15日 | 『楽園追放-Expelled from Paradise-』舞台挨拶 in 神奈川橫濱                                                                                     |                                                                                  | 樂園追放 -Expelled from Paradise-                                       |
| 11月23日 | Kiramune Fan Meeting in 橫濱 |                                                                                  | Kiramune                                                                |
| 12月6日  | ディズニー声の王子様オールスターズ購入者特典イベント                                                                                           |                                                                                  |                                                                         |
| 2015年   | |                                                                                  |                                                                         |
| 1月9日   | 『劇場版 PSYCHO-PASS サイコパス』初日舞台挨拶 in 東京涉谷                                                                                      |                                                                                  | PSYCHO-PASS心靈判官劇場版                                               |
| 1月9日   | 『劇場版 PSYCHO-PASS サイコパス』初日舞台挨拶 in 東京新宿                                                                                      |                                                                                  | PSYCHO-PASS心靈判官劇場版                                               |
| 1月11日  | Kiramune Fan Meeting in 香川高松 |                                                                                  | Kiramune                                                                |
| 1月16日  | J-WORLD 赤フェス 開催記念 「赤司征十郎」役 神谷浩史さんトークショー                                                                            |                                                                                  | 黑子的籃球                                                              |
| 2月21日  | 『DEVIL SURVIVOR2 the ANIMATION』 一挙上映イベント～Edge with you～                                                                            |                                                                                  | 惡魔倖存者2                                                             |
| 3月8日   | Re:␣ハマトラ Fes. 2015 Spring | 2015年6月26日發行DVD                                                             | HAMATORA ─超能偵探社─                                                   |
| 3月12日  | 文化放送『ガム彼！クレイジーガム放送室～ホワイトデーはキミといっしょ～』公開収録イベント                                                       |                                                                                  | ガム彼！                                                                |
| 3月21日  | 「AnimeJapan 2015」内「『夏目友人帳』キャストステージ」                                                                                        |                                                                                  | 夏目友人帳                                                              |
| 3月21日  | 「AnimeJapan 2015」内「『デュラララ!!×2 承』クライマックス直前イベント デュラララ!!×AnimeJapan 2015」                                          | 無頭騎士異聞錄 DuRaRaRa!!×2 承                                                   |                                                                         |
| 3月29日  | サンデーフェス2015(夜) |                                                                                  | 電波教師                                                                |
| 5月9日   | Kiramune Music Festival 2015 | 2016年2月17日發行BD&DVD                                                          | Kiramune                                                                |
| 5月10日  | Kiramune Music Festival 2015 | 2016年2月17日發行BD&DVD                                                          | Kiramune                                                                |
| 6月6日   | 映画「ハンガー・ゲーム FINAL：レジスタンス」舞台挨拶                                                                                           |                                                                                  | 飢餓遊戲：自由幻夢Ⅰ                                                     |
| 6月20日  | MASOCHISTIC ONO BAND LIVE TOUR 2015 What is Rock？～ロックって何ですか？～ in 神戶                                                             | 2016年2月18日發行BD&DVD                                                          | MASOCHISTIC ONO BAND                                                    |
| 6月21日  | MASOCHISTIC ONO BAND LIVE TOUR 2015 What is Rock？～ロックって何ですか？～ in 神戶                                                             | 2016年2月18日發行BD&DVD                                                          | MASOCHISTIC ONO BAND                                                    |
| 7月4日   | 劇場版「進撃の巨人」後編～自由の翼～ 公開記念舞台挨拶                                                                                          |                                                                                  | 進擊的巨人                                                              |
| 7月11日  | MASOCHISTIC ONO BAND LIVE TOUR 2015 What is Rock？～ロックって何ですか？～ in 幕張                                                             | 2016年3月17日發行BD&DVD                                                          | MASOCHISTIC ONO BAND                                                    |
| 7月12日  | MASOCHISTIC ONO BAND LIVE TOUR 2015 What is Rock？～ロックって何ですか？～ in 幕張                                                             | 2016年3月17日發行BD&DVD                                                          | MASOCHISTIC ONO BAND                                                    |
| 7月19日  | Kiramune Fan Meeting in 仙台 |                                                                                  | Kiramune                                                                |
| 8月8日   | ノラガミ ARAGOTO -日比谷ノ杜祭- | 至指定店家Animate購買流浪神差 ARAGOTO 1~3卷BD或DVD贈送                           | 流浪神差 ARAGOTO                                                        |
| 8月18日  | 東映公認 鈴村健一・神谷浩史の仮面ラジレンジャー ラジレンまつり2015                                                                             | 2016年1月6日發行DVD                                                              | 鈴村健一・神谷浩史の仮面ラジレンジャー                                  |
| 9月5日   | Kiramune Presents 神谷浩史 1st Live "ハレヨン→5&6"                                                                                             | 2016年6月1日發行DVD                                                              |                                                                         |
| 9月6日   | Kiramune Presents 神谷浩史 1st Live "ハレヨン→5&6"                                                                                             | 2016年6月1日發行DVD                                                              |                                                                         |
| 9月19日  | 「京都国際マンガ・アニメフェア2015」内「電波教師ステージin京まふ2015」                                                                         |                                                                                  | 電波教師                                                                |
| 9月20日  | KUROBAS CUP 2015 | 2016年4月22日發行BD&DVD                                                          | 黑子的籃球                                                              |
| 10月3日  | 神谷浩史「ハレロク」発売記念イベント in 札幌                                                                                                   |                                                                                  |                                                                         |
| 10月10日 | MBSアニメフェス2015 |                                                                                  | 無頭騎士異聞錄 DuRaRaRa!!、機動戰士鋼彈00                               |
| 10月16日 | TVアニメ『おそ松さん』スペシャル上映イベント「6つ子だよ、全員集合！！トト子もいるよ♪」                                                         | 2016年1月29日おそ松さん 第一松 BD&DVD                                            | 阿松                                                                    |
| 10月24日 | Kiramune Presents リーディングライブ 『OTOGI狂詩曲』(夜)                                                                                       |                                                                                  | 角色【浦島太郎】                                                        |
| 10月25日 | Kiramune Presents リーディングライブ 『OTOGI狂詩曲』(昼)                                                                                       |                                                                                  | 角色【浦島太郎】                                                        |
| 10月31日 | 「ハレゴウ」「ハレロク」發售記念活動 in 福岡                                                                                                   |                                                                                  |                                                                         |
| 11月7日  | 「ハレゴウ」「ハレロク」發售記念活動 in 東京                                                                                                   |                                                                                  |                                                                         |
| 11月14日 | 「ハレゴウ」「ハレロク」發售記念活動 in 大阪                                                                                                   |                                                                                  |                                                                         |
| 11月15日 | 「ハレゴウ」「ハレロク」發售記念活動 in 名古屋                                                                                                 |                                                                                  |                                                                         |
| 11月21日 | 「ハンガー・ゲームFINAL：レボリューション」日本語吹替版舞台挨拶                                                                                |                                                                                  | 飢餓遊戲：自由幻夢 終結戰                                               |
| 11月29日 | ～シャフト40周年記念～ MADOGATARI TALK STAGE ～〈物語〉シリーズ～                                                                              |                                                                                  | 物語系列                                                                |
| 12月5日  | SOUND THEATRE × 夏目友人帳 ～集い 音劇の章・再び～                                                                                             |                                                                                  | 角色【夏目貴志】                                                        |
| 12月26日 | TVアニメ「電波教師」スペシャルイベント |                                                                                  | 電波教師                                                                |
| 2016年   | |                                                                                  |                                                                         |
| 1月8日   | 「傷物語〈Ⅰ鉄血篇〉」初日舞台挨拶 in 東京新宿Balt 9                                                                                            |                                                                                  | 傷物語 I 鐵血篇                                                         |
| 1月8日   | 「傷物語〈Ⅰ鉄血篇〉」初日舞台挨拶 in 東京新宿TOHOシネマズ                                                                                      |                                                                                  | 傷物語 I 鐵血篇                                                         |
| 1月9日   | 監獄学園 スペシャルイベント ～罪深き俺たちの饗宴～                                                                                             |                                                                                  | 監獄學園                                                                |
| 2月20日  | 「同級生」初日舞台挨拶 |                                                                                  | 同級生                                                                  |
| 3月5日   | 神谷浩史『Danger Heaven？』発売記念イベント |                                                                                  |                                                                         |
| 3月10日  | ガム彼！新撰組 弥生編～春が来ても離さない～ 公開収録イベント                                                                                   |                                                                                  | ガム彼                                                                  |
| 3月24日  | KiramuneカンパニーR/L #1 番組観覧 |                                                                                  | KiramuneカンパニーR/L                                                   |
| 3月26日  | 「AnimeJapan 2016」内「『夏目友人帳』スペシャルステージ」                                                                                      |                                                                                  | 夏目友人帳 伍                                                           |
| 3月26日  | 「AnimeJapan 2016」内「『ずっと前から好きでした。～告白実行委員会～』劇場公開直前イベント」                                                    | 告白實行委員會 ～戀愛系列～                                                      |                                                                         |
| 5月8日   | おそ松さんスペシャルイベント「フェス松さん'16」                                                                                                | 2016年10月14日發行BD&DVD                                                         | 阿松                                                                    |
| 5月14日  | ノラガミ ARAGOTO -MATSURIGOTO- | 2016年8月26日發行BD&DVD                                                          | 流浪神差 ARAGOTO                                                        |
| 5月15日  | これでさいごだよっ！ ワグナリア～初夏の大大大大感謝祭～                                                                                        | 2016年11月23日WWW.WORKING!! 1 同梱版 BD&DVD                                      | WORKING!!!                                                              |
| 6月4日   | Kiramune Music Festival 2016 | 2017年2月1日發行BD&DVD                                                           | Kiramune                                                                |
| 6月5日   | Kiramune Music Festival 2016 | 2017年2月1日發行BD&DVD                                                           | Kiramune                                                                |
| 6月18日  | 「デュラララ!!×2 結」スペシャルイベント「デュラララッシュ!!」                                                                                  |                                                                                  | 無頭騎士異聞錄 DuRaRaRa!!×2 結                                          |
| 6月25日  | DGS EXPO 2016 | 2017年4月14日發行BD&DVD                                                          | 神谷浩史、小野大輔的DearGirl～Stories～                                 |
| 6月26日  | DGS EXPO 2016 | 2017年4月14日發行BD&DVD                                                          | 神谷浩史、小野大輔的DearGirl～Stories～                                 |
| 7月3日   | 進撃！巨人中学校×進撃の巨人“進撃祭” Reading & Live Event                                                                                       |                                                                                  | 進擊的巨人                                                              |
| 8月3日   | テレビ朝日・六本木ヒルズ 夏祭り SUMMER STATION Amazonプライム・ビデオpresents テレビアニメ25周年記念 クレヨンしんちゃんショー                  |                                                                                  | 蠟筆小新                                                                |
| 8月19日  | 「傷物語〈Ⅱ熱血篇〉」初日舞台挨拶 in 東京新宿Balt 9                                                                                            |                                                                                  | 傷物語 I 鐵血篇                                                         |
| 8月19日  | 「傷物語〈Ⅱ熱血篇〉」初日舞台挨拶 in 東京新宿TOHOシネマズ                                                                                      |                                                                                  | 傷物語 I 鐵血篇                                                         |
| 9月3日   | Kiramune Presents Hiroshi Kamiya Live 2016 “LIVE THEATER”                                                                                      | 2017年7月19日發行DVD                                                             |                                                                         |
| 9月4日   | Kiramune Presents Hiroshi Kamiya Live 2016 “LIVE THEATER”                                                                                      | 2017年7月19日發行DVD                                                             |                                                                         |
| 10月1日  | 「夏目友人帳 伍」先行上映イベント |                                                                                  | 夏目友人帳 伍                                                           |
| 10月8日  | 『よんでますよ、アザゼルさん。』&『きいてますよ、アザゼルさん。G』Presents『バトルですよ、アザゼルさん。Ｇ』                                   | 2017年3月24日發行DVD                                                             | 召喚惡魔                                                                |
| 10月9日  | Kiramune Presents リーディングライブ『パンプキンファームの宇宙人』(夜)                                                                         |                                                                                  | 角色【ゴウガイ】                                                        |
| 10月30日 | Kiramune Presents リーディングライブ『パンプキンファームの宇宙人』(昼)                                                                         |                                                                                  | 角色【ゴウガイ】                                                        |
| 11月12日 | Kiramune Fan Meeting in 金澤 |                                                                                  | Kiramune                                                                |
| 11月26日 | 神谷浩史 6th ミニアルバム『Theater』発売記念イベント in 大阪                                                                                   |                                                                                  |                                                                         |
| 11月27日 | 神谷浩史 6th ミニアルバム『Theater』発売記念イベント in 愛知                                                                                   |                                                                                  |                                                                         |
| 12月3日  | 神谷浩史 6th ミニアルバム『Theater』発売記念イベント in 福岡                                                                                   |                                                                                  |                                                                         |
| 12月10日 | 神谷浩史 6th ミニアルバム『Theater』発売記念イベント in 宮城                                                                                   |                                                                                  |                                                                         |
| 12月17日 | 「ジャンプフェスタ2017」内「『黒子のバスケ』ステージ」                                                                                         |                                                                                  | 黑子的籃球                                                              |
| 12月17日 | 「ジャンプフェスタ2017」内「『斉木楠雄のΨ難』ステージ」                                                                                        | 齊木楠雄的災難                                                                   |                                                                         |
| 12月17日 | 「ジャンプフェスタ2017」内「『黒子のバスケ』トークショー」                                                                                     | 黑子的籃球                                                                       |                                                                         |
| 2017年   | |                                                                                  |                                                                         |
| 1月6日   | 「傷物語〈Ⅲ冷血篇〉」初日舞台挨拶 in 東京新宿Balt 9                                                                                            |                                                                                  | 傷物語 I 鐵血篇                                                         |
| 1月6日   | 「傷物語〈Ⅲ冷血篇〉」初日舞台挨拶 in 東京新宿TOHOシネマズ                                                                                      |                                                                                  | 傷物語 I 鐵血篇                                                         |
| 1月30日  | KiramuneカンパニーR/L #10 番組観覧 |                                                                                  | Kiramune                                                                |
| 2月2日   | ロッテ presents「ガム彼！2017 クラスメイトになろうよ！」公開収録イベント                                                                       |                                                                                  | ガム彼                                                                  |
| 2月4日   | 神谷浩史「Theater」発売記念イベント in 東京 |                                                                                  |                                                                         |
| 2月19日  | 文豪ストレイドッグス 迷ヰ犬達ノ宴 其ノ弐 |                                                                                  | 文豪Stray Dogs                                                          |
| 3月4日   | Kiramune Music Festival 2017 |                                                                                  | Kiramune                                                                |
| 3月5日   | Kiramune Music Festival 2017 |                                                                                  | Kiramune                                                                |
| 3月9日   | 『夜は短し歩けよ乙女』完成披露上映会 |                                                                                  | 春宵苦短，少女前進吧！                                                  |
| 3月18日  | 「劇場版 黒子のバスケ LAST GAME」舞台挨拶 in 東京新宿                                                                                          |                                                                                  | 影子籃球員 LAST GAME                                                    |
| 3月18日  | 「劇場版 黒子のバスケ LAST GAME」舞台挨拶 in 東京池袋                                                                                          |                                                                                  | 影子籃球員 LAST GAME                                                    |
| 3月18日  | 「劇場版 黒子のバスケ LAST GAME」舞台挨拶 in 埼玉新都心                                                                                        |                                                                                  | 影子籃球員 LAST GAME                                                    |
| 3月25日  | 「AnimeJapan 2017」内「告白実行委員会」シリーズ スペシャルステージ                                                                             |                                                                                  | 告白實行委員會 ～戀愛系列～                                             |
| 3月25日  | 「AnimeJapan 2017」内「夏目友人帳スペシャルステージ」                                                                                          | 夏目友人帳                                                                       |                                                                         |
| 4月8日   | 「劇場版 黒子のバスケ LAST GAME」舞台挨拶 in 京都                                                                                              |                                                                                  | 影子籃球員 LAST GAME                                                    |
| 4月8日   | 「劇場版 黒子のバスケ LAST GAME」舞台挨拶 in 愛知                                                                                              |                                                                                  | 影子籃球員 LAST GAME                                                    |
| 5月6日   | 東映公認 鈴村健一・神谷浩史の仮面ラジレンジャー ヒーロー宴                                                                                     | 2017年10月4日發行DVD                                                             | 鈴村健一・神谷浩史の仮面ラジレンジャー                                  |
| 5月7日   | 夏目友人帳 伍「夏目友人帳 ～風薫るころ～」スペシャルイベント                                                                                   |                                                                                  | 夏目友人帳                                                              |
| 5月25日  | 『劇場版 黒子のバスケ LAST GAME』ロングラン御礼舞台挨拶付き応援上映                                                                            |                                                                                  | 影子籃球員 LAST GAME                                                    |
| 6月24日  | 「宇宙戦艦ヤマト2202 愛の戦士たち 第二章 発進篇」舞台挨拶                                                                                      | 東京新宿ピカデリー                                                               | 宇宙戰艦大和號2202 愛的戰士們                                           |
| 6月25日  | GUNDAM VERSUSスペシャルステージ | ベルサール秋葉原                                                                 | 鋼彈系列作品                                                            |
| 7月2日   | 朗読劇「舟を編む」 | 東京霞ヶ関イイノホール                                                           | 啟航吧！編舟計畫                                                        |
| 7月8日   | Kiramune Fan Meeting in 京都 | ロームシアター京都(旧京都会館)                                                   | Kiramune                                                                |
| 7月15日  | 『宇宙戦隊キュウレンジャー THE MOVIE ゲース・インダベーの逆襲』公開記念 宇宙戦隊キュウレンジャースペシャルイベント                             | 中野サンプラザホール                                                             | 宇宙戰隊九連者 THE MOVIE Goes‧Indaver的逆襲                             |
| 7月23日  | TVアニメ「斉木楠雄のΨ難」スペシャルイベント | 舞浜アンフィシアター                                                             | 齊木楠雄的災難                                                          |
| 10月6日  | TVアニメ「おそ松さん」第2期放送記念スペシャルイベント 「6つ子が帰ってきたよ！全員集合！！トト子も最高♪」                                       | 新宿文化センター大ホール                                                         | 阿松                                                                    |
| 10月7日  | 『おいわいですよ、アザゼルさん。G』 連載10周年記念イベント                                                                                     | ニッショーホール                                                                 | 召喚惡魔                                                                |
| 10月8日  | 「夏目友人帳陸」公開録音イベント～秋の語らい～                                                                                                 | ニッショーホール                                                                 | 夏目友人帳                                                              |
| 10月28日 | Kiramune Presents リーディングライブ『Be-leave』 公演                                                                                          | 舞浜アンフィシアター                                                             | Kiramune                                                                |
| 10月29日 | Kiramune Presents リーディングライブ『Be-leave』 公演                                                                                          | 舞浜アンフィシアター                                                             | Kiramune                                                                |
| 11月5日  | 森川智之＆檜山修之トークライブ「おまえらのためだろ！第50弾」                                                                                   | メルパルクホール東京                                                             |                                                                         |
| 11月11日 | 神谷浩史『神様コネクション』発売記念イベント ＜関東＞                                                                                          |                                                                                  |                                                                         |
| 11月12日 | 神谷浩史『神様コネクション』発売記念イベント ＜関西＞                                                                                          |                                                                                  |                                                                         |
| 11月19日 | Kiramune Fan Meeting in SHIZUOKA | 静岡市民文化会館 大ホール                                                        | Kiramune                                                                |
| 11月25日 | 劇場版「Fate/stay night [Heaven's Feel]」I.presage flower 特別興行"間桐家舞台挨拶"                                                             | 新宿バルト9                                                                      | Fate/stay night Heaven's Feel                                           |
| 12月1日  | TVアニメ「クジラの子らは砂上に歌う」先行上映会・第2弾                                                                                          | 新宿バルト9                                                                      | 泥鯨之子們在沙地上歌唱                                                  |
| 12月17日 | ジャンプフェスタ2018 2日目 ジャンプスーパーステージ『斉木楠雄のΨ難』                                                                           | 幕張メッセ 国際展示場ホール                                                      | 齊木楠雄的災難                                                          |
| 2018年   | |                                                                                  |                                                                         |
| 1月6日   | 新感覚・音楽朗読劇「SOUND THEATRE × 夏目友人帳 ～音劇の章 2018～」                                                                             | 東京国際フォーラム ホールA                                                       | 夏目友人帳                                                              |
| 1月21日  | イナズマイレブン大復活祭 | 東京ビッグサイト(東京国際展示場)                                                 | 閃電十一人 戰神的天秤                                                   |
| 1月24日  | 超英雄祭 KAMEN RIDER × SUPER SENTAI LIVE & SHOW 2018                                                                                           | 日本武道館                                                                       | 宇宙戰隊九連者                                                          |
| 1月28日  | 美男高校地球防衛部LOVE！CG LIVE！眉難祭！ LOVE！の部                                                                                           | 中野サンプラザ                                                                   | 美男高校地球防衛部LOVE！                                                |
| 2月11日  | THE PREMIUM GAME IN C3AFA SERIES: GUNDAM VERSUS 隊制對戰賽 in C3AFA HK 2018                                                                    | 香港會議展覽中心(HKCEC)                                                          |                                                                         |
| 2月11日  | “MOBILE SUIT GUNDAM 00” TALK STAGE in C3AFA HONG KONG 2018                                                                                     | 香港會議展覽中心(HKCEC)                                                          |                                                                         |
| 3月10日  | Kiramune Music Festival 2018 | 横浜アリーナ                                                                     | Kiramune                                                                |
| 3月11日  | Kiramune Music Festival 2018 | 横浜アリーナ                                                                     | Kiramune                                                                |
| 3月21日  | 宇宙戦隊キュウレンジャーファイナルライブツアー2018 アクトシティ浜松                                                                            | アクトシティ浜松                                                                 | 宇宙戰隊九連者                                                          |
| 3月25日  | AnimeJapan 2018 2日目 | 東京ビッグサイト(東京国際展示場)                                                 | 閃電十一人 夏目友人帳 宇宙戰艦大和號2202                                |
| 4月14日  | ガンダム00 Festival 10 “Re:vision” | 幕張メッセ イベントホール                                                        | 機動戰士鋼彈00                                                          |
| 4月21日  | DGS VS MOB LIVE SURVIVE | さいたまスーパーアリーナ                                                         | 神谷浩史、小野大輔的DearGirl～Stories～                                 |
| 4月22日  | DGS VS MOB LIVE SURVIVE | さいたまスーパーアリーナ                                                         | 神谷浩史、小野大輔的DearGirl～Stories～                                 |
| 5月26日  | 『宇宙戦艦ヤマト2202 愛の戦士たち 第五章 煉獄篇』上映記念舞台挨拶                                                                              | 新宿ピカデリー                                                                   | 宇宙戰艦大和號2202                                                      |
| 5月28日  | 「宇宙戦隊キュウレンジャーVSスペース・スクワッド」完成披露上映会                                                                               | 新宿バルト9                                                                      |                                                                         |
| 6月30日  | Vシネクスト「宇宙戦隊キュウレンジャーVSスペース・スクワッド」初日舞台挨拶                                                                      | 新宿バルト9                                                                      |                                                                         |
| 7月14日  | TVアニメ「いつだって僕らの恋は10センチだった」スペシャルイベント                                                                               | 舞浜アンフィシアター                                                             | 一直以來我們的戀愛是十公分。                                            |
| 8月19日  | TVアニメ『おそ松さん』第2期スペシャルイベント「フェス松さん’18」                                                                               | パシフィコ横浜 国立大ホール                                                      | 阿松                                                                    |
| 8月26日  | 「イナズマイレブンフェス2018+日本代表発表会」                                                                                                  | ベルサール高田馬場                                                               | 閃電十一人                                                              |
| 9月1日   | KAmiYU in Wonderland 4 | 幕張メッセ イベントホール                                                        | KAmiYU                                                                  |
| 9月2日   | KAmiYU in Wonderland 4 | 幕張メッセ イベントホール                                                        | KAmiYU                                                                  |
| 9月8日   | 劇場版「夏目友人帳 ～うつせみに結ぶ～」完成披露上映会【東京】                                                                                  | ユナイテッド・シネマ アクアシティお台場                                          | 夏目友人帳                                                              |
| 9月29日  | 劇場版「夏目友人帳 ～うつせみに結ぶ～」初日舞台挨拶【台場 1回目】                                                                              |                                                                                  | 夏目友人帳                                                              |
| 9月29日  | 劇場版「夏目友人帳 ～うつせみに結ぶ～」初日舞台挨拶【豊洲 1回目】                                                                              |                                                                                  | 夏目友人帳                                                              |
| 9月29日  | 劇場版「夏目友人帳 ～うつせみに結ぶ～」初日舞台挨拶【新宿 1回目】                                                                              |                                                                                  | 夏目友人帳                                                              |
| 9月29日  | 劇場版「夏目友人帳 ～うつせみに結ぶ～」初日舞台挨拶【台場 2回目】                                                                              |                                                                                  | 夏目友人帳                                                              |
| 9月29日  | 劇場版「夏目友人帳 ～うつせみに結ぶ～」初日舞台挨拶【豊洲 2回目】                                                                              |                                                                                  | 夏目友人帳                                                              |
| 9月29日  | 劇場版「夏目友人帳 ～うつせみに結ぶ～」初日舞台挨拶【新宿 2回目】                                                                              |                                                                                  | 夏目友人帳                                                              |
| 9月30日  | 劇場版「夏目友人帳 ～うつせみに結ぶ～」初日舞台挨拶【新潟 1回目】                                                                              |                                                                                  | 夏目友人帳                                                              |
| 9月30日  | 劇場版「夏目友人帳 ～うつせみに結ぶ～」初日舞台挨拶【新潟 2回目】                                                                              |                                                                                  | 夏目友人帳                                                              |
| 9月30日  | 劇場版「夏目友人帳 ～うつせみに結ぶ～」初日舞台挨拶【埼玉 1回目】                                                                              |                                                                                  | 夏目友人帳                                                              |
| 9月30日  | 劇場版「夏目友人帳 ～うつせみに結ぶ～」初日舞台挨拶【埼玉 2回目】                                                                              |                                                                                  | 夏目友人帳                                                              |
| 10月6日  | MBS ANIME FES.2018～supported by uP!!～ | 大阪城ホール                                                                     | 進擊的巨人                                                              |
| 10月7日  | 『よんでますよ、アザゼルさん。』&『きいてますよ、アザゼルさん。G』Presents『〇〇の秋ですよ、アザゼルさん。G』夜の部                            | ニッショーホール(日本消防会館 ニッショーホール)                                  | 召喚惡魔                                                                |
| 10月21日 | 劇場版「夏目友人帳 ～うつせみに結ぶ～」大ヒット御礼舞台挨拶                                                                                    | 新宿バルト9                                                                      | 夏目友人帳                                                              |
| 10月27日 | Kiramune Presents リーディングライブ『カラーズ』                                                                                               | 舞浜アンフィシアター                                                             | Kiramune                                                                |
| 10月28日 | Kiramune Presents リーディングライブ『カラーズ』                                                                                               | 舞浜アンフィシアター                                                             | Kiramune                                                                |
| 11月10日 | 続・終物語 初日舞台挨拶 TOHOシネマズ上野 |                                                                                  | 續·終物語                                                               |
| 11月10日 | 続・終物語 初日舞台挨拶 新宿バルト9 (8:15の回)                                                                                                 |                                                                                  | 續·終物語                                                               |
| 11月10日 | 続・終物語 初日舞台挨拶 新宿バルト9 (10:00の回)                                                                                                |                                                                                  | 續·終物語                                                               |
| 11月18日 | Kiramune Fan Meeting in MORIOKA【昼公演】 | 岩手県民会館 大ホール                                                            | Kiramune                                                                |
| 11月18日 | Kiramune Fan Meeting in MORIOKA【夜公演】 | 岩手県民会館 大ホール                                                            | Kiramune                                                                |
| 11月24日 | 神谷浩史 7th Mini Album発売記念イベント＜東京＞                                                                                                | 東京都内某所                                                                     |                                                                         |
| 11月25日 | 神谷浩史 7th Mini Album発売記念イベント＜北海道1回目＞                                                                                         | 札幌市内某所                                                                     |                                                                         |
| 11月25日 | 神谷浩史 7th Mini Album発売記念イベント＜北海道2回目＞                                                                                         | 札幌市内某所                                                                     |                                                                         |
| 12月1日  | 『斉木楠雄のΨ難』スペシャルイベント第2弾 ～開Ψ！一足はやいクリスマスパーティー～                                                               | ベルサール高田馬場                                                               | 齊木楠雄的災難                                                          |
| 12月15日 | 神谷浩史 7th Mini Album発売記念イベント＜福岡1回目＞                                                                                           | 福岡市内某所                                                                     |                                                                         |
| 12月15日 | 神谷浩史 7th Mini Album発売記念イベント＜福岡2回目＞                                                                                           | 福岡市内某所                                                                     |                                                                         |
| 12月16日 | 神谷浩史 7th Mini Album発売記念イベント＜大阪＞                                                                                                | 大正会館(大正区コミュニティセンター)                                             |                                                                         |

## DVD
- 2006年4月5日發行《豐口惠的明日晴れリーナ》 ※2005年11月
- 2008年10月1日發行《第二回聲優獎 官方永久保存版DVD ~授賞式から舞台裏まで 受賞者たちの感動記~》 ※2008年3月8日
- 2009年12月發行《原画と朗読で綴るサイボーグ009の世界》 ※2009年10月11日

- 機動戰士GUNDAM
  - ガンダム00 Festival 2009-2010 “A trailer for the trailblazer”
  - GUNDAM BIG EXPO スペシャルステージ ベストセレクション
- 無頭騎士異聞錄 DuRaRaRa!!
  - イベントDVD 電撃文庫 秋冬の陣 de デュラララヴァーズ in 中野
- 東映公認 鈴村健一・神谷浩史の仮面ラジレンジャー
  - 「東映公認 鈴村健一・神谷浩史の仮面ラジレンジャー」2013公開収録夏祭り DVD
  - 東映公認 鈴村健一・神谷浩史の仮面ラジレンジャー ラジレンまつり2014 DVD
- 「八犬伝-东方八犬异闻-」おいでませ!古那屋 in パシフィコ横浜DVD
- 召喚惡魔
  - TVアニメ「よんでますよ、アザゼルさん。Z」全巻購入者対象イベント『おいでませ、アザゼルさん。Z』記録DVD
  - TV「よんでますよ、アザゼルさん。」 Webラジオ『きいてますよ、アザゼルさん。』公開録音イベント“いやしますよ、アザゼルさん。” ほぼ全記録DVD
- HAMATORA ─超能偵探社─
  - ハマトラFes.2014 Summer for DVD
- イクシオン サーガ DTトークイベント『最終回直前！イクサガDTの未来を考える ンポジウム！』全巻購入特典
- ダイヤのA オールスターゲーム (アニメDVD1～6巻きゃにめjp購入特典となるイベントDVD)

付錄・DVD
- 無法掙脫的背叛
  - 裏切りは僕の名前を知っている 夕月を守る会〜裏僕最後のぶっちゃけ声優座談会〜 月刊ASUKA 2010年11月号付録
- Newtype 2008年4月号 特別付録オリジナルDVD（Gフェスティバル2008の映像収録）
- B's-LOG 2006年2月号、2008年2月号付録
- ファミ通Wave DVD 2005年10月号、2009年10月号、2011年2月号付録
- LAST RANKER 公式設定資料集「STARTING POINT」付録 イベントDVD
- 絕望先生
  - DJDVDさよなら絶望放送～最初で最後の映像版～楽屋裏座談会
- 夏目友人帳
  - LaLa 2009年6月号・7月号・LaLaDX7月号 応募者全員大サービス「夏目友人帳」アニメDVD（キャストインタビュー他）
- 無頭騎士異聞錄 DuRaRaRa!!
  - 完全生產限定版 第1巻特典 「デュラララ!!アニメ化 de デュララランデブーin幕张」
  - 限定版 第13巻特典「デュラララヴァーズ!! DVD de in 光丘」
- 召喚惡魔
  - Blu-ray VOL.2特典『おいでませ、アザゼルさん。』イベント
- 黑色嘉年華
  - カーニヴァルアニメ化記念座談会
- HAMATORA ─超能偵探社─
  - ノラハマFes 夜の陣 ハマトラパートダイジェスト (野良神X濱虎聯合見面會)初回収録特典

其他影像
- BRAVE10放送直前イベント in ニコニコ生放送
- 糸色望のオールナイトニッポンR
- ファミ通TV公開収録2010_新春スペシャル
- JUMP FESTA 2013 青の祓魔師 Super Stage-
- 【ジャンプフェスタ2014】ジャンプスーパーステージ『黒子のバスケ』生中継

## CD

### 廣播劇CD
- 前世今生 2（竹中由宇）
- Drama Album Vie Durant 4・5（皇）
- 無法掙脫的背叛（蓬萊黑刀）
  - 裏切りは僕の名前を知っている 3
  - TVアニメーション「裏切りは僕の名前を知っている」オリジナル廣播劇CD 2 - 4
- 黑色嘉年華系列（花礫） 
  - カーニヴァル 飛べない翼／人魚の瓶
  - カーニヴァル 〜輪（サーカス）〜
  - カーニヴァル リノル
  - カーニヴァル ヴィント
- 学園天使☆ラプソディー 〜天使のささやきBOX〜（広瀬巧）
- 「高機動交響曲GPO」廣播劇CD Vol.1・2 白の章（岩崎仲俊）
- 機動戰士GUNDAM 00第二季系列（提耶利亞．厄德）
  - 機動戦士ガンダム00 CDドラマ・スペシャル アナザーストーリー MISSION-2306
  - 機動戦士ガンダム00 CDドラマ・スペシャル アナザーストーリー Road to 2307
  - 機動戦士ガンダム00 CDドラマ・スペシャル アナザーストーリー COOPERATION-2312
  - 機動戦士ガンダム00 CDドラマ・スペシャル アナザーストーリー 4MONTH FOR 2312
- 鬼の風水 系列（篠宮薫）
- クラノア 系列（加護雄一） 
  - クラノア -Hello Again-
  - クラノア -yesterday once more-
  - クラノア -another girl-
  - クラノア 覚醒未満 -the second volume- それは僕らのカタルシス
- 私立アキハバラ学園（冬馬壮一郎）
- 水夏〜SUIKA〜（柾木良和）
- Starry☆Sky系列（宮地龍之介） 
  - 星座彼氏シリーズ starry☆sky 〜Scorpius〜（蠍座）
  - Starry☆Sky 〜in Summer〜
  - Starry☆Sky 〜in Summer〜 星的砂浜浪漫譚
  - Starry☆Sky 〜in sweet season〜
  - Starry☆Sky 〜in Summer〜Portable
  - 星座旦那シリーズ Starry☆sky 〜Scorpio&Sagittarius〜
  - Starry☆Sky 〜After Summer〜
  - Starry☆Sky 〜13constellation〜
- 戰國無雙系列（浅井長政）
  - 戦国無双 百花饗演
  - 戦国無双3 光華繚演
- 対決NEO 2 神谷浩史VS吉野裕行（加瀬）
- DearGirl〜Stories〜 響（ヒロC） 
  - Dear Girl〜Stories〜 響 廣播劇CD 暗黒響編（ヒロC）
- 夏目友人帳（夏目貴志）
- 伯爵與妖精系列（保羅・法曼）
  - 伯爵と妖精 プロポーズはお手やわらかに
  - 伯爵と妖精 紳士の射止め方教えます
- 化物語オリジナルドラマCD「佰物語」（阿良良木暦）
- 花與惡魔（比比）
- Drama CD 薔薇嬢のキス〜rose1・2〜（天上光琉 / 白薔薇）
- VitaminZ 系列（天童瑠璃弥） 
  - VitaminZ 廣播劇CD -Part.1- 〜Dokidokiびたみん♪ 君と一晩すぺくたくる〜
  - VitaminZ 廣播劇CD -Part.2- 〜Haraharaびたみん♪ 恋はいつでもすりりんぐ〜
- BLACK BLOOD BROTHERS 廣播劇CD Vol.1・2（望月次郎）
- 紅色HERO（土屋直人）
- Berry's系列（宝交早生） 
  - Berry's 廣播劇CD Vol.1「森久保由那」
  - Berry's 廣播劇CD Vol.2「佐藤夏姫」
  - Berry's 廣播劇CD Vol.3「佐藤春姫」
- バラエティ廣播劇CD 大和彼氏 恋の天下は俺が獲る! 〜茨城VS高知編〜（結城静也）
- LOVELESS Vol.2（黒谷冬樹）
- 「理系男子。」系列（軽井空也）
  - 「理系男子。」〜ぼくらの夏合宿〜
  - 「理系男子。」〜ぼくらの修学旅行 in 京都〜
- レンタル執事 系列（小鳩優介）
  - レンタル執事 Drama CD Vol.1
  - レンタル執事 キャラクターCD
- 羅密歐與朱麗葉 (ロミオとジュリエット)（朱麗葉）
- 野性之聲（鞍智久孝）
- 黑白少年少女（右京）
- 純血+彼氏（椎十空）
- 天使1/2方程式（黒峰夏艶）

### Radio・Talk CD
- さよなら絶望放送系列
  - DJCD さよなら絶望放送 第一卷
  - DJCD さよなら絶望放送 第二卷
  - DJCD さよなら絶望放送 第三卷 特別版
  - DJCD さよなら絶望放送 第四卷
  - DJCD さよなら絶望放送 SZBH-SP1〜葬集編〜
  - DJCD さよなら絶望放送 SZBH-SP2〜災放送〜
  - DJCD 酷・さよなら絶望放送 宙
  - DJCD さよなら絶望放送 第五卷
  - DJCD さよなら絶望放送 第六卷〜谷怨〜
  - DJCD さよなら絶望放送 血裂撰〜けっさくせん〜（DVD付）
  - DJCD さよなら絶望放送 第七卷
  - DJCD さよなら絶望放送 携帯盤SZ-01K
  - DJCD さよなら絶望放送 第八卷
- 咎狗之血 True Blood DJCD「狗ラジ TB-SHOW」
- DJCD「伯爵與妖精」〜ニコの妖精お茶会〜
- ヒーローアカデミーJ 鈴村健一の放課後ラジオCD
- Fate/stay tune 第1、2卷
- 變身公主 DJ・CD Vol.2
- DJCD CHEMICAL REACTION!! 『理系男子。』VOL．1

### 朗讀・其他CD
- 朗読CD 官能昔話
- KISS×KISS collecutions VOL.9 「ツンデレキス」
- KISS×KISS collecutions 声優アニメディアSPECIAL EDITION CD
- 12人の優しい殺し屋「INTRODUCTION」（真宮陽介）
- 少女病「葬月エクレシア」
- 淑女養成CD 〜執事が教える西洋料理のマナー〜（ロバート）
- "続" 淑女養成CD ―執事が貴女にマナーをお教え致します―（ロバート）
- Story of 365 days〜chapter.HEART（ハートのエース）
- DEARS 十二星座物語 Apollon Side（朗読 - みずがめ座）
- VitaminZ × 數羊晚安系列 Vol.7 「テラスハウスでおやすみ」（天童瑠璃弥）
- HONEY BEE 數羊晚安系列 Vol.12「いつまでも一緒にいようね」
- 不思議工房症候群 EPISODE.4「兄からの手紙」
- HONEY BEE 万葉恋歌 -桜の章-（柿本遥）
- 蜜蜂出版シリーズ 旦那カタログ特別号Vol.2 特別号の特集：A型旦那&B型旦那（B型旦那・梅本千景）
- 妄想彼氏（ペット）ドMなペットくん
- 《西園寺古書怪奇譚》（西園寺鵺）
- 《西園寺古書堂怪奇譚～弐ノ篇～》（西園寺鵺）

### BL CD
| 發售日         | 品名                                                   | 攻×受                                                                         | 不明                              |
| -------------- | ------------------------------------------------------ | ----------------------------------------------------------------------------- | --------------------------------- |
| 1999年9月9日   | エデンを遠く離れて2 ～緑陰の楽園～                     |                                                                               | 高橋正直                          |
| 2001年6月25日  | エデンを遠く離れて3 ～切ない夜の楽園～                 |                                                                               | 高橋正直                          |
| 1996年12月20日 | タクミくんシリーズ 04 Sincerely… ～シンシアリー～      |                                                                               | 片倉利久                          |
| 1997年1月21日  | タクミくんシリーズ 外伝 ロレックスに口づけを           |                                                                               | 橋本                              |
| 2002年3月31日  | Candy-Store                                            | 西野匤×三ツ橋はじめ（高城元氣）                                               |                                   |
| 2003年10月24日 | 少年四景「セルロイドパラダイス」                       | 男（堀內賢雄）×アツ                                                           |                                   |
| 2004年5月29日  | ミルククラウンのためいき                               |                                                                               | 内川充                            |
| 2004年7月23日  | きわどい賭                                             |                                                                               | 穗村遥佳                          |
| 2004年10月22日 | 王子さまLv2                                            | 白鳳×アックス・ナタブーム(小杉十郎太) アックス・ナタブーム（小杉十郎太）×白鳳 |                                   |
| 2004年12月25日 | 身勝手な狩人                                           | 岩崎開（高橋廣樹）×高瀨智嗣                                                   |                                   |
| 2005年3月20日  | スレイヴァーズ・ラヴァ 前編                            |                                                                               | 早瀬義弘                          |
| 2005年6月20日  | スレイヴァーズ・ラヴァ 後編                            |                                                                               | 早瀬義弘                          |
| 2005年12月20日 | フリージングアイ                                       | 若宮法顯（堀內賢雄）×早瀨義弘                                                 |                                   |
| 2005年4月20日  | N大附属病院シリーズ2                                   | 志乃崎隆二（森川智之）×須藤雅彦                                               |                                   |
| 2005年4月28日  | その指だけが知っている 2 左手は彼の夢をみる            |                                                                               | 浅香雅展                          |
| 2006年8月25日  | その指だけが知っている 3 くすり指は沈黙する            | 浅香雅展×藤井渉涉（鈴村健一）                                                 |                                   |
| 2007年11月30日 | その指だけが知っている 4 両手に君の告白を              |                                                                               | 浅香雅展                          |
| 2005年8月20日  | エス 1                                                 | 宗近奎吾（小西克幸×椎葉昌紀                                                   |                                   |
| 2006年2月25日  | エス―咬痕― 2                                           | 宗近奎吾（小西克幸×椎葉昌紀                                                   |                                   |
| 2007年6月25日  | エス―裂罅― 3                                           | 宗近奎吾（小西克幸×椎葉昌紀                                                   |                                   |
| 2007年11月25日 | エス―残光― 4                                           | 宗近奎吾（小西克幸×椎葉昌紀                                                   |                                   |
| 2005年10月28日 | エゴイストの純愛                                       | 松八重大介（遊佐浩二）×花本行彦                                               |                                   |
| 2005年10月30日 | G線上の猫                                              | 池田篤志（森川智之）× 成川理也（黑） 香坂遥人（檜山修之）×成川理也（白）      |                                   |
| 2006年6月30日  | G線上の猫 2                                            | 池田篤志（森川智之）× 成川理也（黑） 香坂遥人（檜山修之）×成川理也（白）      |                                   |
| 2006年1月20日  | VIP 1 ブイアイピー                                     | 久遠彰允（三宅健太）×柚木和孝                                                 |                                   |
| 2006年7月25日  | VIP 2 ―棘―                                             | 久遠彰允（三宅健太）×柚木和孝                                                 |                                   |
| 2008年4月25日  | VIP 3 ―蠱惑―                                           | 久遠彰允（三宅健太）×柚木和孝                                                 |                                   |
| 2006年1月27日  | 騎士堂倶楽部                                           | 桂木達哉（杉田智和）×澤村優輝                                                 |                                   |
| 2006年2月20日  | 愛できつく縛りたい～恋より激しく～                     | 桐島一成（綠川光）×五十嵐潮                                                   |                                   |
| 2006年2月24日  | 野性類戀人                                             | 青桐大将（一条和矢）×渡嘉敷志麻                                               |                                   |
| 2006年8月20日  | 駆け引きのレシピ                                       | 藍原雅人×高橋若菜（鈴村健一）                                                 |                                   |
| 2006年9月29日  | きみが恋に堕ちる                                       | 主藤司×望月春（千葉進步）                                                     |                                   |
| 2006年12月     | きみが恋に堕ちるX'masバージョン                        | 主藤司×望月春（千葉進步）                                                     |                                   |
| 2007年10月26日 | きみが恋に堕ちる 2 きみが恋に溺れる                    |                                                                               | 主藤司                            |
| 2007年3月31日  | 束縛のアリア                                           | 瀨尾晃一（杉田智和）×藤本士騎                                                 |                                   |
| 2007年4月25日  | My Precious～マイ・プレシャス～                        |                                                                               | 藤谷慎                            |
| 2007年5月23日  | プライスシリーズ 1 ふらちな恋のプライス                |                                                                               | 瀧口史                            |
| 2007年5月25日  | 耳をすませばかすかな海                                 | 宮上和輝（鳥海浩輔）×大澤笙惟                                                 |                                   |
| 2007年6月22日  | 愛と仁義に生きるのさ                                   |                                                                               | 新海聖司                          |
| 2007年9月28日  | しなやかな熱情                                         | 秀島慈英（三木眞一郎）×小山臣                                                 |                                   |
| 2007年12月28日 | しなやかな熱情 2 ひめやかな殉情                        | 秀島慈英（三木眞一郎）×小山臣                                                 |                                   |
| 2008年3月28日  | しなやかな熱情 3 あざやかな恋情                        | 秀島慈英（三木眞一郎）×小山臣                                                 |                                   |
| 2008年12月28日 | しなやかな熱情1.5番外編 さらさら。                     | 秀島慈英（三木眞一郎）×小山臣                                                 |                                   |
| 2011年6月28日  | しなやかな熱情 4 やすらかな夜のための寓話              | 秀島慈英（三木眞一郎）×小山臣                                                 |                                   |
| 2011年7月28日  | しなやかな熱情 5 はなやかな哀情                        | 秀島慈英（三木眞一郎）×小山臣                                                 |                                   |
| 2012年7月28日  | しなやかな熱情 6 たおやかな真情                        | 秀島慈英（三木眞一郎）×小山臣                                                 |                                   |
| 2017年11月28日 | しなやかな熱情 7 あでやかな愁情                        | 秀島慈英（三木眞一郎）×小山臣                                                 |                                   |
| 2014年9月28日  | あなたは怠惰で優雅                                     |                                                                               | 小山臣                            |
| 2007年11月25日 | 作る少年、食う男                                       | ウィルフレッド（子安武人）×ハル                                               |                                   |
| 2008年7月25日  | 作る少年、食う男 2 執事の受難と旦那様の秘密〈上〉      | ウィルフレッド（子安武人）×ハル                                               |                                   |
| 2009年1月25日  | 作る少年、食う男 3 執事の受難と旦那様の秘密〈下〉      | ウィルフレッド（子安武人）×ハル                                               |                                   |
| 2009年7月30日  | 作る少年、食う男 4 執事の受難と旦那様の秘密 －番外編－ | ウィルフレッド（子安武人）×ハル                                               |                                   |
| 2007年11月28日 | 真空融接                                               | アレクシ（岸尾大輔）×ラエル                                                   |                                   |
| 2007年12月21日 | 恋に命を賭けるのさ                                     | 三佐和透（中村悠一）×新海聖司                                                 |                                   |
| 2007年12月21日 | 欲望という名の愛                                       | 樋口貴奨黒田崇矢（黒田崇矢）×倉科崇                                           |                                   |
| 2007年12月26日 | 美しいひと                                             | 周防カイエ（三木真一郎）×小谷里久                                             |                                   |
| 2008年2月28日  | 言ノ葉ノ花                                             | 長谷部修一（小野大輔）×余村和明                                               |                                   |
| 2011年1月28日  | 言ノ葉ノ世界                                           | 長谷部修一（小野大輔）×余村和明                                               | シュウ：小野大輔 占い師：神谷浩史 |
| 2011年11月30日 | 言ノ葉 日和                                            | 長谷部修一（小野大輔）×余村和明                                               |                                   |
| 2015年7月28日  | 言ノ葉 便り                                            | 長谷部修一（小野大輔）×余村和明                                               |                                   |
| 2008年4月25日  | リロード                                               | 神宮聰志×河東一馬（小野大輔）                                                 |                                   |
| 2017年7月26日  | トゥルース                                             | 神宮聰志×河東一馬（小野大輔）                                                 |                                   |
| 2008年4月25日  | unison ～ユニゾン～                                    | 桐生隆志（子安武人）×長瀬秀一                                                 |                                   |
| 2008年4月25日  | 同級生                                                 | 草壁光×佐条利人（野島健兒）                                                   |                                   |
| 2010年4月2日   | 同級生2 卒業生                                         | 草壁光×佐条利人（野島健兒）                                                   |                                   |
| 2012年10月26日 | 同級生3 空と原 スピンオフ                              | 草壁光×佐条利人（野島健兒）                                                   |                                   |
| 2015年4月24日  | 同級生4 O．B．                                         | 草壁光×佐条利人（野島健兒）                                                   |                                   |
| 2021年10月28日 | 同級生5 blanc -ブラン-                                 | 草壁光×佐条利人（野島健兒）                                                   |                                   |
| 2008年5月7日   | GUSH★channel                                           | 中西友宏（遊佐浩二）×江田拓己                                                 | アックス                          |
| 2008年10月2日  | GUSH★channel Hyper!                                    |                                                                               | 椿 男孩                           |
| 2009年7月29日  | GUSH★channel Returns!                                  |                                                                               | 永瀬一畿 パトリック アックス      |
| 2008年5月23日  | ルビーにくちづけ出張版 Ruby Special CD Version B       | ブライアン・黎（關俊彦）×相馬真吾                                             |                                   |
| 2008年5月25日  | すべてはこの夜に                                       | 湊彰彦（鳥海浩輔）×加持智充                                                   |                                   |
| 2008年6月25日  | 便利屋さん                                             | 柴崇史（羽多野涉）×桐谷亞喜                                                   |                                   |
| 2009年6月26日  | 便利屋さん2                                            | 柴崇史（羽多野涉）×桐谷亞喜                                                   |                                   |
| 2008年7月5日   | プリティ・ベイビィズ                                   |                                                                               | 藤生彼方                          |
| 2011年3月31日  | プリティ・ベイビィズ・2                                |                                                                               | 藤生彼方                          |
| 2008年7月23日  | ミッシング・ロード 世界を越えて君を呼ぶ                |                                                                               | アランディス                      |
| 2008年7月25日  | 清涧寺家シリーズ 4-罪の褥も濡れる夜                    | 伏見義康（遊佐浩二）×清澗寺冬貴                                               |                                   |
| 2015年2月27日  | 清澗寺家シリーズ 7-罪の褥も濡れる夜2                   | 伏見義康（遊佐浩二）×清澗寺冬貴                                               |                                   |
| 2008年9月26日  | センチメンタルガーデンラバー                           | フジ（近藤隆）×比呂 篠田（堀江一真）×比呂                                     |                                   |
| 2008年11月28日 | こどもの瞳                                             | 柏原仁（成田劍）×柏原岬                                                       |                                   |
| 2009年1月30日  | SASRA 3                                                | リカルド・アロンソ（綠川光）キリヤ                                            |                                   |
| 2009年4月25日  | 新宿退屈男～欲望の法則～                               | 早乙女文人（遊佐浩二）×龍野友紀                                               |                                   |
| 2009年6月28日  | 三百年の恋の果て                                       | 秀誠（小西克幸）×紺                                                           |                                   |
| 2009年7月29日  | ひとり占めセオリー                                     | 高尾（安元洋貴）×若宮                                                         |                                   |
| 2009年9月10日  | BORDER 境界線2巻限定版ミニドラマCD付                   |                                                                               | 東雲珠妃                          |
| 2010年9月30日  | BORDER 境界線3巻限定版ミニドラマCD付                   |                                                                               | 東雲珠妃                          |
| 2011年1月28日  | BORDER 境界線4巻限定版ミニドラマCD付                   |                                                                               | 東雲珠妃                          |
| 2013年5月21日  | BORDER 境界線5巻限定版ミニドラマCD付                   |                                                                               | 東雲珠妃                          |
| 2009年9月18日  | 愛かもしれない-山田ユギバンブーセレクションCD 2-       | 江藤（鈴木達央）×柳                                                           |                                   |
| 2010年7月22日  | STEAL！1st．mission                                    |                                                                               | 桐生崇征                          |
| 2010年8月13日  | STEAL！2nd．mission                                    |                                                                               | 桐生崇征                          |
| 2011年4月6日   | STEAL！愛されWhiteday                                  | 小林明日葉（阿部敦）×桐生崇征                                                 |                                   |
| 2011年5月      | SUPER LOVERS スーパーラヴァーズ 2                      | 海棠晴（森川智之）×海棠零                                                     |                                   |
| 2012年3月      | SUPER LOVERS スーパーラヴァーズ 3                      | 海棠晴（森川智之）×海棠零                                                     |                                   |

## 外部連結
- 事務所公開簡歷 （页面存档备份，存于）（日語）
- 神谷浩史、小野大輔的Dear Girl～Stories～ （页面存档备份，存于）（日語）
- 官方网站 （日語）
- 東映公認　鈴村健一、神谷浩史的假面Radiranger （页面存档备份，存于）（日語）

| 前任： 關根勤 （烈車戰隊特急者） | 日本超級戰隊系列紫色戰士演員（聲演） 宇宙戰隊九連者 2017年2月12日-2018年2月4日 | 繼任： 關智一（聲演） 長田成哉 （騎士龍戰隊龍裝者） |